# Steigerwaldvorland
Als Steigerwaldvorland wird die naturräumliche Über-Haupteinheit 137 innerhalb der Haupteinheitengruppe Mainfränkische Platten (Haupteinheitengruppe 13) bezeichnet. Es handelt sich um eine flache, größtenteils offene Ebene zwischen dem im Westen gelegenen Mittleren Maintal und dem sich im Osten anschließenden Steigerwald.

## Geographie

### Lage und Abgrenzung
Die Lage des Naturraums ist nach dem Handbuch der naturräumlichen Gliederung Deutschlands folgendermaßen abgegrenzt: Das Steigerwaldvorland zieht sich entlang der Naturräume am Maindreieck, vom Schweinfurter Becken (136) im Norden bis zum Würzburg-Ochsenfurter Maintal (133.04) weiter südlich. Im Süden begrenzt der Ifftalbereich (130.01) um Marktbreit den Naturraum, der bereits zum Ochsenfurter und Gollachgau (130.0) gezählt wird. Das Steigerwaldvorland gliedert sich in drei Haupteinheiten, die sich in einem Bogen um den Steigerwald ziehen. Der Südwesten, am nächsten zum Main, wird von den großen Flugsandgebieten um Kitzingen und Volkach beherrscht. Hier überwiegen Obst- und Ackerbau.
Weiter entfernt vom Main wird die Landschaft hügeliger und ist mit ihren Lettenkeuperböden bereits von den Ausläufern des Steigerwalds geprägt. In den Dörfern am Anstieg der Schwanbergstufe (115.00) wird deshalb auch Weinbau in den höhergelegenen Arealen betrieben. Das Maintal selbst bildet schließlich das Steigerwaldvorland bei Haßfurt, wo sich die Haßberge (116), das Südliche Grabfeld (138) bzw. das Hesselbacher Waldland (139) bis nahe an den Fluss ziehen.
Die folgenden Orte bilden nach dem Handbuch der naturräumlichen Gliederung Deutschlands von Norden nach Süden die Grenzlinie zwischen dem Steigerwald und seinem Vorland: Knetzgau, Donnersdorf, Gerolzhofen, Wiesentheid, Wiesenbronn, Rödelsee und Seinsheim. Häufig ist jedoch unklar, zu welchem Naturraum die Orte selbst gehören. Der Heimatforscher Peter Schneider, der eine frühe Monographie über das Land „zwischen Main und Steigerwald“ verfasste, grenzt das Gebiet anhand der Städte Haßfurt, Schweinfurt, Marktbreit und Uffenheim ein. Der Übergang zum Schweinfurter Becken erfolgt in den Gemarkungen Lindach, Gernach, Unterspiesheim, Grettstadt und Gochsheim.
Das Bundesamt für Naturschutz macht die Reliefenergie als Klammer für den weitgestreckten Naturraum aus. Obwohl die Landschaft des Steigerwaldvorlandes von ca. 180 m NHN im Westen auf über 300 m NHN im Osten ansteigt, ist ihre Reliefenergie gering. Das Bundesamt gibt die Breite des Naturraums zwischen Maintal und Steigerwaldtrauf mit ca. 15 Kilometern an. Besonders vage erfolgt die Abgrenzung im Süden, wo der Übergang zu den Hochflächen der Gäufläche erfolgt. Der Ifftalbereich mit dem Breitbach bildet den Grenzraum.

### Naturräumliche Gliederung
Erstmals wurde das Steigerwaldvorland im Jahr 1963 wissenschaftlich kartiert. Das Handbuch der naturräumlichen Gliederung Deutschlands unterteilt den Naturraum in drei Haupteinheiten. Die für das Handbuch charakteristische Ordnung führt diese Haupteinheiten von Süden nach Norden bzw. von Westen nach Osten auf. Ganz im Südwesten liegt die Kitzinger Mainebene, die wiederum in drei Naturräume unterteilt werden kann. Hier ist die Landschaft noch vom Main beeinflusst, wobei die Oberläufe der kleineren Bäche kaum noch Klingen ausbilden konnten. Nach Norden hin gewinnen Flugsande an Einfluss auf die Bodenzusammensetzung.
Der Südosten, das Iphofen-Gerolzhofener Steigerwaldvorland, ist kleinteiliger und weist bereits sechs bzw. sieben unterschiedliche Naturräume auf. Der Einfluss des Steigerwalds auf die Landschaft nimmt zu. Das Areal präsentiert sich wesentlich hügeliger. Nach Norden hin nimmt auch hier der Sandanteil der Böden zu. Dabei ist insbesondere der Löß- bzw. Lößlehmanteil ganz unterschiedlich, sodass die Bäche im jeweiligen Gebiet verschiedenen Einfluss auf die Landschaft ausüben konnten. Die letzte, nördliche Haupteinheit des Steigerwaldvorlandes, das Haßfurter Maintal besteht nur aus zwei Naturräumen, die beide vom Main und dem schnellen Anstieg zum Steigerwald geprägt sind.
Da das Steigerwaldvorland auf dem Kartenwerk des Handbuchs der naturräumlichen Gliederung Deutschlands auf drei verschiedenen Blättern (141 Coburg, 151 Schweinfurt, 152 Würzburg) verzeichnet wurde, sind Ungenauigkeiten bei der Kartierung entstanden. Hinzu kommt der bis heute fehlende Kartenteil zu den Naturräumen im Raum Bamberg (Blatt 153). Der Erlanger Geograph Karl-Albert Habbe arbeitete im Jahr 2003 die methodischen Probleme der Kartierung auf und unterbreitete einen Gliederungsvorschlag für die Naturräume auf Blatt 153 Bamberg. Ihm ist die Unterteilung der Gaibacher Lößhochfläche ebenso zu verdanken, wie die Umbenennung des Oberthereser Maintals.
Das Steigerwaldvorland gliedert sich naturräumlich wie folgt:
- (zu 13 Mainfränkische Platten)
  - 137 Steigerwaldvorland
    - 137.0 Kitzinger Mainebene
      - 137.00 Mainbernheimer Ebene, überwiegend flachwellige Ebene mit geringer Dünenbildung
      - 137.01 Albertshofener Flugsandgebiet, mit Eichenmischwäldern bestandene Sandebene
      - 137.02 Dimbacher Flugsandgebiet, wellig bewegte Sand- und Lettenkeuperebene

    - 137.1 Iphofen-Gerolzhofener Steigerwaldvorland
      - 137.10 Hellmitzheimer Bucht, offene Ebene, zwischen den aufragenden Bergspornen des Steigerwaldes
      - 137.11 Schwanbergvorland, hügelige Fußregion, die sanft bis mäßig geböscht bis zum Schwanberg ansteigt
      - 137.12 Steigerwaldvorland von Neuses, übersandetes, hügeliges Vorland des Steigerwaldes
      - 137.13 Gaibacher Lößhochfläche, offene Hochfläche am östlichen Mainufer
        - 137.130 Lindacher Flugsandgebiet und Main-Randhöhen[6]

      - 137.14 Herlheimer Mulde, weite, waldarme Lettenkeupermulde
      - 137.15 Donnersdorfer Steigerwaldvorland

    - 137.2 Haßfurter Maintal
      - 137.20 Augsfelder Maintal
      - 137.21 Oberthereser Maintal (Obertheres-Schonunger Maintal[6])[7]

### Geologie

#### Erdgeschichte

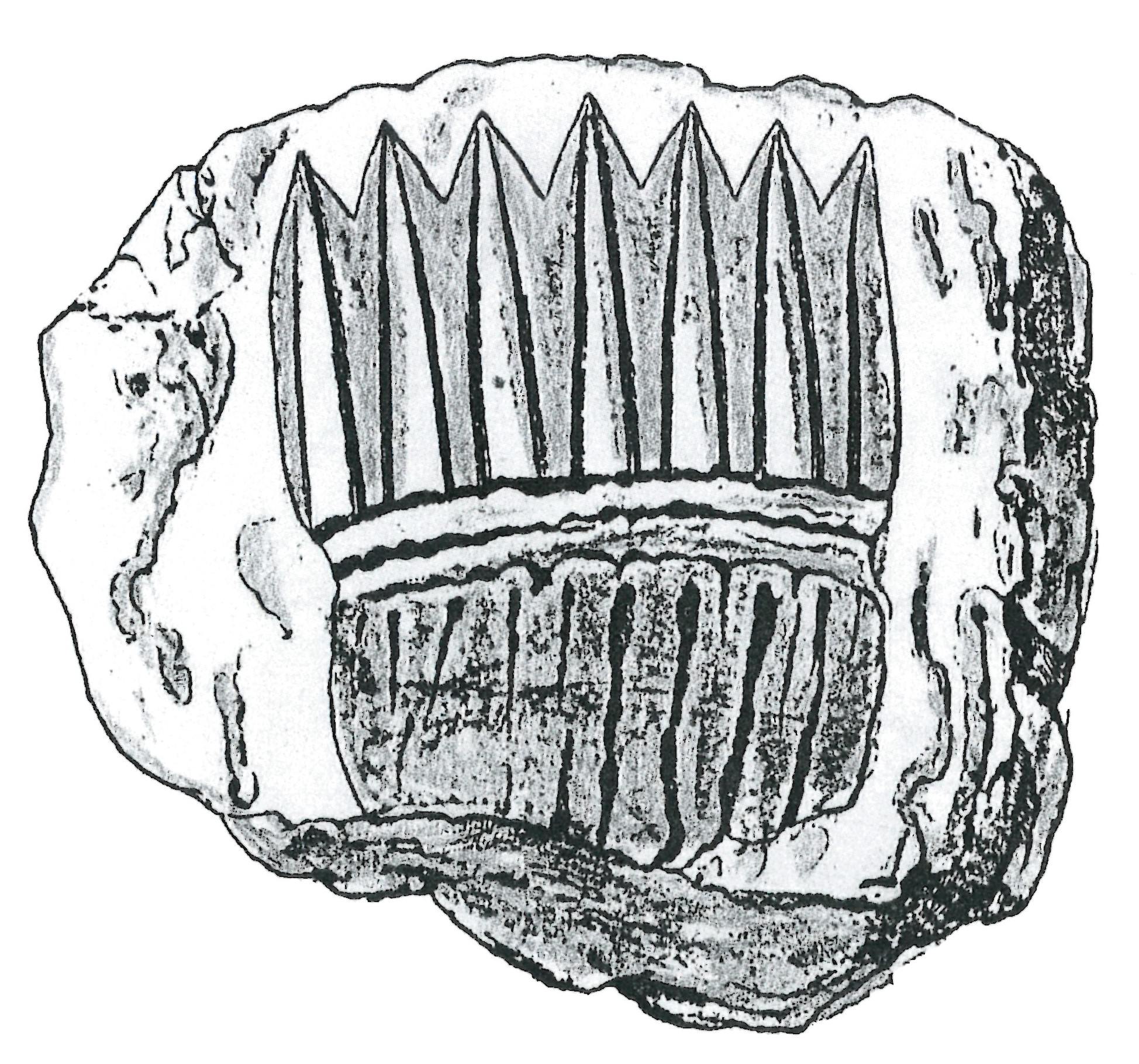
Abbildung eines fossilen Schachtelhalms (Equisetites conicus) aus den Steinbrüchen bei Abtswind, Kaspar Maria von Sternberg 1825

In der Zeit der Trias war das heutige Steigerwaldvorland noch weitgehend von einem Flachmeer bedeckt, das den Ozean Tethys speiste. Das Absenken des Wassers zur Zeit des Keupers führte zur Bildung von Inseln und Landrücken, wobei die tieferliegenden Teile während episodischer Regenperioden sich wieder füllen konnten. Damit präsentierte sich die Keuperlandschaft des heutigen Vorlandes als amphibische Zone. Absenkung und Sedimentation halten sich in dieser Zeit die Waage, sodass von einer ausgeglichenen Subsidenz gesprochen werden kann.
Die temporären Überflutungen führten dazu, dass sich große Mengen Sedimentmaterial an den Übergängen zu den Hochflächen ablagerten. Die Austrocknungsphasen förderten durch chemische Prozesse die Bildung von Gips. In den Phasen der Austrocknung bildeten ausgedehnte Flusssysteme die Landschaft. Diese Flüsse brachten weitere Sedimente aus dem Nordkontinent Fennoskandia in die Region. So ist die Eintragung des Werksandsteins im Unteren und des Schilfsandsteins im Mittleren Keuper zu erklären, die sogenannte Rinnenfazies bilden.
Erst in der Jura-Zeit drang das Wasser wieder von Nordwesten her dauerhaft in das Germanische Becken vor. Es kam zur Ablagerung bis zu 500 m mächtiger Sedimentschichten oberhalb des Grundgesteins. Im Oberen Jura nahm der Landeinfluss auf das heutige Steigerwaldvorland zu. Eingeschwemmte Landpflanzen und -tiere zeugen von der Nähe zur Rheinischen Schwelle und der Böhmischen Insel. Das Areal, das heute vom Steigerwaldvorland eingenommen wird, ist zu diesem Zeitpunkt bereits Teil eines salinaren Küstenwatts. Vor 150 Millionen Jahren tauchten erste Teile der Region aus den Fluten auf.
Die Kreide-Zeit führte zu einem weiteren Rückgang der Wassermassen. Über 90 Millionen Jahre hinweg lag die Region außerhalb des Wassers, sodass die Abtragung von Gestein einsetzte. Die Schrägstellung der Schichtenfolge und die Verkarstung des Jura-Kalks sind eine Folge dieser Hebung. Während des Tertiärs spitzten sich die Entwicklungen weiter zu. Vor 20 bis 30 Millionen Jahren drangen Basaltergüsse in die sich auftürmenden Hochflächen ein. Auf dieser Grundlage bildete sich ein Flusssystem auf der Hochfläche.
Zunächst entwässerten diese Gewässer nach Süden in das voralpine Molassebecken, bis vor 15 Millionen Jahren ein Meteoriteneinschlag im Nördlinger Ries erfolgte. Der nach Süden ausgerichtete Ur-Main wurde durch das Ereignis plombiert, sodass ein großer Stausee entstand. In der Folgezeit tiefte sich der neue Flussverlauf ein. Im Verlauf der Eiszeit vor 2 Millionen Jahren nahm die Erosion weiter zu. Der Durchbruch des Ur-Mains zwischen Steigerwald und den Haßbergen war die Folge, wobei nun Steine des Frankenwaldes aus Richtung Osten in die Region kamen und sich das heutige Flusssystem mit Entwässerung im Rhein ausbildete.
Franken lag während der Eiszeit im periglazialen Bereich zwischen zwei größeren Gletscherzonen. Die Kältesteppe wurde von Westwinden bearbeitet, wobei insbesondere die Flussablagerungen als Flugsand abgelagert wurden. Diese Dünen prägen die westlichen Bereiche des Steigerwaldvorlandes. Im Holozän vor etwa 10.000 Jahren kam es zu einer flächendeckenden Bewaldung der Region. Im Vorland entwickelten sich Eichen-Hainbuchen-Wälder, der Steigerwaldtrauf wurde von Buchenwäldern bewachsen.

#### Böden
Die geologische Grundlage für die westlichen Bereiche des Steigerwaldvorlandes bildet der Untere Keuper. Mehrere Kernbohrungen in den 1950er und 1960er erschlossen die 30–40 m mächtigen Ablagerungen. Der Keuper besteht überwiegend aus feinsandigen, grauen Mergeltonen, die in Franken als „Letten“ bezeichnet werden. Hieraus leitet sich der Name Lettenkeuper ab, der früher, aufgrund der schwarzen Verunreinigungen auch „Lettenkohlenkeuper“ genannt wurde. Oberhalb dieser Gesteinsschicht lagerten sich im Verlauf von Jahrmillionen weitere Terrassen- und Flugsandschichten ab.

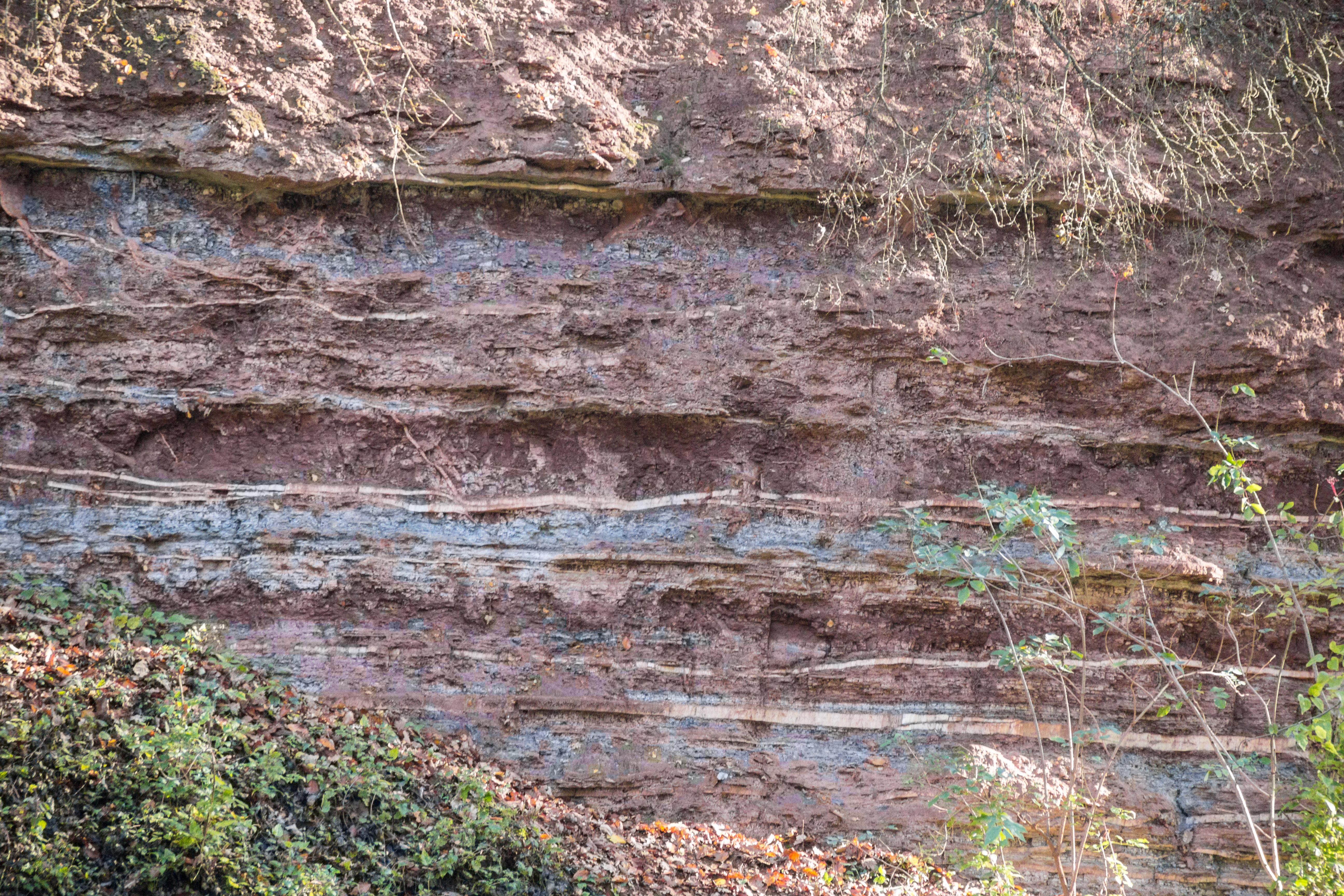
Schichtenfolge in den sogenannten Frankfurter Brüchen bei Rödelsee

Während in den mainnäheren Flächen des Vorlandes im Westen Schiefertone und Mergelkalke den Untergrund bilden, schiebt sich weiter östlich eine Werksandsteinschicht dazwischen. Darüber steht der Obere Tonstein oder Gelbkalk an. Der Übergang zu den Hochflächen wird vom sogenannten Grenzdolomit übernommen, dem die tonigen Myophorien- und Estherienschichten aufgesetzt sind. Den Abschluss bildet der Schilfsandstein, auf dem die meisten Weinlagen aufliegen.
In den östlichen Gebieten des Naturraums, insbesondere direkt unterhalb des Steigerwaldtraufs, bildet Gipskeuper die geologische Basis. Es handelt sich um die tonige Beckenfazies des Unteren Mittelkeupers. Durch die Übersalzung des Bildungsmilieus zur Zeit der Trias entstand Gips, der in manchen Teilen der Steigerwaldstufe eine Mächtigkeit von 150 m besitzt. Auf den Gipskeuperböden wächst auch der Wein an den Hängen des Steigerwaldwesthangs. Der Übergang zum Laubwald bildet an vielen Stellen die Grenze des Naturraums. Die Höhen werden vor allem von Schilfsandstein gebildet.
Myophorienschichten zeigen sich insbesondere über den lehmigen Abschnitten des östlichen Steigerwaldvorlandes. Sie erhielten ihren Namen von der gleichnamigen Muschel und sind etwa 70–80 m mächtig. Innerhalb dieser Schichten unterscheidet man die weiter westlich vordringenden Abschnitte mit buntem Tonstein. Der Farbverlauf dieser Schichten entwickelt sich von graugrün/graubraun über rot nach rotviolett. Der Abschluss wird von einer dünnen Steinmergelbank gebildet, die zugleich auch die Grenze des Steigerwaldvorlandes anzeigt.

### Klima
Die klimatischen Verhältnisse im Steigerwaldvorland weisen keine großen Unterschiede zum klimatischen Mittel der Mainfränkischen Platten insgesamt auf. Mainfranken ist trockener und wärmer als die angrenzenden Areale, was sich insbesondere auf die ausgedehnteren Vegetationszyklen der Pflanzen niederschlägt. Der Weinbau wird lediglich durch diese langen Wärmeperioden ermöglicht. Das Gebiet ist relativ trocken, mit mittleren Niederschlägen von 550 bis 600 mm pro Jahr. Das Steigerwaldvorland gehört zu den Gebieten mit der längsten Vegetationsperiode von über 160 Tagen.
Das Steigerwaldvorland weist durch seine Nähe zum Mittelgebirge geringfügig höhere Niederschläge als die angrenzenden Gebiete insbesondere im Westen auf. Dies ist durch den Luv-Effekt zu erklären, wobei sich hier westliche Wolken entlang des Steigerwaldtraufs sammeln und abregnen. Dieser Luv-Effekt spielt allerdings während der Monate Mai bis Juli kaum eine Rolle, weswegen der Regen kaum Auswirkungen auf die Vegetationsperioden der Pflanzen und damit die Landwirtschaft besitzt.
Der Naturraum bildet, zusammen mit dem gesamten Gebiet der Mainfränkischen Platten, eine Wärmeinsel. Im Sommer weist das Gebiet kontinentalen Charakter auf. Der Winter ist von ozeanischen Einflüssen geprägt, die von Westen kommend auf das Gebiet treffen und sich auf der Ostseite des Mains bereits abgeschwächt haben. Die trockenen Verhältnisse des Areals werden durch die großen Temperaturschwankungen im mehrjährigen Vergleich noch verstärkt. Im Vorland des Steigerwaldes treten immer wieder extreme Trockenjahre auf. Die Häufigkeit solcher Phasen wird durch die Globale Erwärmung verstärkt.

Niederschlagsdiagramme (von Norden nach Süden)
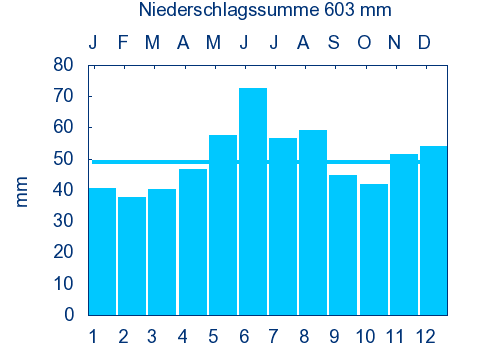
Gädheim (Oberthereser Maintal)
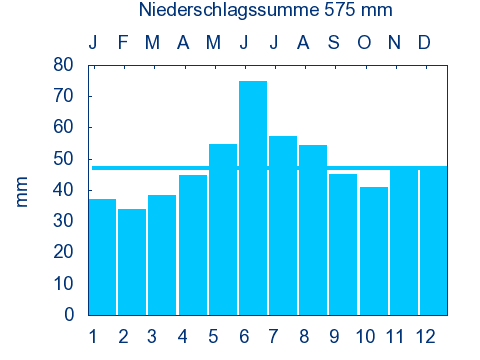
Kolitzheim (Herlheimer Mulde)
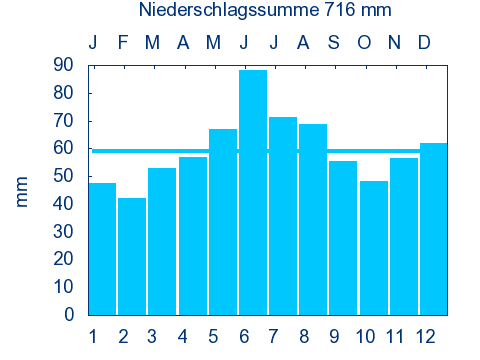
Prichsenstadt (Steigerwaldvorland von Neuses)
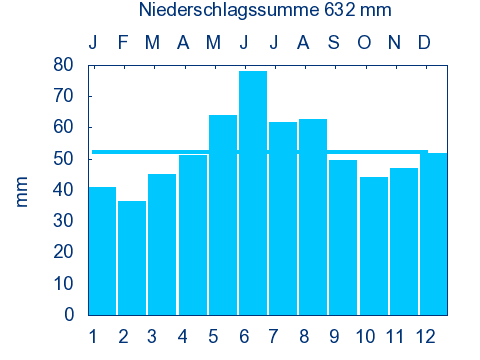
Markt Einersheim (Hellmitzheimer Bucht)

### Hydrologie

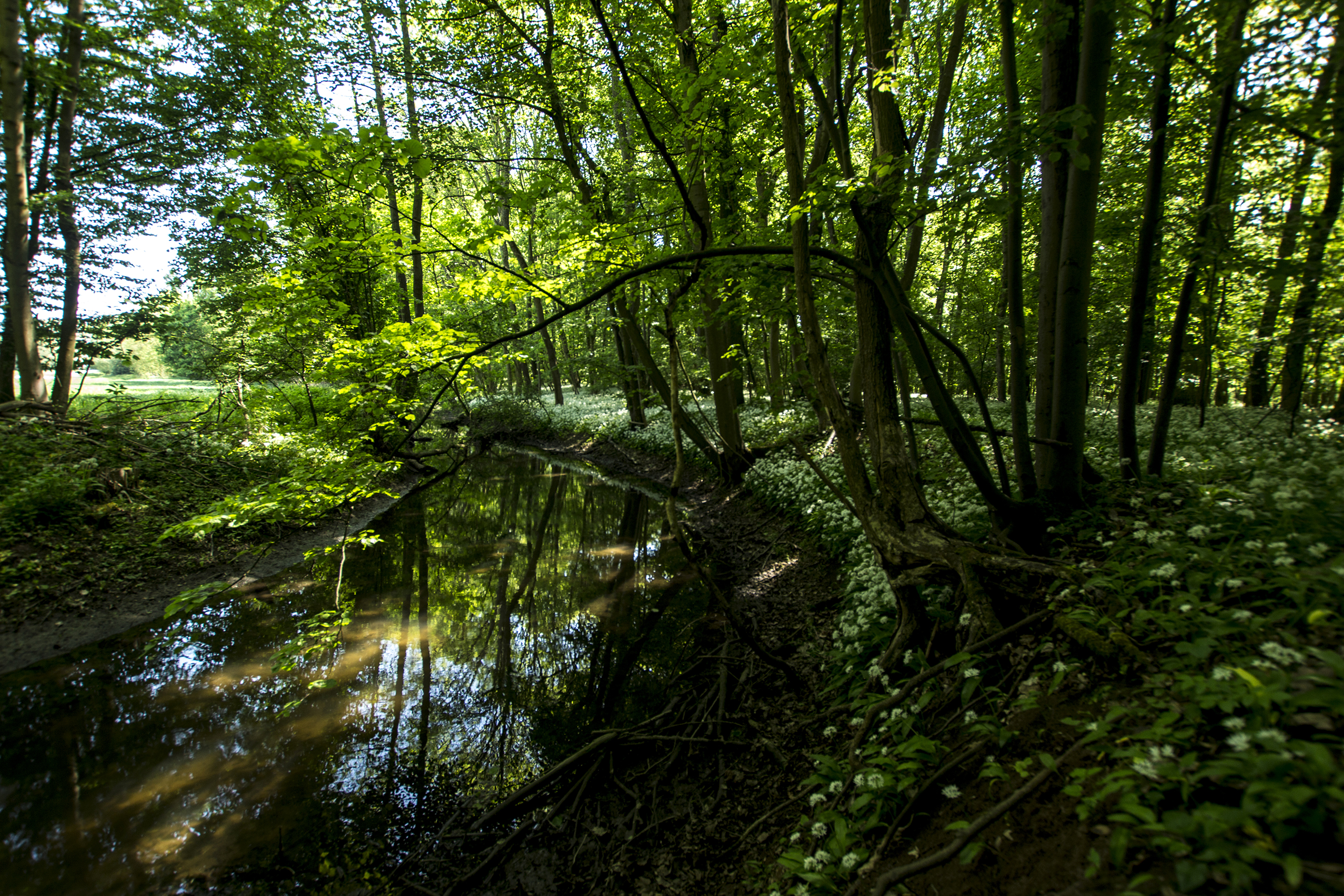
Der Unkenbach im Naturschutzgebiet Elmuß

Die klimatischen Bedingungen haben auch Auswirkungen auf die Hydrologie des Gebietes, die sich aus Niederschlägen, Verdunstungen und Grundwasserverhältnissen zusammensetzt. Die geringen Niederschläge im Steigerwaldvorland verstärken dabei die temperaturabhängigen Verdunstungsraten. Die Böden im Areal bestehen außerdem aus sehr durchlässigen Gesteinsschichten, sodass die Wasserbilanz im Jahresverlauf häufig in negative Bereiche kippt. Lediglich die Tonlagen treten dabei als wasserstauende Schichten auf.
Die Landschaft des Steigerwaldvorlandes wird vom Fluss Main bestimmt, der allerdings nicht Teil des Naturraums ist. Der schiffbare Fluss begrenzt stattdessen das Steigerwaldvorland im Norden und Westen. Innerhalb des Gebietes streben die Bäche allesamt dem linken Mainufer zu. Dabei wird das Areal von einer, im Verhältnis zu den angrenzenden Landschaften, großen Anzahl an Gewässern geprägt, die größtenteils ganzjährig Wasser führen. Hinzu kommen weitere feuchtigkeitsgebundene Landschaftselemente, wie Seen, die hydrologisch allerdings nur eine untergeordnete Rolle spielen. Die meisten Bäche entspringen im Steigerwald.
Der östlichste Bach des Steigerwaldvorlandes ist der ca. 14 Kilometer lange Stöckigsbach, der auf dem Gebiet des Michelauer Gemeindeteils Neuhausen entspringt und das Steigerwaldvorland nahe Zell am Ebersberg erreicht. Er durchquert das Haßfurter Maintal und mündet schließlich auf Höhe der Staustufe Knetzgau in den Obermain. Der Stöckigsbach besitzt eine Vielzahl an Zuflüssen und weist ein Einzugsgebiet von 35,36 km² auf. Historisch fanden sich mehrere Mühlenbetriebe entlang des Bachs. → siehe auch: Stöckigsbach (Main)
Im Gebiet südöstlich des Schweinfurter Stadtgebietes werden die Bäche wesentlich kürzer. Als beispielhaft kann der Pfitschengraben im Gemeindegebiet von Gochsheim gelten. Er entsteht aus dem Zusammenfluss dreier Quelläste in der Gemarkung des Gochsheimer Ortsteils Weyer. Er mündet schließlich knapp 700 Meter östlich von Weyer auf einer Höhe von 210 m von Südwesten in ein Becken des Mains. Mit der Einmündung in das Maindreieck, südlich von Schweinfurt, wird die Flusslandschaft des Steigerwaldvorlandes wieder von längeren Bächen geprägt. → siehe auch: Pfitschengraben (Main, Gochsheim)

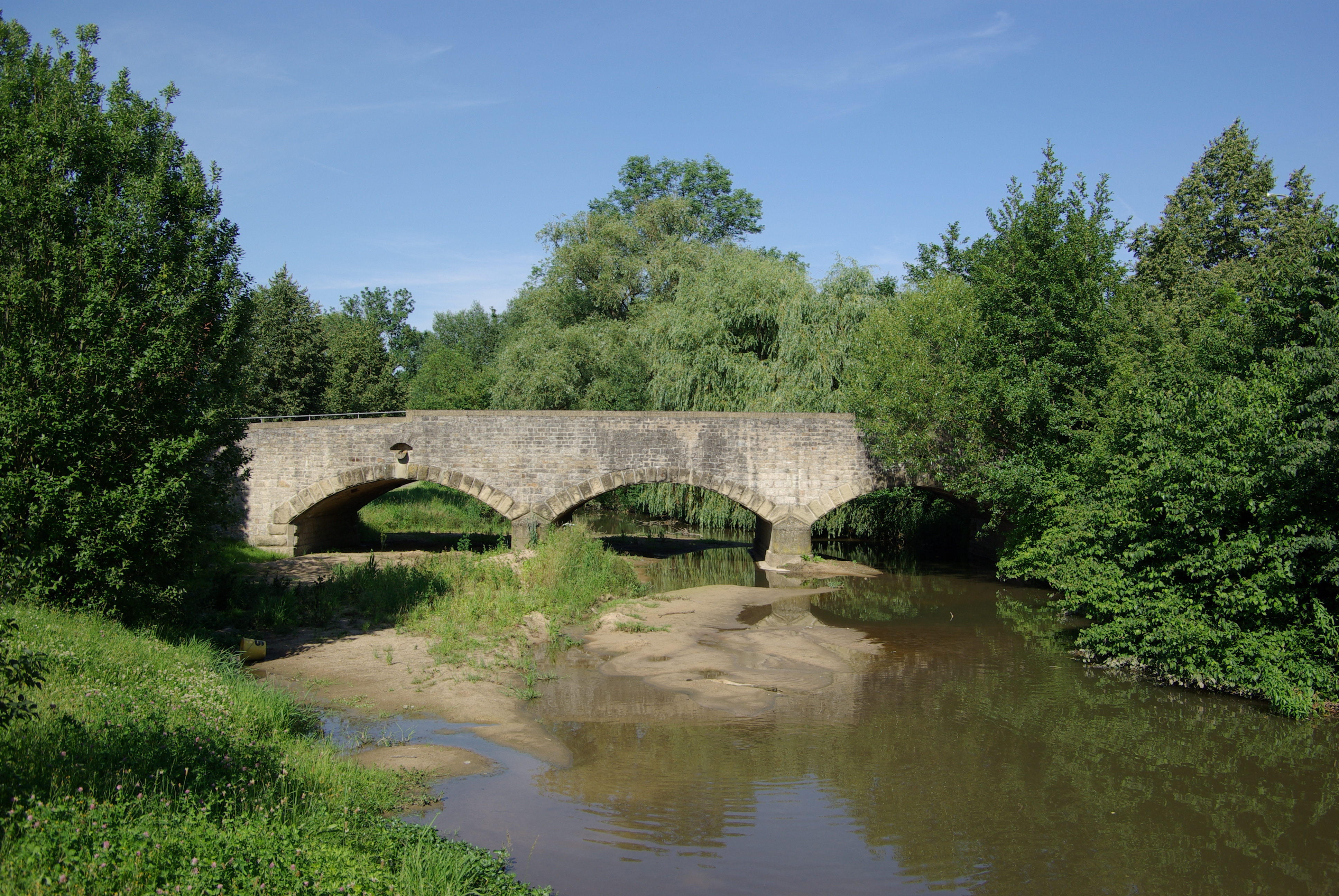
Schwarzachbrücke bei Prichsenstadt-Laub

Ein eigenes Flusssystem gelang es dem Unkenbach zu etablieren. Es handelt sich um einen etwa 27 Kilometer langen Mainzufluss, der zwischen Dingolshausen und Röthlein im Landkreis Schweinfurt verläuft. Über 20 direkte und indirekte Zuflüsse speisen den Bach. Der Unkenbach durchfließt die Gemeinden Sulzheim und Schwebheim, ehe er bei Röthlein-Hirschfeld in den Main mündet. Entlang des naturnahen Bachbettes reihen sich eine Vielzahl an Naturschutzgebieten auf, die durch die Auelandschaft entstehen konnten. → siehe auch: Unkenbach (Main)
Längster Mainzufluss im Steigerwaldvorland ist mit über 30 Kilometern Länge die bei Michelau entspringende Volkach. Der Bach speiste jahrhundertelang den Stadtgraben von Gerolzhofen und trieb zeitweise über 20 Mühlen an. Der Volkachbach besitzt ein Einzugsgebiet von ca. 128 km². Bereits im Gebiet des Mittleren Maintals wird der Bach durch einen Düker unter dem Mainkanal hindurchgeführt, der für die Binnenschifffahrt die Mainschlinge von Nordheim abkürzt. Erst danach mündet er in den sogenannten Altmain. → siehe auch: Volkach (Main)
Die Schwarzach weiter südlich ist mit 21 Kilometern Länge und einem Einzugsgebiet von ungefähr 179 km² nur unwesentlich kleiner als die Volkach. Obwohl der Bach mehrere Quellen besitzt, liegt die bekannteste auf dem Gebiet von Oberschwarzach am Steigerwaldtrauf. Der mit Wasserpflanzen bewachsene Quelltrichter wird umgangssprachlich auch als „Gipsloch“ bezeichnet. Die Schwarzach gab vielen Orten an ihrem Lauf den Namen. So entstanden Oberschwarzach und Schwarzach hier. Der Ort Schwarzenau auf dem rechten Mainufer benannte sich nach der Mündung auf der gegenüberliegenden Flussseite. → siehe auch: Schwarzach (Main)
Ganz im Süden des Naturraums fließt der Breitbach durch das Steigerwaldvorland. Er entsteht am Westrand des Steigerwaldes im zur Hellmitzheimer Bucht gehörenden Dorf Nenzenheim auf dem Gemeindegebiet von Iphofen. Der Breitbach wird auch von den beiden Zuflüssen Iff und Ickbach gespeist, die beide schon in den Gäuflächen am südlichen Rand des Steigerwaldvorlandes entspringen. Er mündet bei Marktbreit bei Mainkilometer 277 in den Fluss. → siehe auch: Breitbach (Main)

### Flora und Fauna

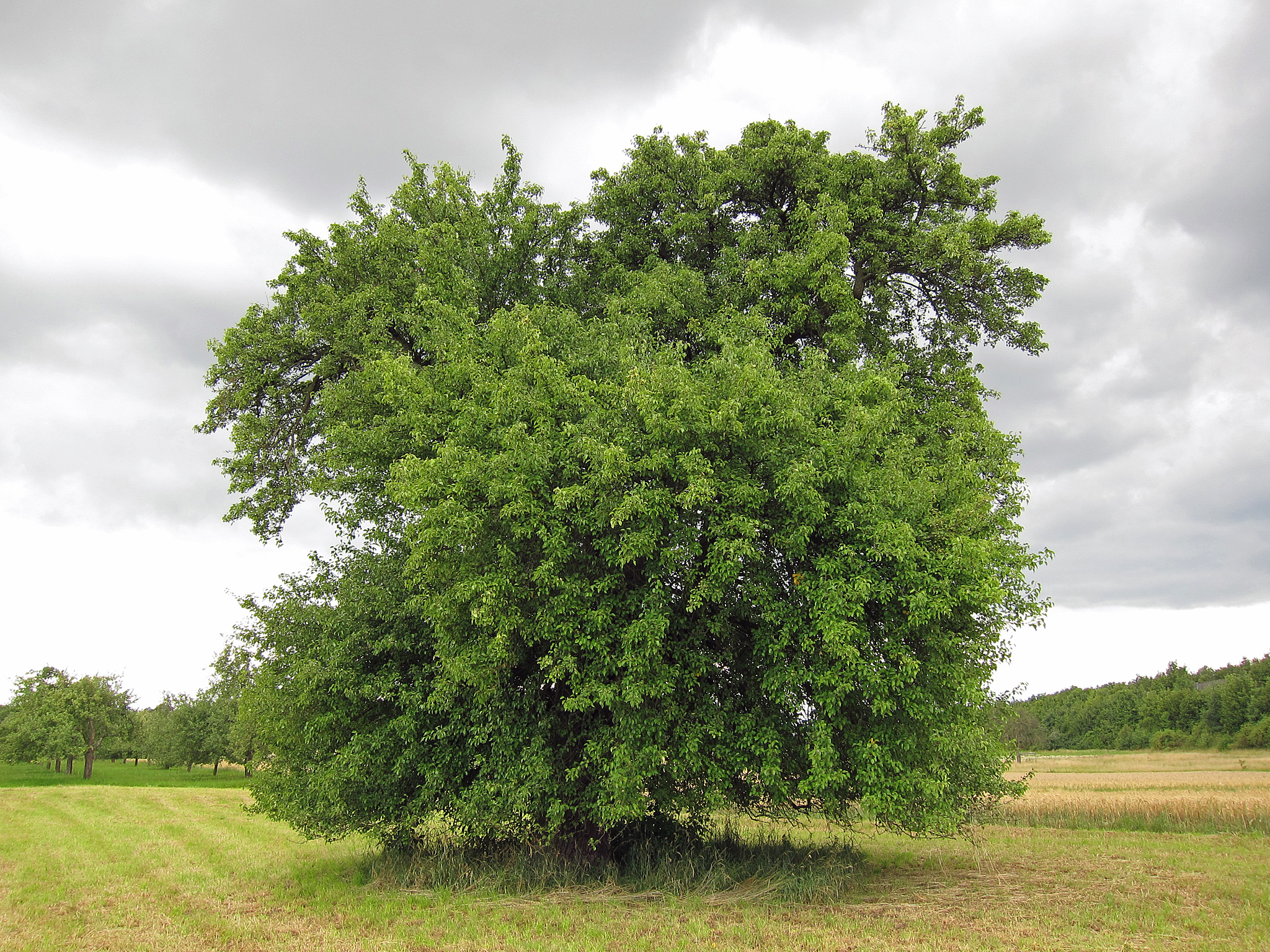
Alter Solitärbirnbaum bei Grettstadt mit einem Stammumfang von 3,52 m

Das Steigerwaldvorland ist eine sehr alte Kulturlandschaft, die ursprüngliche Vegetationszusammensetzung ist nicht mehr rekonstruierbar. Heute wird die Landschaft von der Feldwirtschaft geprägt. Die biologische Vielfalt wird weniger über diese Großflächen erhalten. Stattdessen sind hierfür die naturbetonten Landschaftselemente bedeutsamer. Hierunter fallen Hecken, Streuobstwiesen, Sandgebiete und Feldgehölze, sowie die seltenen Halbtrockenrasen am Steigerwaldtrauf.
Die Pflanzen, aus denen sich die Hecken zusammensetzen, korrespondieren eng mit den klimatischen und bodenchemischen Rahmenbedingungen. Am häufigsten taucht im Steigerwaldvorland deshalb das Liguster-Schlehengebüsch (Pruno-Ligustretum) auf. Es gedeiht auf trockenwarmen Klima und setzt sich aus folgenden Gehölzen zusammen: Schlehe, Hundsrose, Zweigriffeligem Weißdorn, Schwarzem Holunder, Vogel-Kirsche, Liguster, Eingriffeligem Weißdorn und Pfaffenhütchen. Bestandsbildend treten allerdings nur Schlehe, Rose und Weißdorn auf.

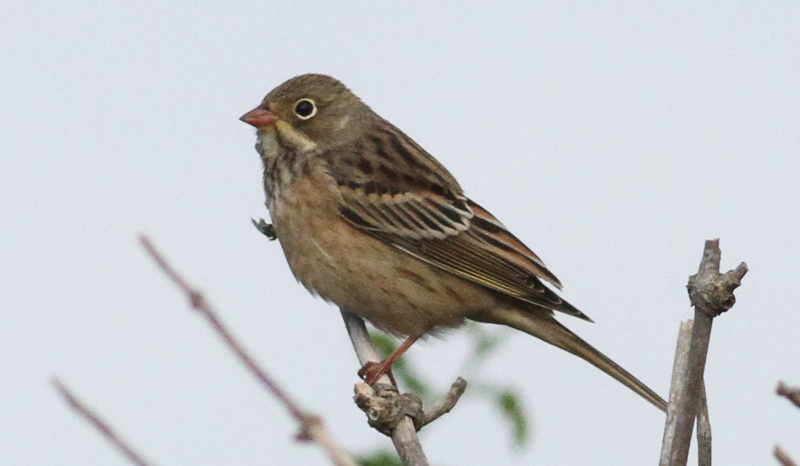
Im Steigerwaldvorland bestehen die größten Ortolanvorkommen in Mitteleuropa

Der heutige Streuobstbestand ist ein Überrest der früher wesentlich ausgedehnteren Flächen. Wegraine und Straßenränder waren lange Zeit mit Obstbaumreihen bepflanzt. Die restlichen Streuobstwiesen werden vor allem von aus dem Nahen Osten eingebrachten Kulturarten beherrscht. Lokale Veredelungsanstrengungen oder zufällige Zuchtentwicklungen führten zu einer Sortenvielfalt von über 500 Varietäten. Drei Gattungen prägen die Streuobstwiesen im Steigerwaldvorland bis heute: Malus (Apfel), Pyrus (Birne) und Prunus (Kirsche).
Die kleinen Waldflächen innerhalb des Naturraums wurden noch bis ins 20. Jahrhundert als Niederwald bewirtschaftet. Später wandelte man die Flächen teilweise in Hochwälder um. Dazu pflanzte man Nadelhölzer wie Kiefern, Fichten und Douglasien, ergänzt durch Laubgehölze, insbesondere Linden, Hainbuchen, Erlen und Eschen. Größte Waldfläche innerhalb des Steigerwaldvorlandes ist der Klosterforst bzw. das Gültholz in der Kitzinger Mainebene. Das Gültholz wurde ab den 1980er Jahren renaturiert, wobei die Nadelbäume nach und nach ausgeschieden werden. → siehe auch: Klosterforst (Kitzingen) und Gültholz
Die großen Offenflächen bieten nur wenigen Tieren einen Lebensraum. Lediglich die Sandfluren in den westlichen Teilen des Naturraums besitzen eine große Artenvielfalt mit teilweise geschützten Spezies. So sind hier Wildbienen, Schlupfwespen, Sandlaufkäfer, Wespenspinnen, blauflügelige Ödlandschrecken und Zauneidechsen zu finden. Das Steigerwaldvorland bildet das Hauptverbreitungsgebiet des Ortolans in ganz Mitteleuropa und wird von vielen Zug- und Standvögeln als Nistquartier und Rastplatz genutzt.
In den kulturnahen Bereichen des Steigerwaldvorlandes siedelten sich außerdem viele Fledermauspopulationen an. Oftmals richteten die Tiere ihre Paarungs- und Wochenstuben in den Dachstühlen menschlicher Behausungen ein. Vor allem denkmalgeschützte bzw. historische Baulichkeiten bieten mit ihren Balkenkonstruktionen Ein- und Abflugmöglichkeiten für die Tiere. Flächendeckend ist das Große Mausohr in der Region beheimatet. Wesentlich seltener sind Populationen des Grauen Langohrs.

## Humangeographie

### Raumgliederung
Das Steigerwaldvorland ist überwiegend auf dem Gebiet des bayerischen Regierungsbezirks Unterfranken zu verorten. Im Nordosten wird es vom Landkreis Haßberge begrenzt. Größeren Anteil am Naturraum hat dagegen der Landkreis Schweinfurt weiter westlich. Insbesondere die Gemeinden des Altlandkreises Gerolzhofen sind im Steigerwaldvorland zu verorten. Noch größer sind die Flächen im Landkreis Kitzingen, die dem Steigerwaldvorland zugeschlagen werden können. Der Naturraum schiebt sich als breiter Streifen von Norden nach Süden durch das Kreisgebiet. Daneben ragt ganz im Süden auch der mittelfränkische Landkreis Neustadt an der Aisch-Bad Windsheim herein.

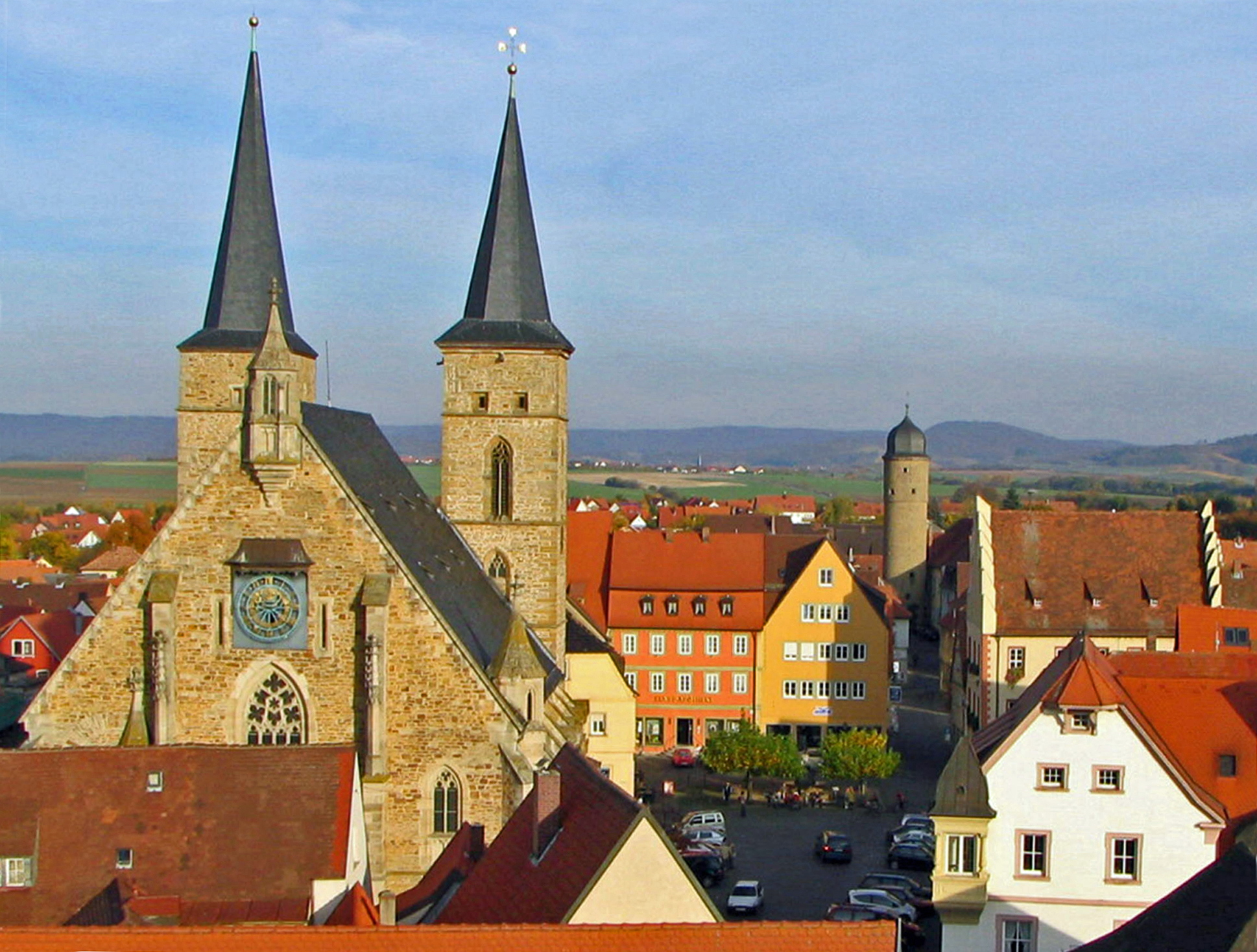
Einziges Mittelzentrum innerhalb des Naturraums ist Gerolzhofen

Der Übergangscharakter des Naturraums wird deutlich, wenn man die Verteilung der zentralen Orte betrachtet. Die meisten Mittel- und Oberzentren ordnen sich entlang des Mittleren Maintals und damit außerhalb des Steigerwaldvorlandes am schiffbaren Fluss an. Das Gebiet ist ländlich geprägt, wobei sich Verdichtungsbereiche naher Städte (insbesondere Schweinfurt) bis in das Vorland ziehen können. Paradoxerweise entstanden die zentralen Orte innerhalb des Vorlandes häufig ganz im Osten, weil der historische Weinbau am Steigerwaldtrauf für Wohlstand sorgte.
Grund für die Siedlungsstruktur des Gebietes ist die historische Zersplitterung Frankens und weniger die naturräumliche Ausstattung. Die Orte des Steigerwaldvorlandes liegen in zwei bayerischen Planungsregionen: Main-Rhön im Nordosten und Norden und Würzburg im zentralen Bereich des Naturraums. Einziges Mittelzentrum, das vollständig innerhalb des Naturraums liegt, ist Gerolzhofen im Landkreis Schweinfurt. Weitere angrenzende Ober- und Mittelzentren sind Haßfurt (im Nordosten), Schweinfurt (im Norden), Volkach (im Westen) und Kitzingen (im Südwesten).
Unter- und Kleinzentren verteilen sich auf den Naturraum in einem fast regelmäßigen Muster. Der Norden besitzt mit Zeil am Main ein Unterzentrum an der Grenze zum Steigerwaldvorland, das Kleinzentrum Knetzgau nur wenige Kilometer entfernt liegt dagegen innerhalb des Raumes. Im Süden sind den beiden Mittelzentren Kitzingen und Volkach die Unterzentren Wiesentheid und Iphofen zugeordnet. Die Kleinzentren Schwarzach am Main und Geiselwind liegen bereits in den angrenzenden Naturräumen.

### Kulturlandschaft
Die Landschaft des Steigerwaldvorlandes befindet sich seit Jahrtausenden in menschlicher Nutzung, weswegen nur noch wenige Landschaftsbestandteile ursprünglichen Charakter besitzen. Die potenzielle, natürliche Vegetation (ohne menschlichen Eingriff) würde in großen Teilen des Naturraums Eichen-Hainbuchenwälder, das sogenannte Carpinion hervorbringen. An den trockeneren Standorten im Westen der Region entstünden Labkraut-Eichen-Hainbuchenwälder (Galio-Carpinetum), seltener auch Bodensaure Eichenmischwälder (Quercion robori-patraeae). Allerdings hat sich die reale Vegetation so weit vom potenziellen Zustand entfernt, dass eine Rekonstruktion im Detail unmöglich ist.

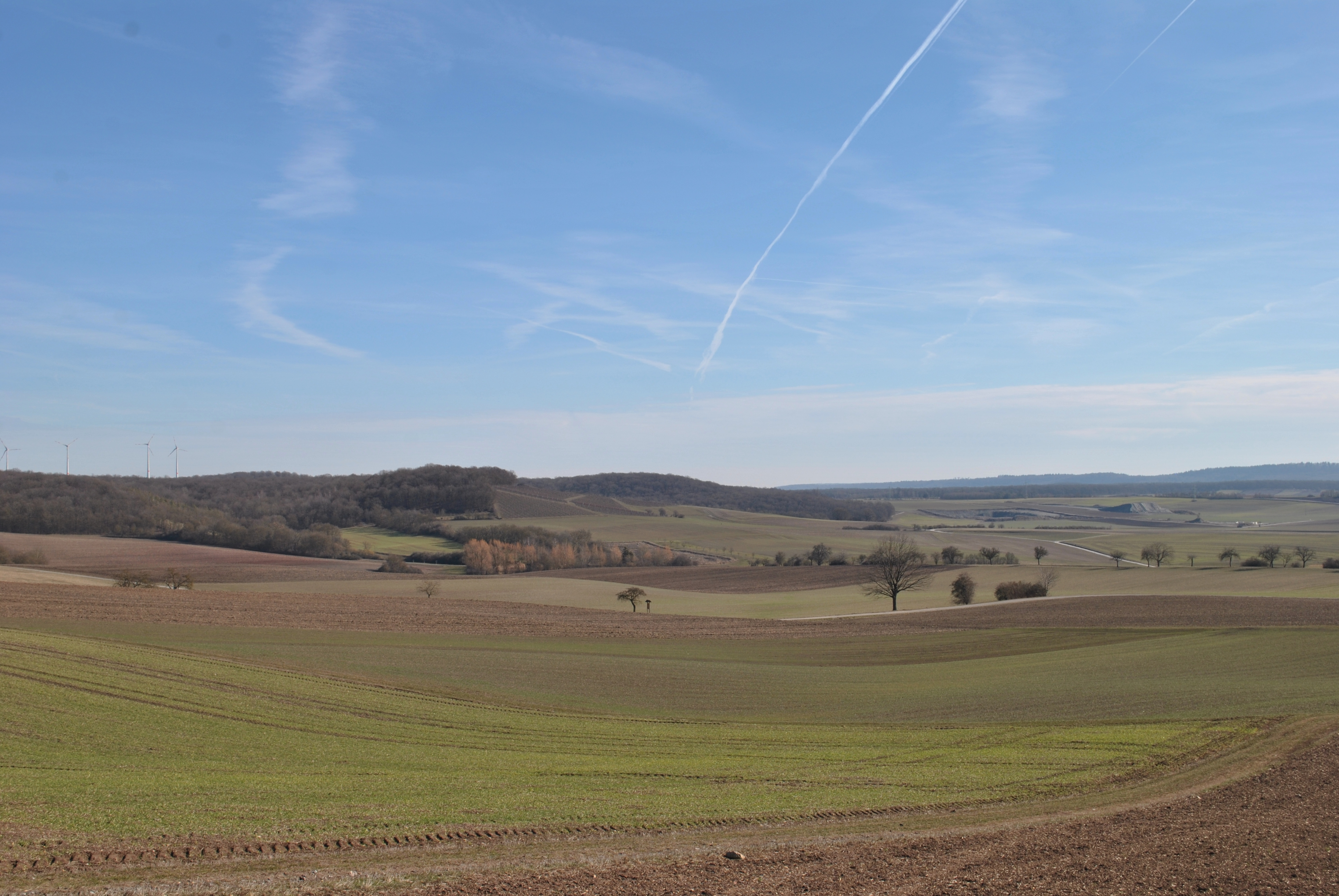
Kulturlandschaft mit Feldern, Solitärbäumen, Hecken und Feldgehölzen in der Hellmitzheimer Bucht bei Markt Einersheim

Durch den menschlichen Einfluss entstanden zwei Gruppen von Vegetationseinheiten. Zum einen führten die ertragreichen Böden zu einer frühen Inanspruchnahme der Fluren durch den Feldbau. In jeder Epoche der Vergangenheit waren für die Menschen andere Böden interessant. An vielen Stellen wurde durch den bodenwendenden Pflug und die Erosion Braunerden von 30 bis 40 cm Mächtigkeit abgetragen. Dabei sind aktiv genutzte Feldflächen und regenerierendes Grünland zu unterscheiden. Zum anderen prägen naturbetonte Landschaftselemente, wie Hecken und Streuobstfelder das Steigerwaldvorland. Lediglich entlang des Steigerwaldanstiegs ganz im Osten des Naturraums ist außerdem der Weinbau zu finden, der historisch allerdings das gesamte Areal prägte. Hier haben sich auch die wenigen Halbtrockenrasen erhalten.
Der Waldanteil wurde weitgehend zurückgedrängt und ist heute auf wenige Flächen reduziert. Dabei bildeten diese Wälder eine historische Brenn-, Bau- und Schreinerholzreserve. Inmitten der Ackerflur blieben immer wieder kleine Waldstücke übrig, die als sogenannte Feldgehölze anzusprechen sind. Sie nehmen eine Zwischenstellung zwischen Hecken/Gebüschen einerseits und größeren Wäldern andererseits ein. Von Hecken unterscheiden sich die Gehölze lediglich durch ihre flächigere Form.
Die Standortbedingungen differenzierten sich im Laufe der Jahrhunderte durch menschlichen Eingriff weiter aus. Es entstanden Geländestufen, Steinriedel, Terrassenmauern und künstliche Wasserflächen. Hierdurch bildeten sich erst die typischen Biozönosen im Steigerwaldvorland. Hecken entlang der Feldgrenzen entstanden oftmals spontan und wurden nicht gezielt angepflanzt. Daneben bildeten sich Stufenraine durch die Pflugtätigkeit ebenfalls an den Parzellengrenzen.
Aktiv gepflanzt werden dagegen die Streuobstbestände innerhalb des Naturraums. Es handelt sich um großwüchsige Bäume verschiedener Obstarten und Sorten, die in verschiedenen Altersstufen über die Landschaft verteilt, verstreut, wurden. Die Einzelbäume sind dabei, anders als bei Obstplantagen, gut zu erkennen. Es überwiegen dabei Hoch- bzw. Mittelstämme, die sehr extensiv bewirtschaftet werden. Daneben brachte man auf Stufen- und Feldrainen ebenfalls Obstbaumreihen an.

### Schutzgebiete
| Schutzgebietsanteile (Stand 2010) | Schutzgebietsanteile (Stand 2010) |
| --------------------------------- | --------------------------------- |
| Kategorie                         | % Anm.                            |
| FFH-Gebiete                       | 5,2                               |
| Naturschutzgebiete                | 1,08                              |
| Vogelschutzgebiete                | 13,68                             |
| Schutzgebietsanteil               | 13,99                             |
| Anm. der Gesamtfläche             |                                   |

Der Naturraum Steigerwaldvorland wird von Schutzgebieten aller Schutzkategorien durchzogen. Allerdings ist hier ein wesentlich kleinerer Anteil der Flächen unter Schutz gestellt, als im Steigerwald und insbesondere im Mittleren Maintal. Dabei können einige Areale ausgemacht werden, die mehreren Schutzzwecken zugeordnet wurden. Biotope sind in großer Zahl entlang der kleinen Bäche zu finden. Geschützt sind die Auelandschaften und Waldstreifen entlang der Flüsschen ebenso, wie die natürlichen Gewässer mit ihrer Tier- und Pflanzenvielfalt. Größere mesophile Waldgebiete prägen lediglich den nördlichen Teilen des Gebietes.
Weitere Waldgebiete sind nach der Fauna-Flora-Habitat-Richtlinie (FFH) der Europäischen Union geschützt. Hierunter fallen größere Flächen, die vielen unterschiedlichen Arten Lebensraum bieten. Von Norden nach Süden fallen folgende Gebiete unter die Richtlinie: Dürrfelder und Sulzheimer Wald, Unkenbachaue mit Sulzheimer Gipshügel und Grettstädter Wiesen, Hörnauer Wald, Sandgebiete bei Schwarzach, Klein- und Großlangheim, Flugplatz Kitzingen, Wälder zwischen Willanzheim, Mainbernheim und Tiefenstockheim und Kalktuffquellen zwischen Willanzheim und Markt Einersheim. Ohne eindeutige Grenzen werden die Mausohrkolonien im Steigerwaldvorland zwischen Haßfurt und Kitzingen unter Schutz gestellt.

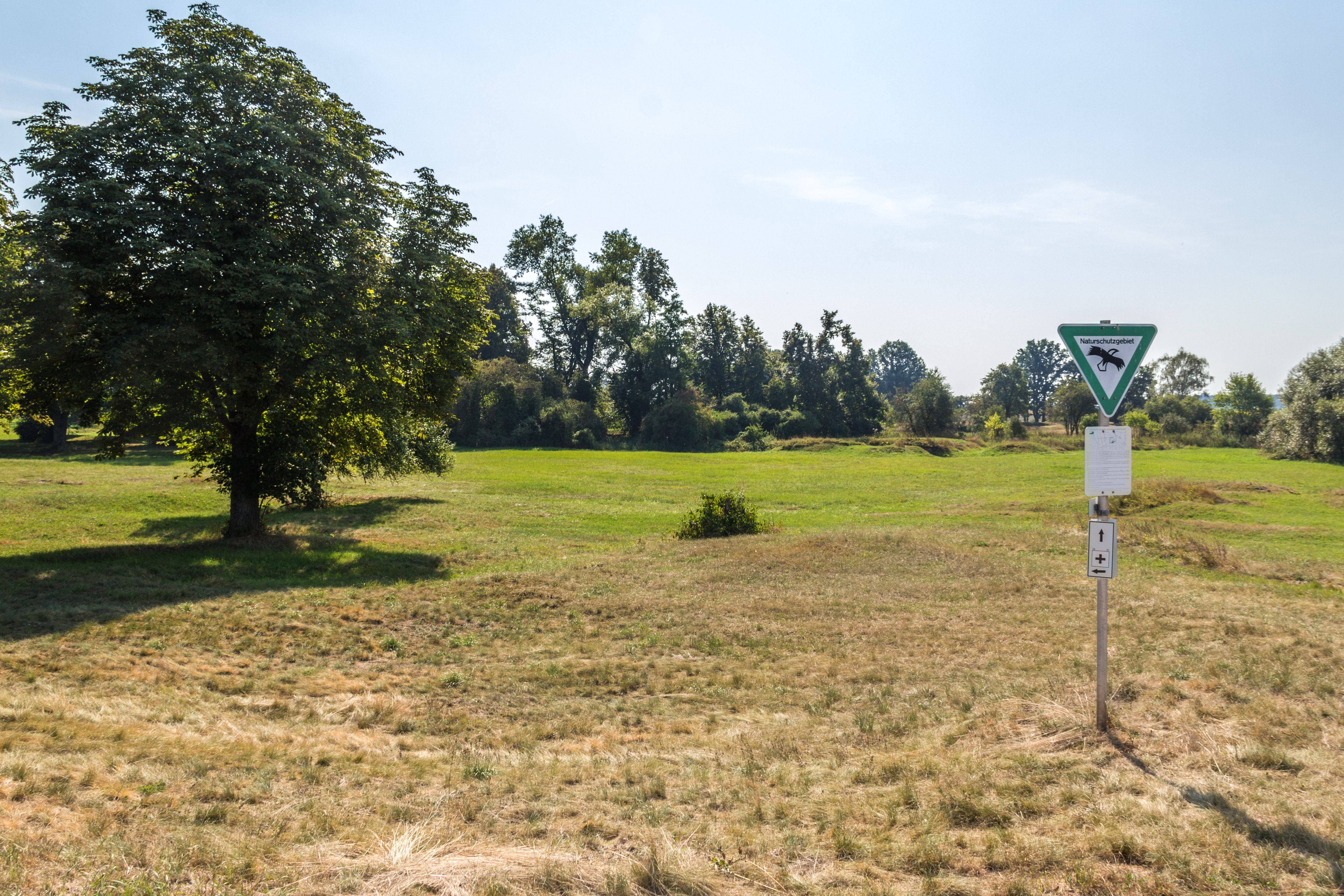
Der Sulzheimer Gipshügel ist Naturschutzgebiet, Geotop und Teil der FFH- und Vogelschutzgebietsflächen

Im Mittelpunkt anderer Schutzkategorien stehen weniger die Lebewesen, als vielmehr das allgemeine Erscheinungsbild eines ganzen Landschaftsabschnitts. Als Landschaftsschutzgebiet sind nur kleinere Flächen im Steigerwaldvorland vermerkt. Im Nordteil stehen drei Gebiete unter besonderem Schutz: Schutz des Landschaftsraumes „Umgebung der Sulzheimer Gipshügel“ in der Gemarkung Sulzheim, Landkreis Schweinfurt (34,95 ha), Umgebung des Alten und Neuen Sees (bei Sulzheim, 158,04 ha), Herlheimer Wiesen (67,5 ha). Einziges Landschaftsschutzgebiet im südlichen Steigerwaldvorland ist dem Schutz von Landschaftsteilen in der ehemaligen Gemeinde Reupelsdorf, Landkreis Gerolzhofen - Staatswaldrevier Reupelsdorf (210,6 ha) gewidmet.
Naturschutzgebiete stellen dagegen Flächen dar, die weitgehend außerhalb des menschlichen Eingriffs gehalten werden. Hierunter fallen (von Norden nach Süden): Mainaue bei Augsfeld, Riedholz und Grettstädter Wiesen, Sulzheimer Gipshügel, Vogelschutzgebiet Alter und neuer See, Hörnauer Wald, Sande am Tannenbusch bei Kleinlangheim, Belkers bei Großlangheim und Kranzer. Das Schutzgebiet Sandfluren bei Volkach, Schwarzach am Main und Sommerach liegt am äußersten, westlichen Rand des Naturraums.
Mit Abstand die meisten Flächen sind als EU-Vogelschutzgebiete vermerkt. Darunter sind allerdings viele bereits in andere Schutzkategorien aufgenommene Flächen, die sich zu den großen Vogelschutzgebieten zusammensetzen. Der Norden wird dabei von Arealen innerhalb des Schutzgebietes Schweinfurter Becken und nördliches Steigerwaldvorland dominiert, während im Süden das Vogelschutzgebiet Südliches Steigerwaldvorland geschaffen wurde. Die Grenzen orientieren sich dabei an den administrativen Einteilungen und sind deshalb für den Schutzzweck nur wenig aussagekräftig.
Geotope wurden unter Schutz gestellt, weil sie Einblicke in die Erdgeschichte liefern. Das Steigerwaldvorland wird von einem Netz an solchen Geotopen durchzogen, wobei ein Fokus auf den im Osten befindlichen Steigerwaldtrauf und den Sanddünen in den Flugsandgebieten liegt. Zu den Geotopen gehören unter anderem: Ehem. Muschelkalkbruch Zepter bei Obernbreit, Tonmergelstein am Schwanberg nahe Iphofen, Gründleinsloch bei Castell und bei Pusselsheim, Dünen im Michelheidewald, Dünen bei Sommerach, der ehemalige Werksandsteinbruch bei Brünnau, sein Muschelkalkbruchäquivalent bei Krautheim, eine Mineralquelle bei Untereuerheim und die Gipshügel nahe Sulzheim.

## Geschichte
Das Steigerwaldvorland gehört aufgrund seiner klimatischen Bedingungen zu den historisch sehr früh besiedelten Naturräumen Frankens. Das Gebiet gehörte im Mittelalter in den Einflussbereich des Würzburger Fürstbischofs, wobei auch kleinere Herrschaften in der Fläche regierten. Diesen kleinen Herren gelang es im Verlauf der Frühen Neuzeit eigene Territorien zu etablieren. Hierbei spielte auch die konfessionelle Spaltung eine Rolle. An der Wende zum 19. Jahrhundert wurde die Region nach Bayern eingegliedert. Die Landschaft erfuhr im 20. Jahrhundert durch die Flurbereinigung größere Veränderungen.

### Vor- und Frühgeschichte
Der erste Nachweis menschlicher Existenz im Steigerwaldvorland ist ein über 150.000 Jahre alter Quarzit-Faustkeil aus der Gemarkung von Dornheim in der Hellmitzheimer Bucht. Zunächst wurde das Gebiet lediglich von den nomadisch lebenden Menschen als Jagdgebiet genutzt, wobei Schaber- und Klingenfunde auf regelmäßige Aufenthalte schließen lassen. Erst in der Jungsteinzeit (um 5000 vor Christus) wurden die Menschen sesshaft. Neben Siedlungen, wie sie beispielsweise nahe südlich von Untereuerheim verortet werden, entstanden Bestattungsplätze. So besteht mit dem sogenannten Kapellenberg bei Herlheim der mit Abstand größte vorgeschichtliche Grabhügel Unterfrankens im Steigerwaldvorland. Zentrum der sehr frühen Besiedlung war das Siedlungsviereck Gaibach-Lülsfeld-Schallfeld-Brünnstadt, das wegen seiner hochwertigen Böden bevorzugt war.

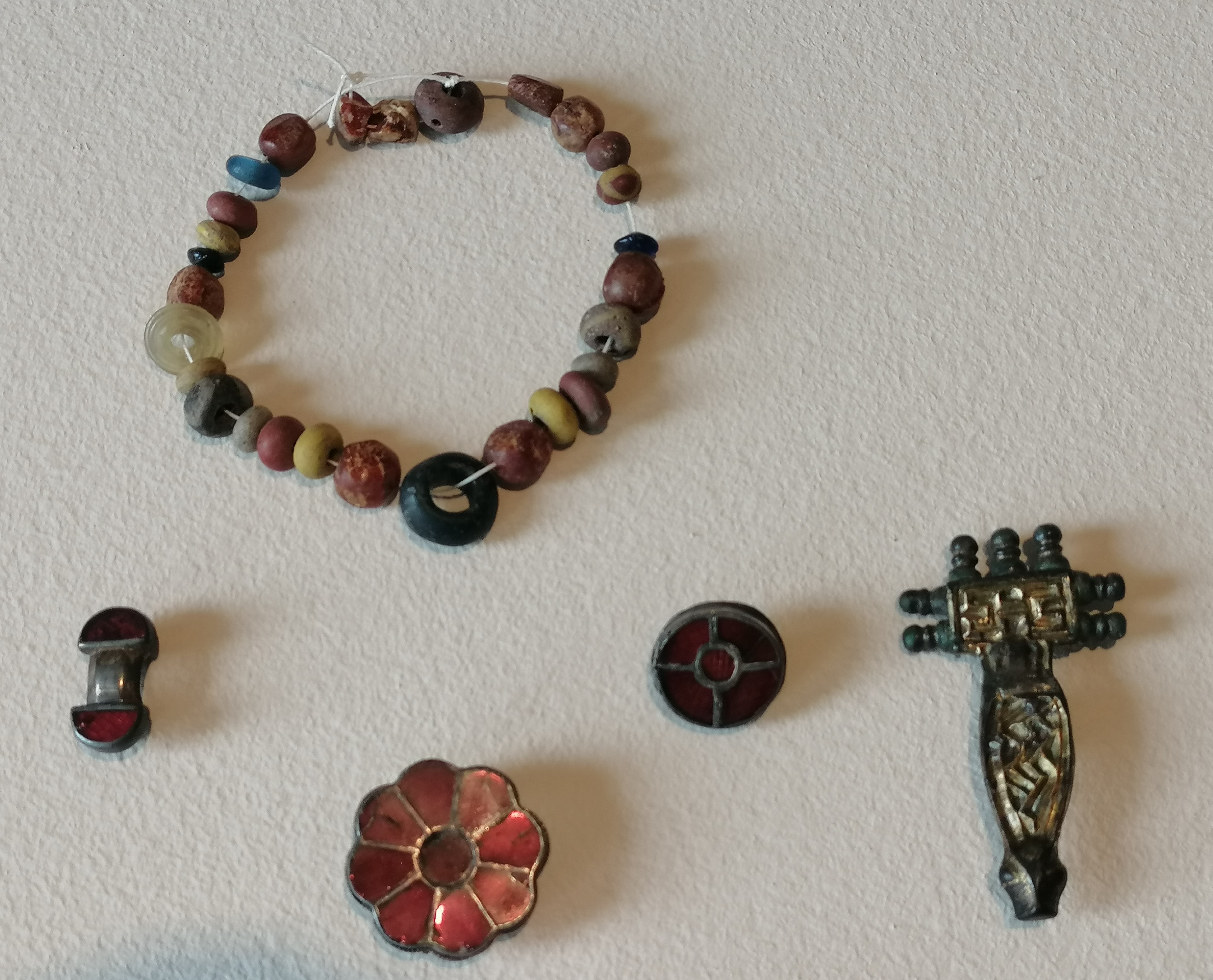
Merowingischer Frauenschmuck aus einem Grab bei Hellmitzheim

Mit der Bronzeverarbeitung setzten sich ab etwa 1800 vor Christus neue Bestattungsrituale durch. Erste Objekte aus Bronze konnten um Hüttenheim ausgegraben werden. Besonders bedeutende Bestattungsplätze der Urnenfelderzeit konnten in Groß- und Kleinlangheim ausgemacht werden. Zugleich nahmen auch die kriegerischen Auseinandersetzungen zwischen den einzelnen Gruppen zu. In Reupelsdorf in der Kitzinger Mainebene vergrub man mehrere wertvolle Objekte auf der Flucht. Die Erhebungen im Steigerwald (Schwanberg, Bullenheimer Berg) und im Maintal (Vogelsberg) wurden zu bronzezeitlichen Zentralorten ausgebaut. Innerhalb des Steigerwaldvorlandes lagen keine dieser Bergfestungen.
In Bimbach, am Übergang zwischen Mainebene und dem Anstieg zum Steigerwald, entwickelte sich im 8. vorchristlichen Jahrhundert eine sogenannte Viereckschanze als zentraler Kultort für die Menschen der Umgegend. Inzwischen hatten die Menschen die Kunst des Eisengießens erlernt. Erstmals können in dieser Zeit auch die Bevölkerungsgruppen im Steigerwaldvorland namentlich angesprochen werden. Hier lebten überwiegend keltische Stammesverbände. Deren Siedlungsschwerpunkt lag allerdings außerhalb des Vorlandes und war auf den schiffbaren Fluss Main hin ausgerichtet.
Bimbach blieb mit seiner Viereckschanze auch in den nachfolgenden Jahrhunderten im Mittelpunkt. Hier grub man eine Brosche in Form eines Hundes aus, die aus römischer Produktion stammt. Die Römer stießen nie bis ins Steigerwaldvorland vor, aber ihr Einfluss war in der Region spürbar. Während der Völkerwanderungszeit sind ganz unterschiedliche Stammesverbände nachzuweisen. In dieser Zeit begann man mit der Belegung des Kleinlangheimer Brandgräberfeldes. Die Alamannen, die zeitweise hier siedelten, wurden 496 von den Franken besiegt, die in den folgenden Jahren ihren Vorstoß ins Steigerwaldvorland vorantrieben.

### Frühmittelalter
Die fränkische Besiedlung erfolgte nicht in einer bisher unbewohnten Landschaft, sondern erschloss ein dichtbesiedeltes Gebiet. Die Kelten hatten bereits die meisten Bäche im Steigerwaldvorland benannt. So geht die Volkach bereits auf keltische Stammesverbände zurück. Die Endung -ach verweist auf ein fließendes Gewässer. Zunächst nutzten die Neuankömmlinge die keltischen Vorposten weiter. Auf ihre Initiative hin wurden aber auch eigene Vorstoß-Burgen im Steigerwaldvorland errichtet. So stammt die Burg Castell aus dieser Zeit.
| Jahr    | Ort         | Benennung      |
| 706     | Herlheim    | Herilindesheim |
| 741     | Iphofen     | villa Iphahofe |
| 750–779 | Gerolzhofen | Geroltheshoue  |
| 918     | Wiesentheid | Wiesenheida    |
| 1096    | Heidenfeld  | Heidenvelt     |

Die bestehenden Ortschaften in der Region wurden „frankisiert“, neue Dörfer gegründet. Die heutigen Ortsnamen entstanden in ihrer Urform. Auf eine erste Welle der Besiedlung gehen die Orte mit der Endung -heim zurück. Insbesondere ganz im Süden des Steigerwaldvorlandes um Hellmitzheim und im Zentrum um Kolitzheim sind sie zu finden. Die Präfixe geben Hinweis auf fränkische Vornamen, wie Nenzo bei Nenzenheim, deren Träger die Siedlungen gründeten. Die zweite Welle brachte Orte mit der Endung -hausen, wie Öttershausen, Rüdenhausen oder Atzhausen hervor. Bis um 1000 waren die meisten heute noch bekannten Orte bewohnt.
Ab dem 7. und 8. Jahrhundert begannen die Franken ihre Herrschaftssitze von Thüringen vermehrt an den schiffbaren Fluss Main zu verlagern. Schnell setzte eine zweite Wanderungsbewegung ein, der ein systematischer Landesausbau entlang des Steigerwaldanstiegs folgte. So errichtete man um 700 auf dem sogenannten Kapellberg südöstlich von Gerolzhofen eine Höhenburg. Grundlegend für die flächendeckende fränkische Besiedlung war auch das Vorantreiben der Christianisierung in den neu erschlossenen Gebieten, vor allem durch die iroschottischen Wandermönche, die seit dem Ende des 7. Jahrhunderts über das Festland zogen.
Gleichzeitig mit den fränkischen Vorstößen vor allem aus dem Süden und Westen wurde der Naturraum im 6. und 7. Jahrhundert auch von slawischen Siedlern erreicht, die überwiegend aus dem Osten dorthin gelangten. Führend war der Stammesverband der Wenden. Obwohl der Vorstoß dieser Völker unabhängig von der fränkischen Besiedlung erfolgte, vermischten sich die verschiedenen Stämme schließlich. Die Slawen rodeten insbesondere das östliche Steigerwaldvorland und hinterließen ihre Spuren in Ortsnamen wie Abtswind, Bischwind oder Vögnitz.
Mit der Gründung des Bistums Würzburg im Jahr 742 erfolgte ein weiterer Einschnitt. Bereits zuvor waren in den bedeutenderen Orten, unter anderem Herlheim, Iphofen und Willanzheim Kirchen errichtet worden. Nun entstanden überall in den Ansiedlungen kleine Gotteshäuser, die zu großen Pfarreien zusammengefasst wurden. Zugleich trieb die Familie der Karolinger die weltliche Organisation voran. Das Land wurde in sogenannte Gaue eingeteilt, die nach den kleinen Mainzuflüssen benannt wurden. Im Steigerwaldvorland trafen der Iffgau mit dem Hauptort Iphofen und das Volkfeld mit seinem Zentrum bei Volkach aufeinander.

### Hoch- und Spätmittelalter
Um 1000 begannen die Würzburger Bischöfe ihre geistliche Macht auch auf die weltlichen Bereiche auszudehnen. Sie profitierten von der Schwäche der Zentralgewalt und es gelang ihnen in den kommenden Jahrhunderten viele Privilegien auf sich zu vereinen. So wurden sie nach und nach zur vorherrschenden Kraft im Steigerwaldvorland. Die Würzburger Diözesane wurden zu Fürstbischöfen, die sowohl geistliche Oberhirten, als auch weltliche Herrscher waren. Bis zur Auflösung des Fürstbistums im beginnenden 19. Jahrhundert blieben die Diözesane wichtigste Herrschaftsträger im Gebiet.

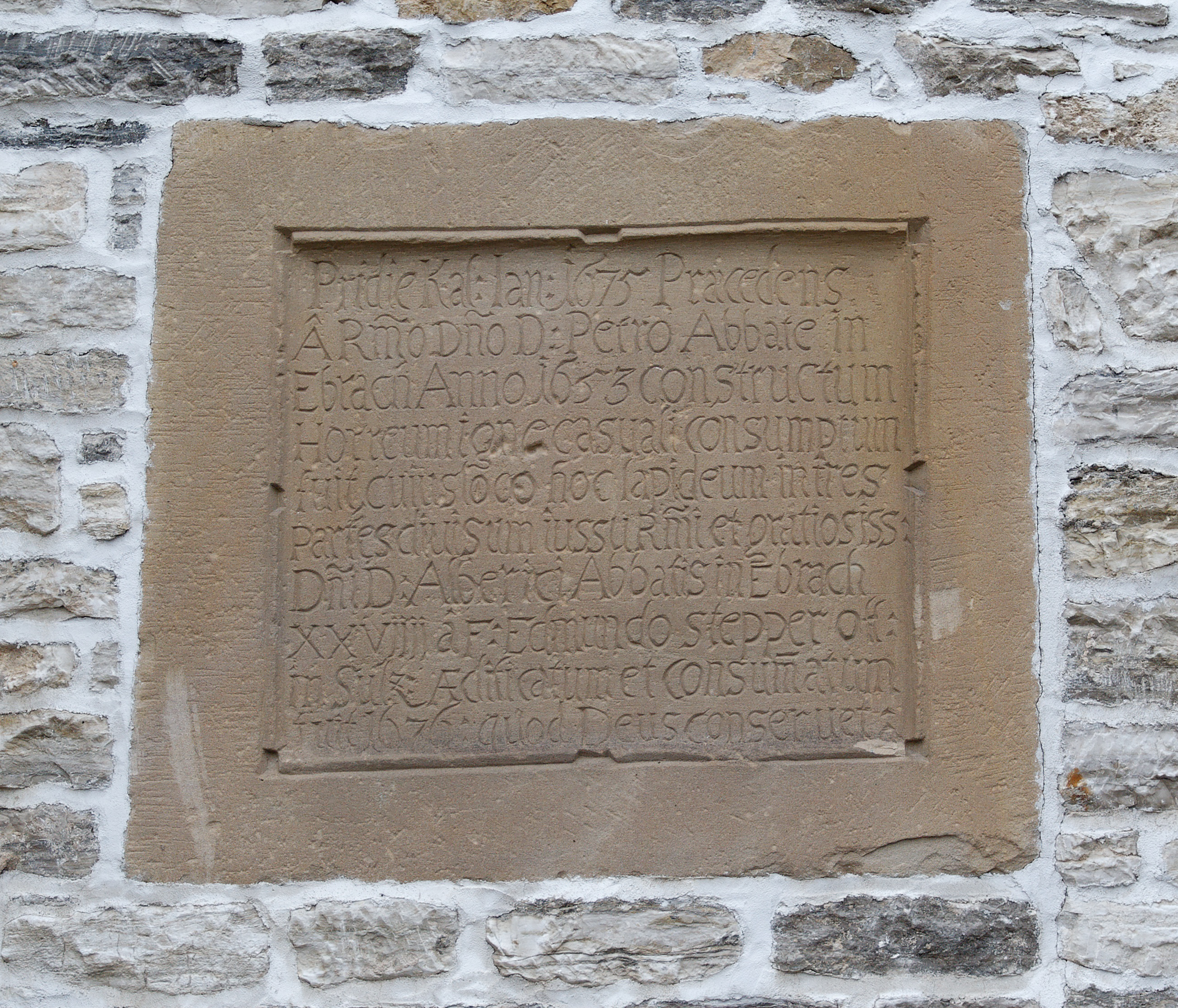
Inschrift des Klosters Ebrach an der ehemaligen Zehntscheune in Sulzheim

Neben den Würzburger Bischöfen gelang es auch kleineren Adelsgeschlechtern zwischen Main und Steigerwald aufzusteigen. Besonders einflussreich im Steigerwaldvorland waren die Grafen zu Castell. So ragte der Einfluss der Familie im Westen mit dem späteren Markt- und Obernbreit bis an den Main und erstreckte sich östlich bis nach Ilmenau im Steigerwald. Bis spätestens im 13. Jahrhundert waren die Herren zu Castell zu einem erblichen Grafengeschlecht aufgestiegen. Den Fürstbischöfen gelang es den Einflussbereich der Grafen in der Folgezeit zu begrenzen.
Etwas später als die Grafen zu Castell stiegen die Herren von Hohenlohe im Süden des Naturraums zu wichtigen Grundherren auf. Das Adelsgeschlecht hatte seinen Sitz weiter südlich abseits des Maines bei Uffenheim. Sie brachten die vormaligen Reichslehen Seinsheim, Herrnsheim und Iffigheim neben anderen in ihren Besitz. Im Steigerwaldvorland erwarb die Familie weitere Rechte in Rödelsee und Enheim. Auch mit ihnen kam es zu kriegerischen Auseinandersetzungen mit Würzburg.
Im Hochmittelalter stiegen auch die teilweise früher gegründeten Klöster zu echten Dorfherren auf. In der Region zwischen Main und Steigerwald tat sich insbesondere das Zisterzienserkloster Ebrach hervor, das in Mönchstockheim genauso wie in Sulzheim Besitzungen hatte. Die Mönche von Ebrach förderten eine neuartige Landbewirtschaftung in Form von Grangien und brachten einige Modernisierungen auf den Weg. In kleinerem Maßstab sammelten auch die Klöster und Chorherrenstifte in Heidenfeld, Kitzingen, Mariaburghausen und Münsterschwarzach Untertanen und Besitzungen.
Zu echten Machtfaktoren im Steigerwaldvorland stiegen im Laufe des Spätmittelalters auch die Städte auf. Bereits im 12. und 13. Jahrhundert traten einzelne Handelsknotenpunkt auch durch ihr Erscheinungsbild mit einer Ringmauer und ihrer rechtlichen Stellung gegenüber den umgebenden Dörfern hervor. Zu diesen ältesten Siedlungen städtischen Charakters gehörten Gerolzhofen und Iphofen. Beide gerieten früh in den Einflussbereich der Fürstbischöfe. Allerdings waren insbesondere die Gerolzhöfer Bürger an größerer Unabhängigkeit interessiert. 1400 scheiterten sie in der Schlacht von Bergtheim mit ihrer Vorstellung von Reichsfreiheit.

### Reformation und Barock

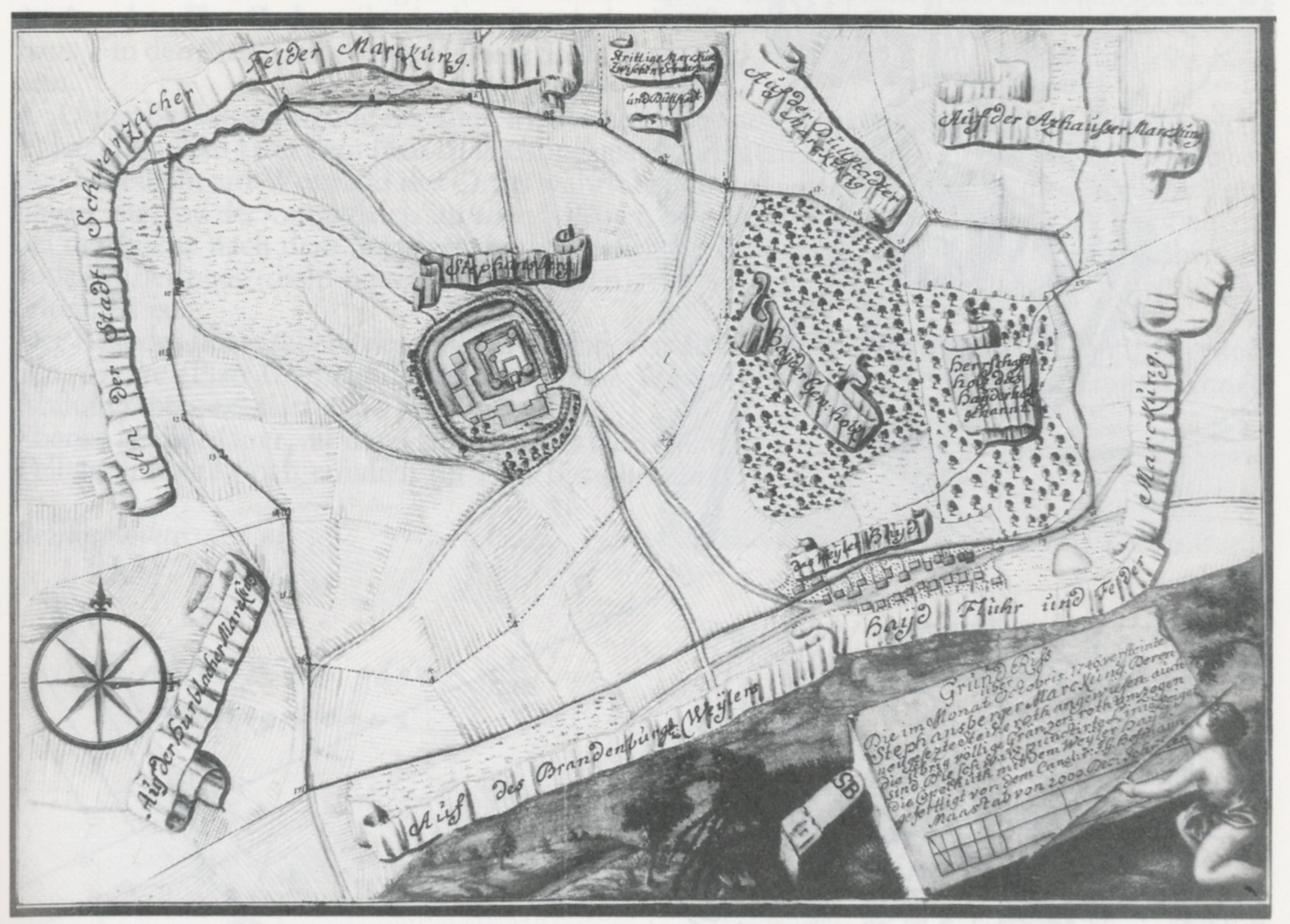
1525 wurde die Burg Stephansberg im Bauernkrieg zerstört, Plan von 1746

Der größte kulturhistorische Einschnitt erfolgte in der Region mit der Verbreitung reformatorischer Gedanken zu Beginn des 16. Jahrhunderts. Die Ideen erreichten das Steigerwaldvorland in den 1520er Jahren. Zwischen 1546 und 1559 führten die Grafen zu Castell die neue Konfession in ihrem Einflussbereich ein, parallel verbreitete sich die Lehre auch in den Städten. In der Mitte des 16. Jahrhunderts war die Mehrheit der Menschen in Gerolzhofen bereits lutherisch geworden. Ähnlich sah es in Iphofen aus.
Die schnelle Verbreitung der lutherischen Ideen hatte mehrere Gründe. Im Jahr 1525 hatte die ländliche Bevölkerung im Steigerwaldvorland bereits gegen die drückende Abgabenlast der Grundherren protestiert. Der sogenannte Deutsche Bauernkrieg brachte die Zerstörung einer Vielzahl der Wasserburgen im Steigerwaldvorland, so brannten die Herrensitze in Reupelsdorf und Stephansberg. Der Aufstand wurde aber schnell unter Kontrolle gebracht und an der prekären Situation eines Großteils der Bevölkerung änderte sich nichts. Der Zorn gegen die Obrigkeit schlug in den folgenden Jahrzehnten in religiösen Protest um.

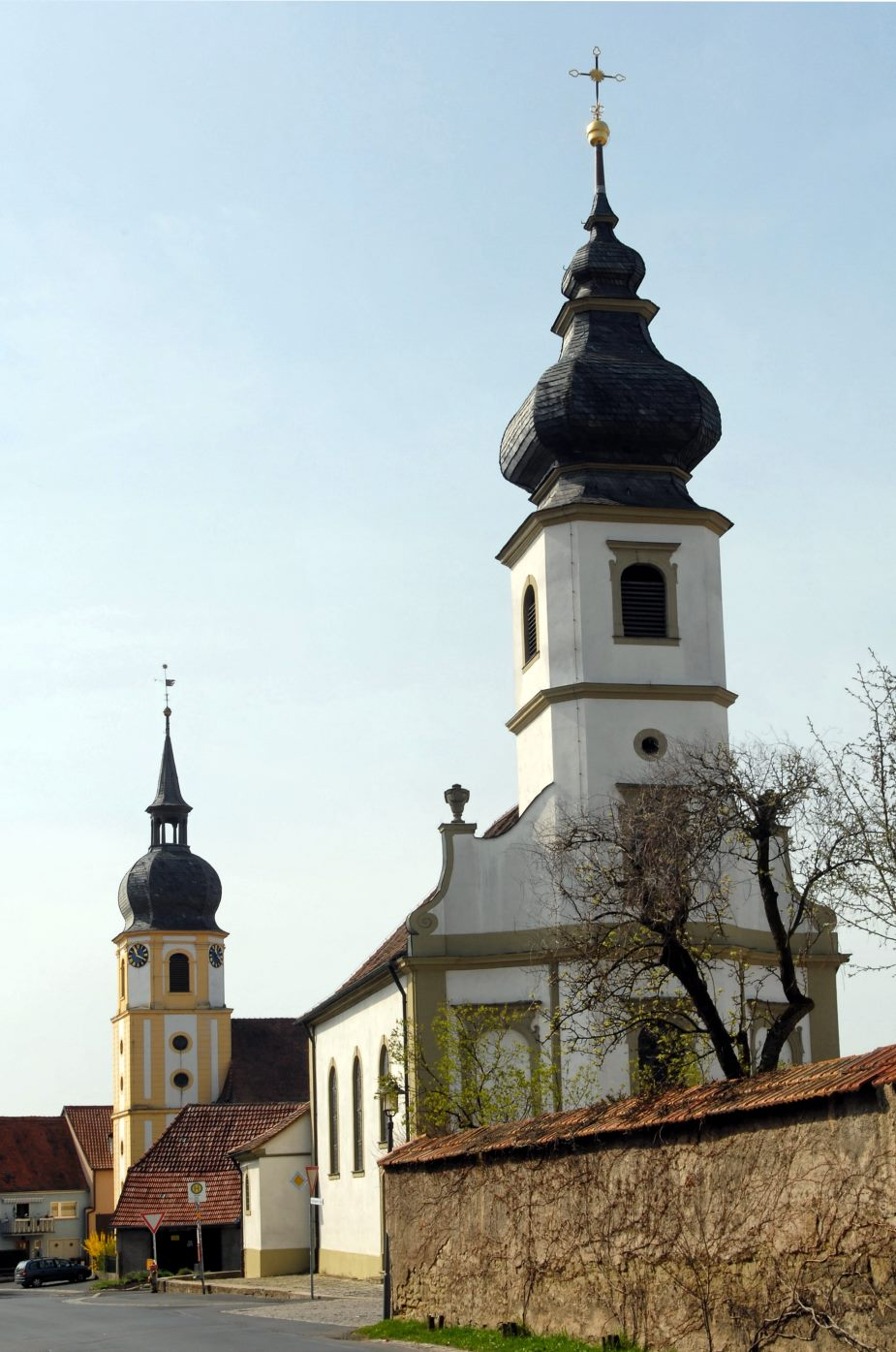
Kirchen in Rödelsee

Den Herren versprach der neue Glauben eine andere Freiheit. Der Würzburger Fürstbischof regierte durch seine geistliche Verfügungsgewalt als Diözesanbischof in ihren Territorien immer mit. Durch die Annahme der lutherischen Lehre drängten sie den würzburgischen Einfluss zurück und konnten in ihren Gebieten „durchregieren“. Die Annahme der Reformation erlaubte auch den größten Konkurrenten der Würzburger, den Markgrafen von Brandenburg-Ansbach, gegen die Widersacher offen zu Felde zu ziehen. Im Zweiten Markgrafenkrieg 1553/1554 wurde Schweinfurt und große Teile des Steigerwaldvorlandes in Mitleidenschaft gezogen.
Die katholische Seite, allen voran der Bischof von Würzburg, sah dieser Entwicklung nicht tatenlos zu. Ab der zweiten Hälfte des 16. Jahrhunderts forcierten die Fürstbischöfe die sogenannte Gegenreformation, die unter Julius Echter von Mespelbrunn ihren Höhepunkt erlebte. Echter ging mit Gewalt gegen die Vertreter des Luthertums vor. Gleichzeitig stärkte er die eigene Seite und ließ neue Pfarreien gründen und Kirchen bauen. Die gezielte Baupolitik ist heute noch an vielen Gotteshäusern des Steigerwaldvorlandes ablesbar. Insbesondere die charakteristischen Echter-Spitzen sind ein Merkmal dieser Epoche.
Eine kriegerische Zuspitzung der konfessionellen Konflikte erlebte die Region durch den Ausbruch des Dreißigjährigen Krieges. Die Besetzung Würzburgs durch die protestantischen Schweden 1631 führte dazu, dass auch alle Territorien im Umland der Hauptstadt schwedisch wurden. Insbesondere das Hinterland der zentralen Mainübergänge wurde von den Besatzern ausgebeutet, wobei die katholische Propaganda in den folgenden Jahrzehnten die Verbrechen der Schweden ausbaute. Mit dem Ende des Krieges 1648 war allen Beteiligten klar, dass keine Konfession die Oberhand behalten konnte.
Franken und auch das Steigerwaldvorland wurden zu gemischtkonfessionellen Gebieten. Jeder Dorfherr entschied über den Glauben seiner Untertanen, war die Bevölkerung gespalten, suchte man außerdem Kompromisse. In Rödelsee entstanden am zentralen Dorfplatz sogar zwei Kirchen für Lutheraner und Katholiken. Im 18. Jahrhundert erlebte die Region einen wirtschaftlichen Aufschwung. Die Herren siedelten erste Manufakturen in den kleinen Siedlungen an und der Weinbau entlang des Steigerwaldanstiegs boomte.

### In Bayern
| Bezirksamt Haßfurt, Bezirksamt Gerolzhofen, Bezirksamt Volkach, Bezirksamt Kitzingen, Bezirksamt Scheinfeld |

Die jahrhundertealte, herrschaftliche Zersplitterung des Steigerwaldvorlandes endete erst zu Beginn des 19. Jahrhunderts. Nachdem Napoleon Bonaparte im Jahr 1802 die linksrheinischen Gebiete, die zu Bayern gehörten, seinem neuen Kaiserreich zugeschlagen hatte, musste er die Verbündeten Bayern irgendwie entschädigen. Dies gelang ihm, indem er die seit dem Mittelalter existierenden geistlichen Territorien 1803 säkularisierte und in Kurpfalz-Bayern eingliederte. Gerolzhofen und Iphofen, Teil des alten Hochstifts Würzburg, wurden bayerische Städte.
Gleichzeitig verloren auch die bisher unabhängigen Territorien der kleineren Adelsgeschlechter ihre Unabhängigkeit. Der Reichsdeputationshauptschluss von 1803 bedeutete die Mediatisierung vieler bislang teilsouveräner Stände, wie den Reichsrittern. Der bayerische Staat erhielt auch diese Gebiete, so die Grafschaft Castell und die Herrschaft Wiesentheid. Zwar gelang es den ehemaligen Souveränen noch einige alte Rechte zu bewahren, so blieben ihnen die niedere Gerichtsbarkeit und das Privileg den örtlichen Pfarrer einzusetzen.

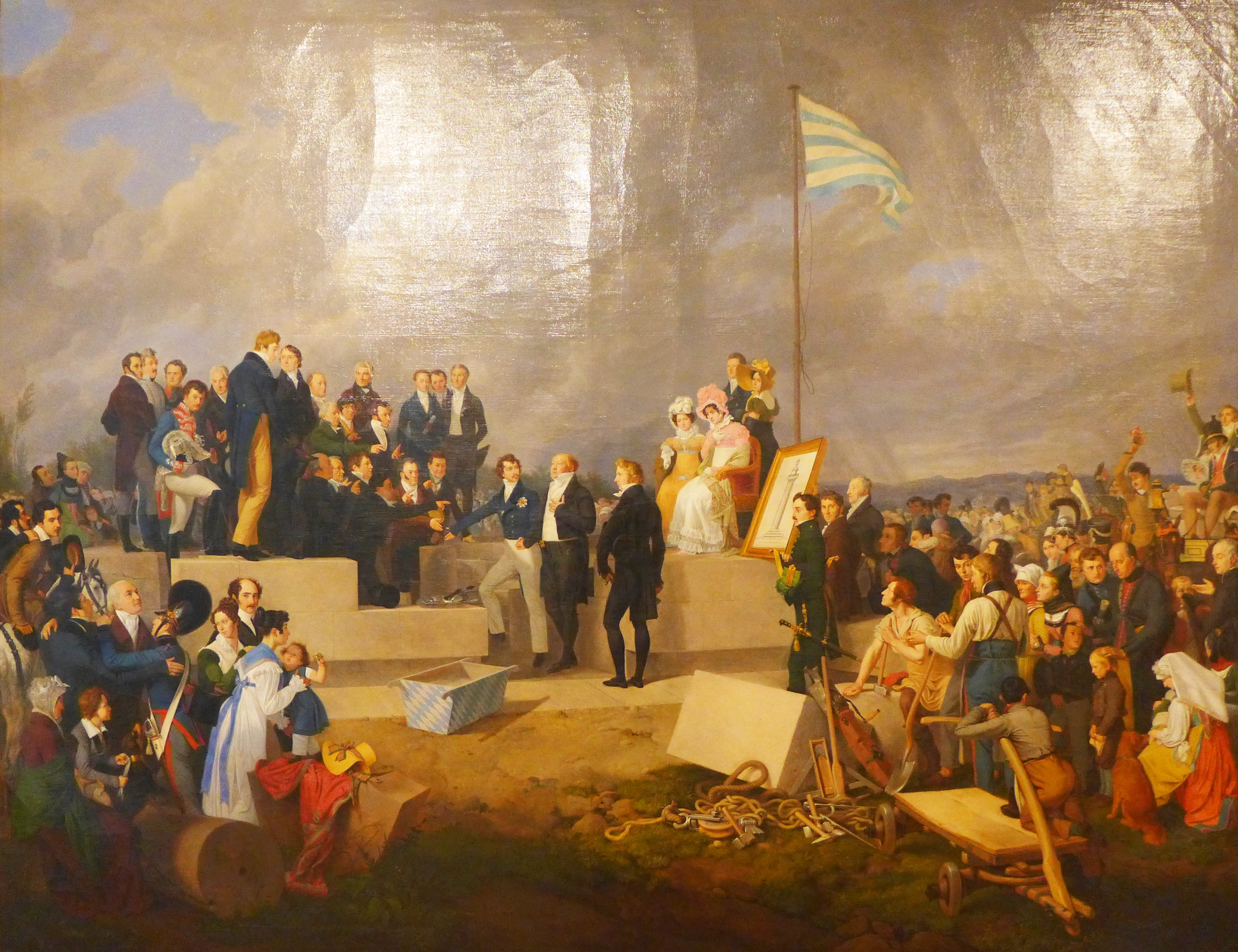
Grundsteinlegung der Säule für die bayerische Verfassung von 1818 oberhalb Gaibach, im Hintergrund die bayerische Flagge, Peter von Heß

Mit dem Frieden von Preßburg erhielt am 26. Dezember 1805 Ferdinand, Großherzog von Toskana, Würzburg. Er errichtete das Großherzogtum Würzburg, das allerdings nur wenige Jahre Bestand hatte. Nach Absprachen zwischen Österreich und dem jungen bayerischen Königreich verließ Ferdinand 1814 Würzburg. Am 21. Juni 1814 wurde die Stadt und damit ihr Umland endgültig Teil des Königreichs Bayern. Unter bayerischer Herrschaft begann ein Prozess der Verwaltungsreformen, der schließlich in Frühkonstitutionalismus und demokratischer Teilhabe mündete.
Administrativ war das Steigerwaldvorland nun vereinheitlicht. Die Bayern setzten verstärkt auf Zentralisierung. Die Verwaltung einzelner Gebiete wurde in einen größeren Ort verlegt. So entstanden die Landgerichte als Vorgänger der heutigen Landkreise. Um die neu hinzugewonnenen Gebiete weiter zu gliedern, entstanden die Kreise, die man als Vorläufer der heutigen Regierungsbezirke anzusprechen hat. Das Steigerwaldvorland wurde nach dem Wiener Kongress geteilt. Während der Süden um Iphofen an den Rezatkreis gelangte, war der Großteil des Naturraums Teil des Untermainkreises.
Die folgenden Jahrzehnte waren von weiteren Zentralisierungen geprägt. 1848 verloren die ehemals herrschenden Adelsgeschlechter ihre Vorrechte in den Orten und 1862 wurden die Landgerichte in Bezirksämter umgewandelt. Die heutigen Regierungsbezirke entstanden bereits 1838. Erst 1939 wurden die Bezirksämter in Landkreise umbenannt. Das Steigerwaldvorland war zu diesem Zeitpunkt unter den unterfränkischen Landkreisen Gerolzhofen, Haßfurt (Haßberg-Kreis) und Kitzingen, sowie dem mittelfränkischen Landkreis Scheinfeld aufgeteilt.

### 20. und 21. Jahrhundert
Während die Region administrativ seitdem bei Bayern blieb, war die konfessionelle Spaltung des Steigerwaldvorlandes mit dem Übergang an das Königreich nicht überwunden. Lutheraner und Katholiken besuchten unterschiedliche Schulen und beteten in anderen Kirchen. Die Trennung spiegelte sich allerdings auch in den Wahlergebnissen während der Weimarer Republik wider. Während Katholiken mehrheitlich der Bayerischen Volkspartei (BVP) zuneigten (sie erhielt bis 1924 immer über 50 % der Stimmen in Unterfranken), konnten die deutschnationalen Parteien, später auch die NSDAP in evangelischen Kreisen deutlich mehr Stimmen hinzugewinnen.

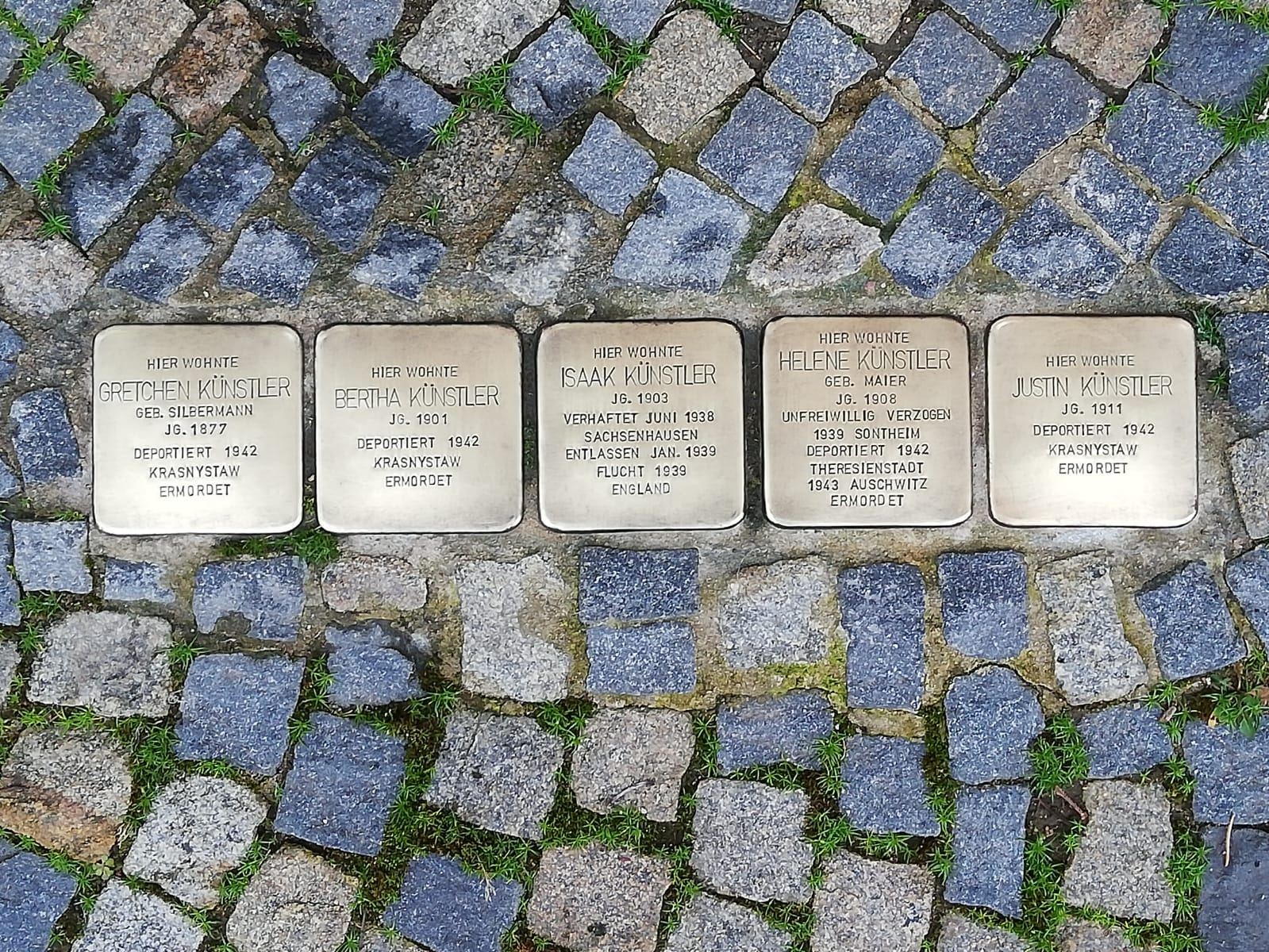
Heute erinnern Stolpersteine an die ermordeten Juden, Beispiel Prichsenstadt

Nach der Machtübernahme der NSDAP 1933 begann schnell die Ausgrenzung und Verfolgung Andersdenkender, wobei in besonderer Weise die jüdische Bevölkerung hiervon betroffen war. Mit dem Beginn des Zweiten Weltkrieges steigerte sich der Antisemitismus zum Holocaust. Die systematische Vernichtung der jüdischen Minderheit erfolgte nicht im Gebiet des Steigerwaldvorlandes selbst. Stattdessen wurden die Mitglieder jüdischer Gemeinden zunächst nach Würzburg gebracht, von wo aus sie mit Zügen in die Vernichtungslager im Osten gelangten. Heute besteht keine jüdische Gemeinde mehr innerhalb des Naturraums.
In den letzten Monaten des Zweiten Weltkriegs begann die Bombardierung auch kleinerer Städte. Obwohl das Steigerwaldvorland in den Einflugschneisen in Richtung Schweinfurt, Würzburg und Kitzingen lag, blieben die meisten Orte von großen Zerstörungen verschont. Ganz im Süden und im Norden des Naturraums waren die Bombardierungen allerdings nicht unwesentlich. So wurde die Martinskirche in Willanzheim in den letzten Kriegstagen von vorrückenden Amerikanern beschossen und weitgehend zerstört. In Oberspiesheim verhinderten australische Kriegsgefangene den Beschuss durch ihr Eingreifen. Iphofen war früh zur Lazarettstadt umgewandelt worden und blieb unzerstört.

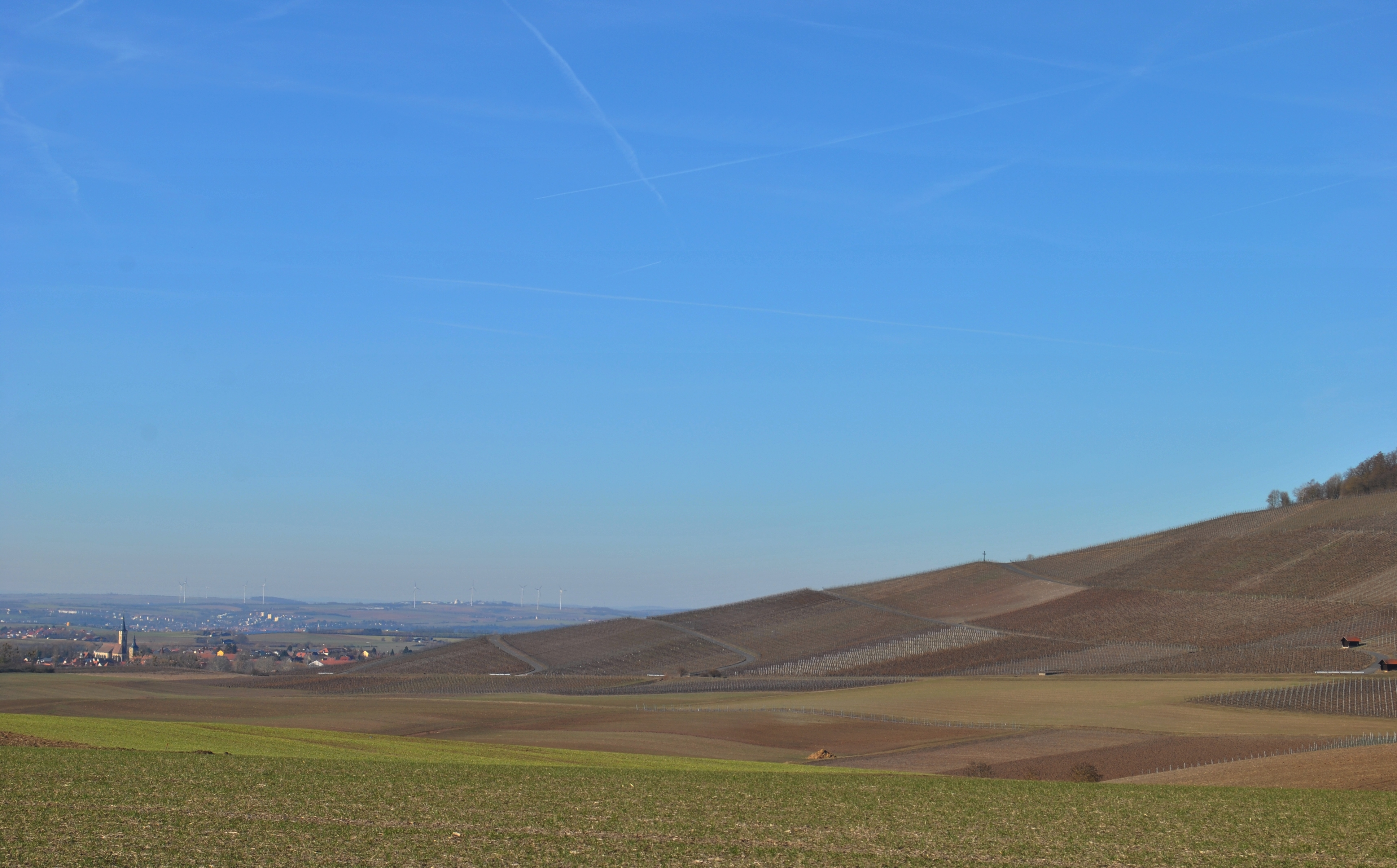
Weinlage Kalbberg bei Iphofen, die Flurbereinigung führte zu einer Landschaftsverarmung

Die intakte Infrastruktur führte in den Jahren der unmittelbaren Nachkriegszeit zu großem Bevölkerungswachstum, weil Heimatvertriebene und Flüchtlinge die Region erreichten. Nun entstanden auch Siedlungen um die Altorte, deren Straßennamen nicht selten an die Herkunftsgebiete der Flüchtenden erinnern. Die Heimatvertriebenen waren überwiegend katholischen Glaubens und brachten mit ihrer Ansiedlung das jahrhundertealte Kräfteverhältnis zwischen den Konfessionen durcheinander. Die Folge war das Ende der Konfessionsschulen in den 1960er Jahren. Mehrere Gemeinden schlossen sich zu Schulverbänden zusammen.
Zwei Umstrukturierungen prägten die 1970er Jahre und veränderten das Erscheinungsbild der Region nachhaltig. Zum einen wurden die kleinen Gemeinden in Bayern im Zuge der Gemeindegebietsreform zu größeren Gebietseinheiten zusammengefasst. Gleichzeitig löste man die alten Landkreise auf und bildete neue, sodass beispielsweise Gerolzhofen seinen zentralen Charakter verlor. Die größeren Orte wurden mit dem Sitz einer Verwaltungsgemeinschaft für die Dörfer der Umgebung entschädigt.
Zum anderen erfasste die Flurbereinigung in den 1970er Jahren auch das Steigerwaldvorland. Bereits in den 1930er Jahren hatte man in Iphofen damit begonnen, die von der Realteilung zersplitterten Parzellen umzulegen. Dadurch sollte die Bearbeitbarkeit der Feldfläche verbessert werden. Obwohl die Flurbereinigung zunächst ihre Ziele erreichte, führte sie zu einer Verarmung der Landschaft. Bis heute sind noch nicht alle Gebiete im Steigerwaldvorland flurbereinigt. Insbesondere im Norden des Naturraums, der weniger von den Feldfrüchten lebt, sind die kleinteiligen Strukturen noch erkennbar.

## Kultur und Sehenswürdigkeiten
Aufgrund der Zwischenlage des Steigerwaldvorlandes konnten sich hier keine eigenständigen Kultur- und Bauformen ausbilden. Die Ortsbilder und einzelne Bauwerke sind genauso wie die Bräuche „mainfränkisch“ bzw. wurden über Jahrhunderte von den einflussreicheren Städten entlang des Mains geprägt. Die administrative Erschließung, die sich ebenfalls nie allein an der naturräumlichen Gliederung orientierte, trug hierzu bei. Deshalb orientieren sich Kulturführer selten an der Grenze Steigerwaldvorland-Steigerwald, sondern nehmen das Vorland in die Beschreibung des Mittelgebirges mit auf. Im Gebiet zwischen Main und Steigerwald entwickelten sich jedoch teilweise Sonderformen einzelner Kulturphänomene.

### Baudenkmäler
Denkmalgeschützte Baulichkeiten und Ortsbilder spiegeln die historischen und wirtschaftlichen Wandlungen seit dem Mittelalter wider. Die wiederkehrenden, architektonischen Elemente verbinden das Gebiet mit anderen Landschaften Frankens. Sehr häufig waren die Orte befestigt, durch Ringmauern oder mit dem sogenannten Dorfhag aus Hecken. Kleinere Orte sicherten die Kirchhöfe durch sogenannte Kirchenburgen. Die Befestigung bildete bis ins 19. Jahrhundert die Begrenzung des besiedelten Gebietes. Das Wegenetz orientierte sich dabei an den Altstraßen und veränderte sich im Laufe der Jahrhunderte selten. Die Orte gruppierten sich häufig um die Pfarrkirche und das Rathaus, oftmals bilden sie die Pole eines Marktplatzes. Weitere Baukomplexe wie Zehnthöfe oder Fronhöfe haben keinen festen Standort innerhalb der Siedlungen.
Orte des Steigerwaldvorlandes werden von kleinen Hofstellen mit Rechteckhöfen geprägt, wobei das giebelständige Bauen vorherrscht. Dabei unterscheiden sich ländliche und städtische Häuser nur in ihren Zierformen und Geschossen voneinander. Die Herrschaftssitze, die sich aus Burgen auf den Höhenzügen entwickelten, stehen heute inmitten der Ansiedlungen und umfassen sowohl kleine Landschlösser, als auch große Residenzen. Landschaftsprägend ist die gotische bzw. nachgotische Kirche mit ihrem Spitzhelm. Im Barock erlebte der Kirchenbau eine zweite Blüte. Erst im 20. Jahrhundert umgab man die Orte mit Siedlungen.

#### Historische Ortskerne

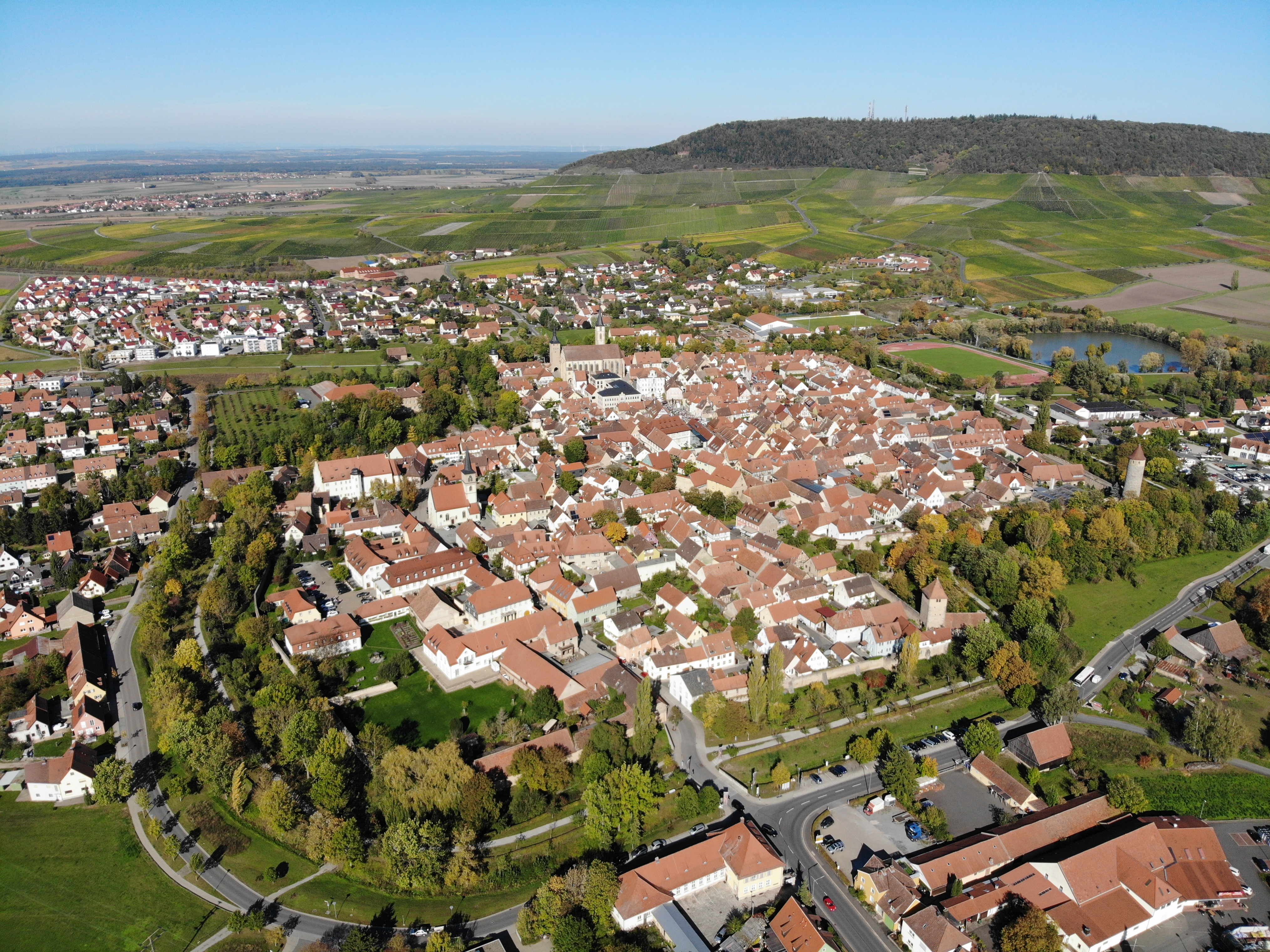
Luftbild der Iphöfer Altstadt. Das Gräbenviertel ist durch einen Grünstreifen von der Altstadt getrennt

Innerhalb des Steigerwaldvorlandes haben sich mehrere Ortskerne erhalten, die vom Bayerischen Landesamt für Denkmalpflege ganz oder teilweise als Ensemble eingeordnet werden. Auffällig ist, dass diese Baudenkmalgruppen vor allem im südlichen Teil des Areals zu finden sind. Dies hat vor allem historische Gründe, wobei der Einfluss der Industriestadt Schweinfurt während des 20. Jahrhunderts im Norden zu größeren Ortskernerneuerungen führte. Auf die Nähe zum Oberzentrum sind auch die größeren Kriegszerstörungen in diesem Gebiet zurückzuführen.
Lediglich vier Stadtkerne haben sich erhalten, von denen zwei der älteren Urbanisierungsschicht des Hochmittelalters entstammen. Gerolzhofen wurde 1327 erstmals als Stadt genannt, war 1397 kurzzeitig mit den Reichsstädten gleichgestellt und wurde in der zweiten Hälfte des 15. Jahrhunderts durch einen zweiten Mauerring erweitert. Die Stadt ordnet sich um einen würzburgischen Oberamtssitz. Die Architektur innerhalb der Stadt ist durch die Zerstörungen im Bauernkrieg und im 2. Markgrafenkrieg weitgehend nachmittelalterlich.
Iphofen entstand als Grenzbefestigung am Rande des Einflussbereichs der Würzburger Fürstbischöfe. Die Stadt besteht bis heute aus zwei Siedlungskernen, die von zwei verschiedenen Herren beansprucht wurden. Der östliche Teil wurde 1293 durch Bischof Manegold von Neuenburg zur Stadt erhoben. Erst 1380 wurde auch der kleinere, westliche Teil, das sogenannte Gräbenviertel in die Befestigung mit einbezogen. Sowohl Gerolzhofen, als auch Iphofen entstanden an historisch bedeutsamen Altstraßen, die in Richtung des Steigerwaldes ausgerichtet waren. → siehe auch: Altstadt (Iphofen)

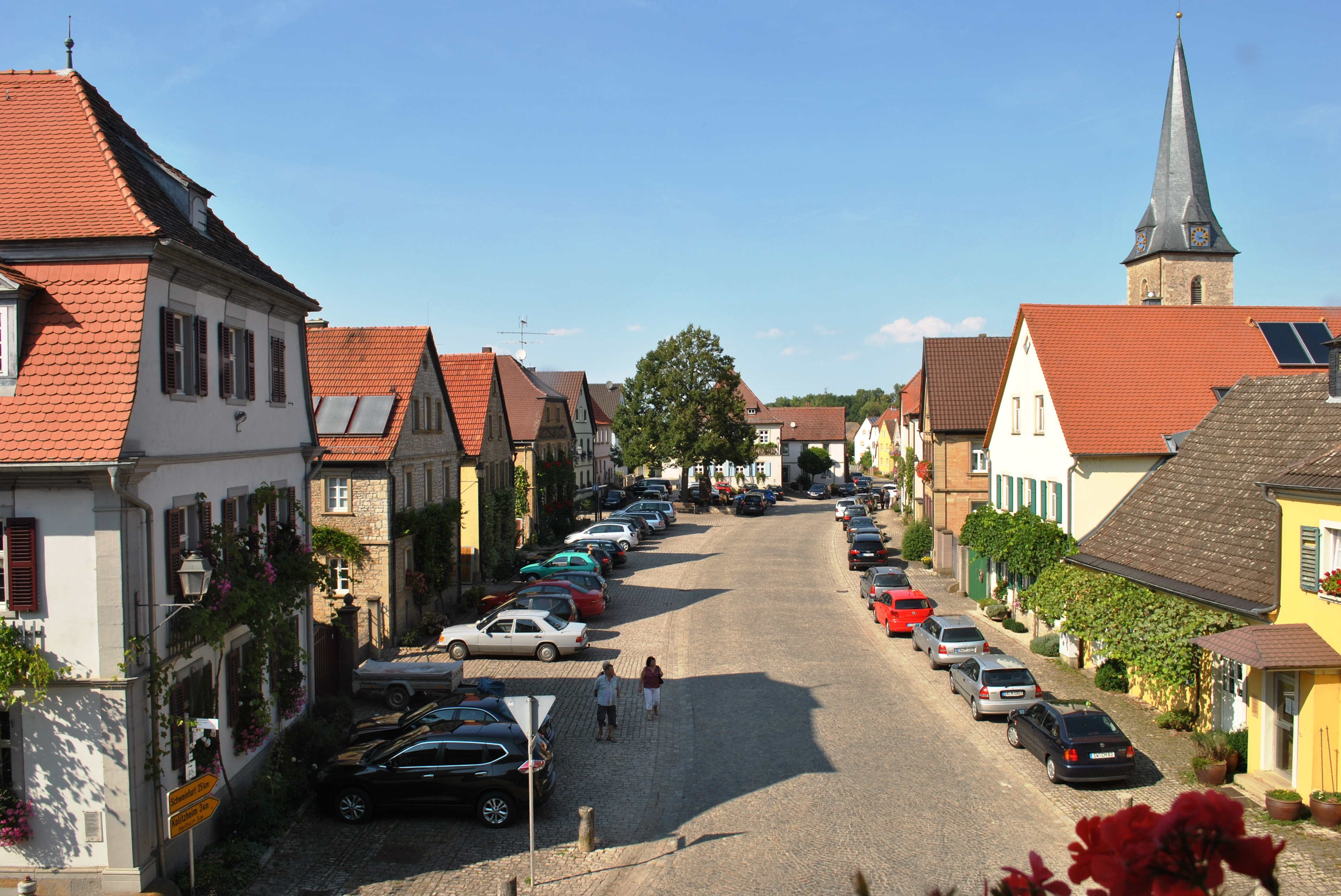
Marktplatz von Zeilitzheim vom Schloss aus

Jünger sind die beiden Altstädte von Mainbernheim und Prichsenstadt. Beide gehen auf die Hausmachtpolitik Karl IV. im 14. Jahrhundert zurück und wurden als Etappenorte zwischen Böhmen und Luxemburg ausgebaut. Dabei eigneten sich beide Dörfer aufgrund ihrer Lage eigentlich nicht für die Stadterhebung, sodass die Städte nach einer kurzen Blütephase nicht mehr wuchsen und weitgehend bäuerlich geprägt blieben. Prichsenstadt und Mainbernheim haben deshalb ihr spätmittelalterliches Erscheinungsbild erhalten können. → siehe auch: Altstadt (Mainbernheim) und Altstadt (Prichsenstadt)
Südlich von Prichsenstadt haben sich in Wiesentheid drei weitere Bauensembles erhalten. Wiesentheid wurde im 17. Jahrhundert zum Residenzort ausgebaut und erhielt das Marktrecht. Die Grafen von Schönborn bauten ihren Hauptort im 18. Jahrhundert im Stil des Barock weiter aus. Die mittelalterliche Kleinteiligkeit, die noch heute am Marienplatz sichtbar ist, machte großen Achsen Platz. An einer dieser Achsen reihen sich heute das Schloss und die Pfarrkirche nach Plänen Balthasar Neumanns auf. In den 1750er Jahren wurde als weitere Straße die Schönbornstraße im Süden angelegt. → siehe auch: Ensemble Schloss Wiesentheid, Marienplatz (Wiesentheid) und Schönbornstraße (Wiesentheid)
Historische Dorfkerne, die lediglich zentralen Charakter für das nähere Umland besaßen, haben sich drei erhalten. Ganz im Süden ist Markt Einersheim zu finden. Das Dorf erhielt sein heutiges Erscheinungsbild überwiegend im 18. und 19. Jahrhundert und reiht sich entlang einer langgestreckten Hauptstraße auf. Abtswind weiter nördlich präsentiert sich ebenfalls als Zweitoredorf, wobei hier der jahrhundertealte Weinbau im Ortsbild ablesbar ist. Zeilitzheim in der Herlheimer Mulde hat dagegen einen auf das Schloss ausgerichteten Marktplatz.

#### Kirchen und Kapellen
Landschaftsprägend für das Steigerwaldvorland sind die historischen Kirchen und Kapellen in den Ortskernen. Gotteshäuser von Mönchs- oder Nonnenkonventen sind hier kaum zu finden. Christliche Sakralbauten werden für die Region erstmals im Jahr 741 genannt, als man die Ausstattung des neu gegründeten Bistums Würzburg erfasste. Unter anderem tauchten in der Urkunde Kirchen in Dornheim, Iphofen und Herlheim auf. Die flächendeckende, pfarrliche Erschließung des Gebietes geht auf das 10. Jahrhundert zurück. Zunächst etablierten sich sogenannte Urpfarrkirchen mit großen Sprengeln. So waren weite Flächen des südlichen Steigerwaldvorlandes Teil der Pfarrei Stadtschwarzach, das im Maintal verortet ist.

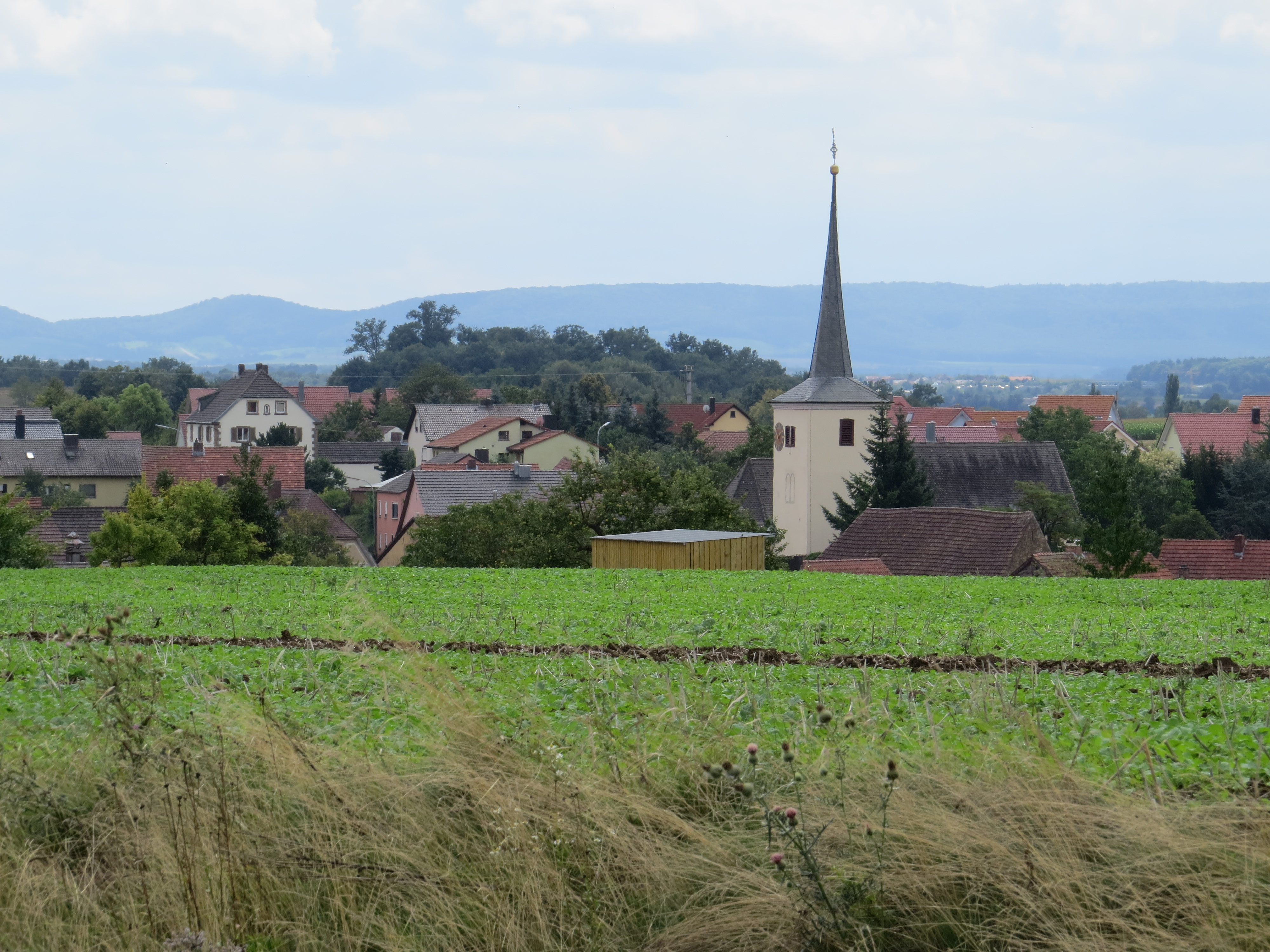
Schallfeld mit seiner „Echternadel“, dem Spitzhelm der Gegenreformation

Überreste der karolingischen und romanischen Kirchen aus dem Frühmittelalter haben sich nicht erhalten. Der Bauforscher Konrad Bedal betonte das vollkommene Fehlen von Objekten aus dieser Zeit. Einzige Ausnahme bildet das Kreuzigungsrelief im Inneren der Dimbacher Maria-de-Rosario-Kirche. Es datiert um 1070 und wurde wohl im Kloster Münsterschwarzach geschaffen. Auffallend ist, das neben der christlichen Kreuzigungsszene auch die beiden römischen Gottheiten Sol und Luna als Personifizierung von Sonne und Mond Darstellung fanden. Unterhalb wurde eine Platte mit drei Reliefs angebracht.
Die Gotik des Hoch- und Spätmittelalters hat vielerlei Spuren hinterlassen. Viele der heutigen Kirchtürme gehen im Kern auf diesen Zeitschnitt zurück. Im 15. Jahrhundert entstanden die großen Stadtkirchen von Iphofen und Gerolzhofen. Dabei zog sich der Bau der Veitskirche in Iphofen von 1414 bis 1612 hin. Entstanden war eine dreischiffige Hallenkirche, deren hohe Rundpfeiler bereits die Renaissance erahnen lassen. St. Maria vom Rosenkranz und Regiswindis in Gerolzhofen, der sogenannte Steigerwalddom mit seiner charakteristischen Doppelturmfassade, entstand zwischen 1436 und 1479.

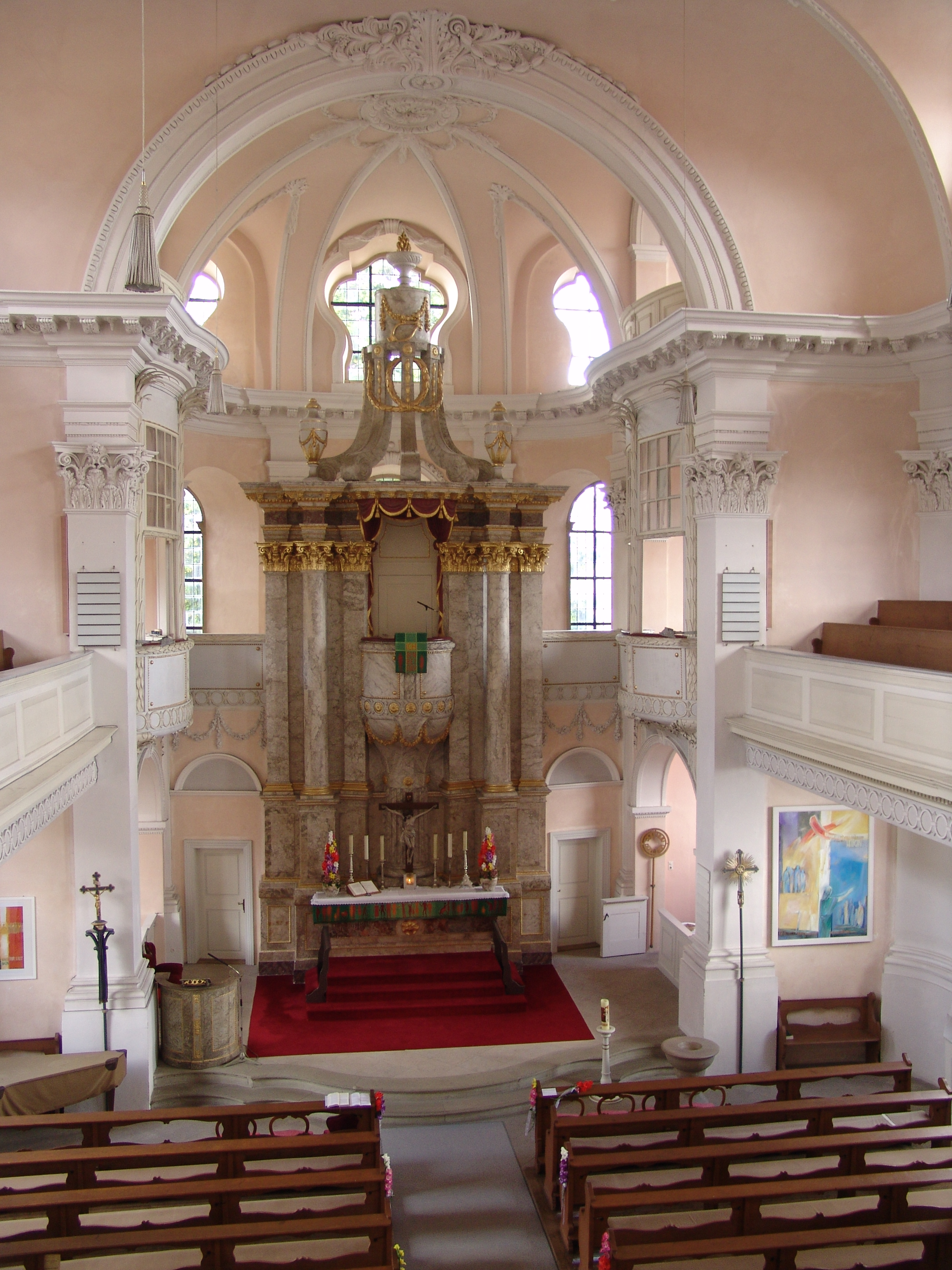
Kanzelaltar in St. Johannes-Castell

Die Ausstattung einzelner Kirchen erhielt in der Gotik neue Impulse. Bereits um 1300 entstand die Lauber Madonna. Aus der Zeit um 1500 hat sich die hölzerne Anna selbdritt in Altmannsdorf erhalten. Im Steigerwaldvorland trat an der Wende zum 16. Jahrhundert vermehrt die Werkstatt Tilman Riemenschneider auf. Der Würzburger Bildschnitzer schuf Werke für alle größeren Gotteshäuser der Region. In Gerolzhofen haben sich zwar nur zwei Trageengel oberhalb einer Rosenkranzmadonna aus Riemenschneiders Werkstatt erhalten. Weitere Figuren Riemenschneiders stehen in St. Veit-Iphofen und in den beiden Gotteshäusern (St. Jakobus und St. Antonius) von Großlangheim.
Mit dem Thesenanschlag Martin Luthers 1517 hielt auch in Franken die Reformation Einzug. Bis heute besteht das Steigerwaldvorland aus historisch gewachsenen katholischen und lutherischen Gemeinden. Beide Konfessionen entwickelten ganz eigene Stile. Zunächst widmete man auf evangelischer Seite die überkommenen Gotteshäuser um, wobei insbesondere die Heiligenfiguren entfernt wurden. Unter dem Würzburger Fürstbischof Julius Echter entstanden dann katholischerseits neue Kirchen. Die Gotteshäuser waren Teil der gegenreformatorischen Politik des Bischofs und sollten mit ihren charakteristischen Spitzhelm den Sieg der alten Religion versinnbildlichen. Echterkirchen finden sich unter anderem in Großlangheim, Kolitzheim, Mönchstockheim, Schallfeld, Stadelschwarzach, Traustadt und Untereuerheim.
Nach dem Dreißigjährigen Krieg erfuhr der Kirchenbau neue Impulse. Die lange Auseinandersetzung hatte zu Kompromissen zwischen den Parteien geführt, sodass in Dornheim und Rödelsee sogar jede Konfession eine eigene Kirche erhielt. Nun hielt der Barock Einzug in den Kirchenbau, wobei wiederum die katholische Seite eine Vorreiterrolle übernahm. Die Würzburger Fürstbischöfe aus dem Hause Schönborn trieben die Barockisierung in ihrem Einflussbereich vor allem durch die Bauten Balthasar Neumanns voran.

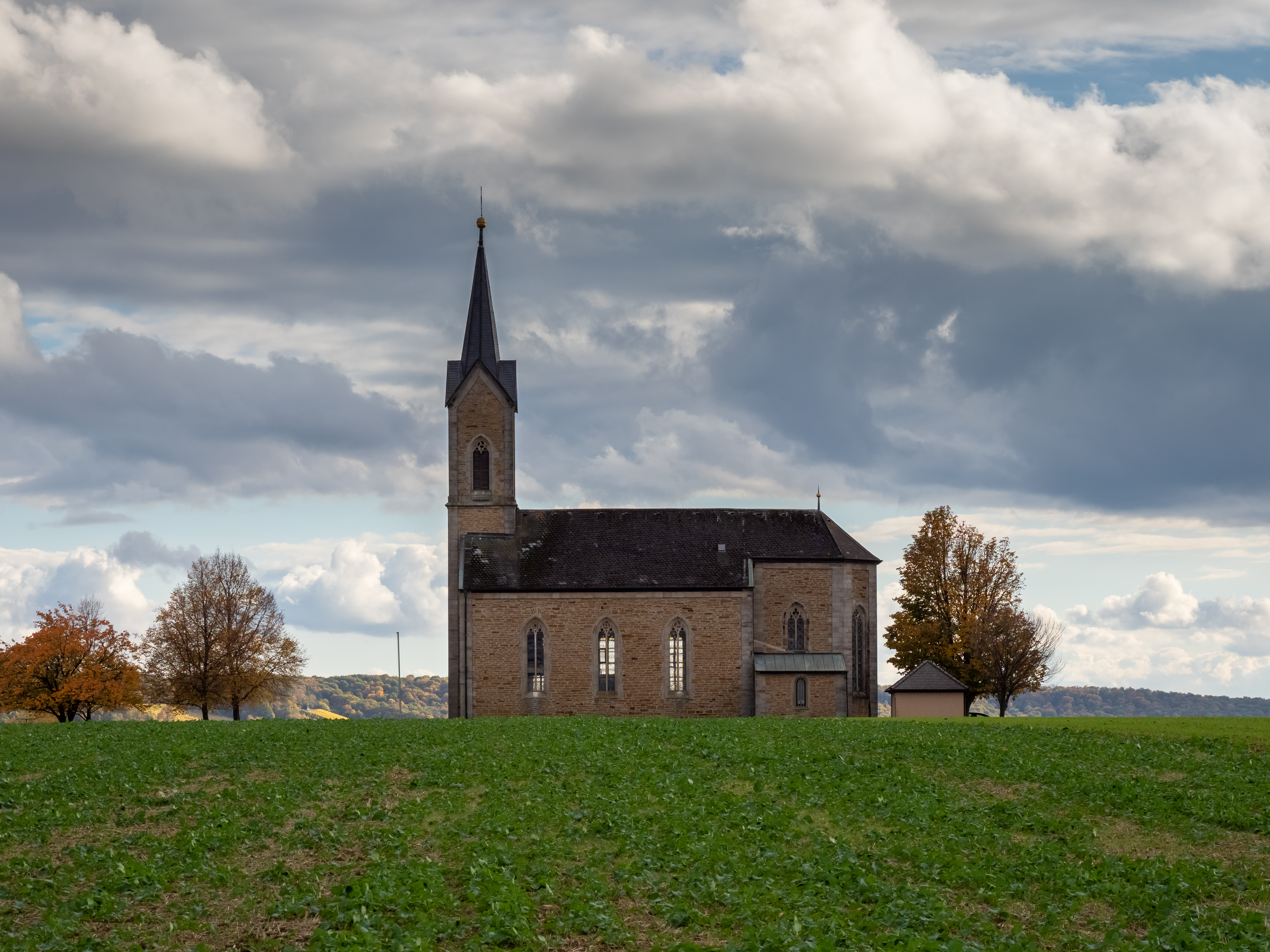
Bischwinder Wallfahrtskirche des 19. Jahrhunderts

Barocker Vorzeigeort im Steigerwaldvorland wurde die schönbornsche Residenz Wiesentheid. Hier arbeitete Balthasar Neumann an den Plänen für den Neubau der Mauritiuskirche, die 1732 fertiggestellt wurde. Im Inneren schuf der Italiener Giovanni Francesco Marchini Scheinarchitekturen, die ebenfalls ein typisch barockes Phänomen sind. In den lutherischen Territorien verzichtete man im 18. Jahrhundert auf die prunkvolle Ausstattung der katholischen Pendants. Nichts sollte von der Predigt ablenken. In diesem Zusammenhang ist auch der sogenannte Kanzelaltar zu nennen, der den Markgrafenstil prägte.
In Castell entstand mit St. Johannes eine der kunsthistorisch bedeutsamsten Kirchen im lutherischen Einflussgebiet. Sie symbolisiert mit ihrem Kanzelaltar den Übergang zwischen Barock und Klassizismus. Im 19. Jahrhundert errichtete man nur noch selten neue Gotteshäuser. Eine Ausnahme bildet die Bischwinder Wallfahrtskirche Maria Helferin der Christenheit. In den Jahren 1874 bis 1875 wurde der heutige Saalbau vollendet, der auch seine gesamte Ausstattung im Klassizismus erhielt.
Anders als in den größeren Städten waren die Kirchen des Steigerwaldvorlandes während des Zweiten Weltkrieges selten von Zerstörungen bedroht. Bestandsverluste erlebten nur die Dörfer in der Hellmitzheimer Bucht, die im Anfluggebiet Alliierter Flugzeuge lagen. Nach dem Zweiten Weltkrieg endete durch den Zuzug vieler Heimatvertriebener die konfessionelle Homogenität vieler Orte. In den Siedlungen entstanden moderne Kirchenbauten. 1964 benedizierte man die Hedwigskirche in Kleinlangheim. Kunsthistorisch weniger bedeutsam ist die katholische Kirche in Rüdenhausen aus den 1950er Jahren.

#### Burgen und Schlösser

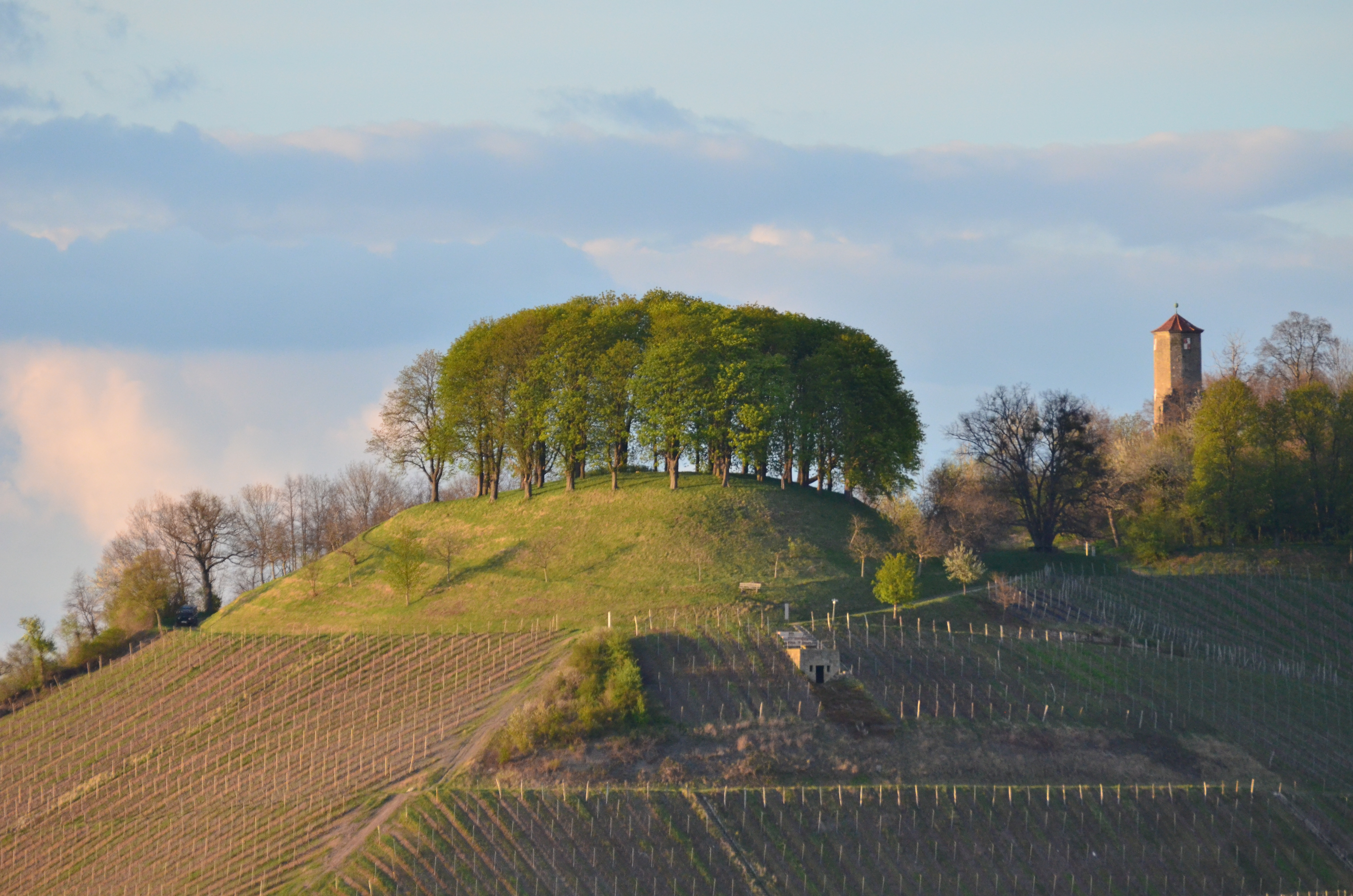
Turmhügel Altcastell und Oberes Schloss am Herrenberg in Castell

Der kleinteiligen Herrschaftsstruktur in Mittelalter und Früher Neuzeit ist es geschuldet, dass im Steigerwaldvorland eine Vielzahl an Burgen und Schlösser aller Größen und Epochen existieren. Drei verschiedene Typen sind hierbei auszumachen. Zunächst entstanden, bereits seit dem Frühmittelalter, Burgen und Ansitze auf den Erhebungen der Umgebung. Sie waren Sitz des Hochadels. Im Laufe des Spätmittelalters verlegten die Herren ihre Stammsitze in die verkehrlich bedeutenderen und klimatisch angenehmeren Tallagen. Nun entstanden repräsentativere Schlösser, wobei zwischen einfachen Landschlössern und echten Herrschaftssitzen von frühneuzeitlichen Reichsständen unterschieden werden muss. Trotz der bestehenden Vielfalt sind viele Burgen heute nur noch untertägig als sogenannte Burgställe erhalten.
Während sich die Burgen vor allem auf den angrenzenden Steigerwald beschränken, ist das Steigerwaldvorland eine Region mit vielen Landschlössern. Ausnahme bildet der ehemalige Residenzort Castell. Unmittelbar an der Grenze zum Steigerwald gelegen, entstand hier bereits in fränkischer Zeit eine Festung auf dem Bergsporn des Herrenberges. Später entwickelte sich eine zweite Burg in unmittelbarer Nähe, das sogenannte Obere Schloss, von dem sich heute noch der Bergfried erhalten hat. Die Grafen zu Castell verlegten im 17. Jahrhundert ihre Residenz in den Ortskern. Die Dreiflügelanlage im Stile des Frühbarock erfüllte die repräsentativen Ansprüche besser.

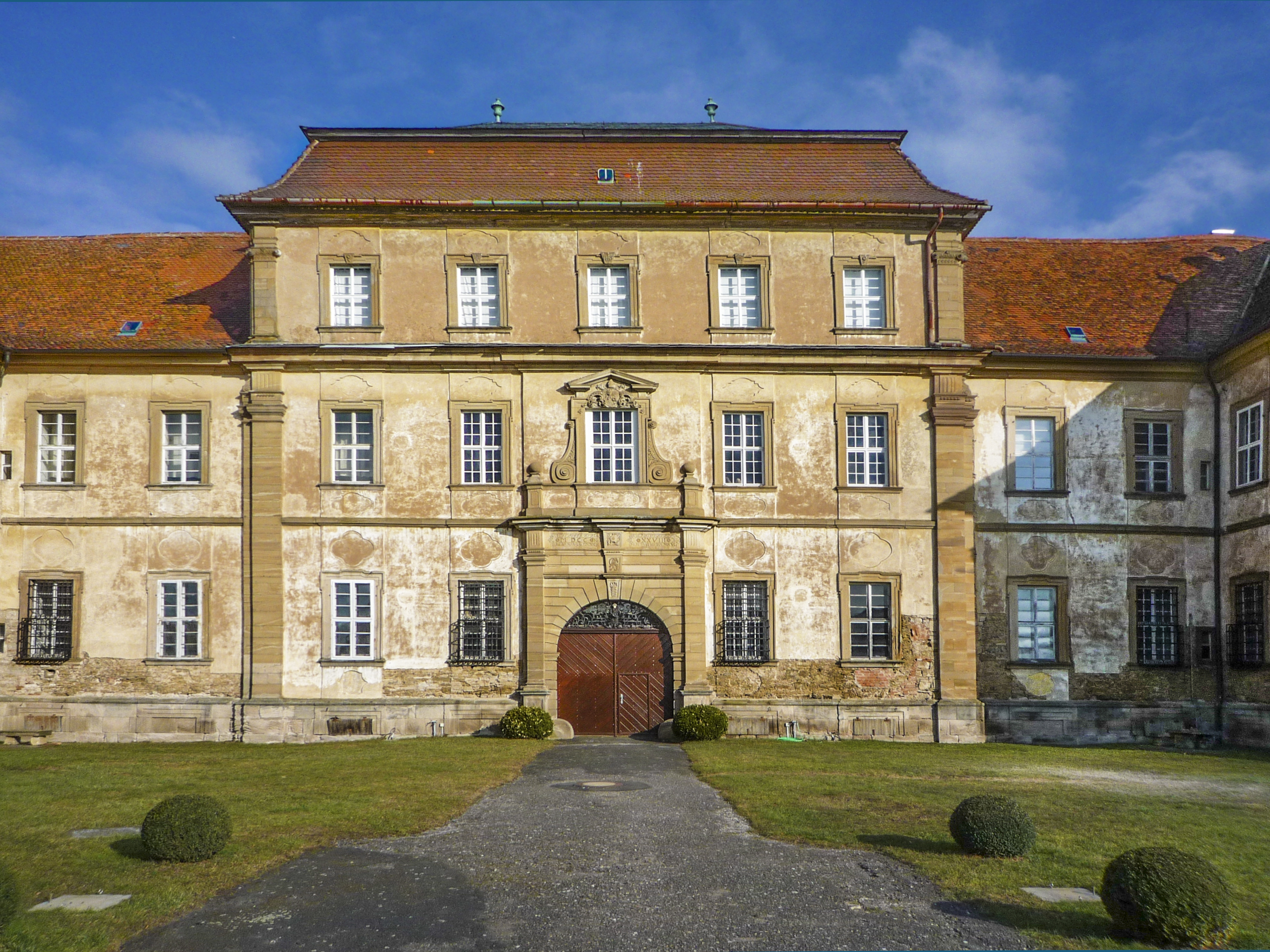
Mittelrisalit von Schloss Sulzheim

Eine ähnliche Barockresidenz baute das Geschlecht auch im zweiten Hauptort Rüdenhausen. Sowohl Castell, als auch Rüdenhausen wurden mit einem ausgedehnten Park umgeben. Beide Schlösser werden noch heute von der Familie bewohnt. Regierende Geschlechter verfuhren im gesamten Steigerwaldvorland ähnlich. In Markt Einersheim ließen die Herren von Limpurg-Speckfeld ein repräsentatives Schloss ins Zentrum ihres Hauptortes setzen, wobei sie die Burg Speckfeld oberhalb des Ortes im 17. Jahrhundert verließen.
Noch bedeutsamer waren die Besitzerwerbungen der Grafen von Schönborn, die ebenfalls im 17. Jahrhundert damit begannen eine eigene Herrschaft im Steigerwaldvorland aufzubauen. Wiesentheid wurde zum Stammsitz ausgebaut. Von 1711 bis 1720 wurde das Schloss unter der Leitung des Paters Nikolaus Loyson neu gebaut. Entstanden war ein barockes Geviert von 60 auf 80 Metern. Die charakteristischen Ecktürme waren vom älteren Schloss Gaibach inspiriert, das schon 1651 errichtet wurde. Das Machtbewusstsein der Grafen drückte sich auch durch die mächtigen Wappen aus, die oberhalb der Einfahrten an den Schlössern angebracht wurden.
Die kleineren Landschlösser unterscheiden sich in Form und Größe teilweise erheblich voneinander. So ähneln die Anlagen in Sulzheim und Oberschwappach eher Residenzen, obwohl sie im 18. Jahrhundert als Amtsschlösser des Zisterzienserklosters Ebrach fertiggestellt wurden. Weit weniger repräsentativ präsentiert sich das Schloss Bimbach. Es wurde im 18. Jahrhundert als Zweiflügelanlage errichtet. Im flachen Steigerwaldvorland kann der Bau eines Wasserschlosses als typisch gelten. Eine Wasserburg war dagegen die Burgruine in Großlangheim, die im Bauernkrieg 1525 zerstört wurde.

#### Kirchenburgen, Stadt- und Ortsbefestigungen

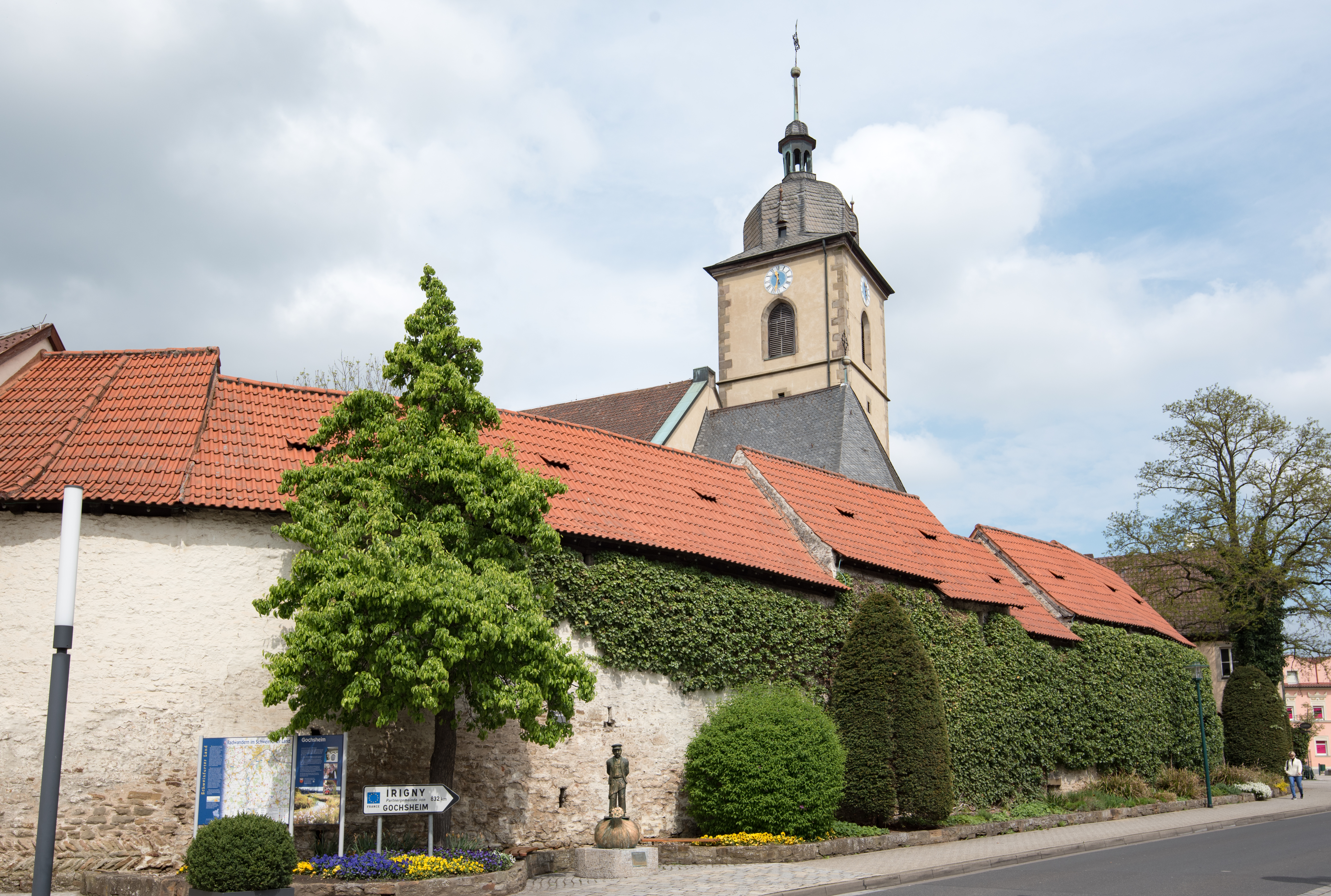
Kirchenburg Gochsheim mit Gadenmauer

Während die meisten Orte im Maintal es sich leisten konnten, die gesamte besiedelte Fläche mit einer Ummauerung zu umgeben, konzentrierte man im ärmeren Steigerwaldvorland die Befestigungen an vielen Orten auf den Kirchhof. Hier wurden in Friedenszeiten Vorräte eingelagert, teilweise dienten die Gaden im Inneren als Schüttböden. Bereits im 13. und 14. Jahrhundert entstanden im Steigerwaldvorland erste Anlagen, ihre Blütezeit erlebten die Kirchenburgen aber während des Ersten Markgrafenkrieges. Zeitweise besaß jedes größere Dorf in der Region solche befestigten Kirchhöfe.
Drei Typen von Kirchenburgen sind auszumachen. Die einfachsten weisen lediglich eine Mauer um den Friedhof auf. Später errichtete man an den Mauerinnenseiten eingeschossige Vorratshäuser mit tiefen Kellern, die sogenannten Kirchgaden. So entstanden die Gadenkirchenburgen. Selten wurden dagegen Kirchenburgen mit Ecktürmen und Wehrgängen errichtet. Nur noch wenige Anlagen haben sich heute vollständig erhalten. Sie verloren im Dreißigjährigen Krieg ihre militärische Schutzfunktion und wurden in den folgenden Jahrhunderten nach und nach abgerissen. Ein Verbreitungsschwerpunkt liegt heute in der Hellmitzheimer Bucht südlich von Iphofen. Sehenswert sind auch die Anlagen von Kleinlangheim und Zeilitzheim.

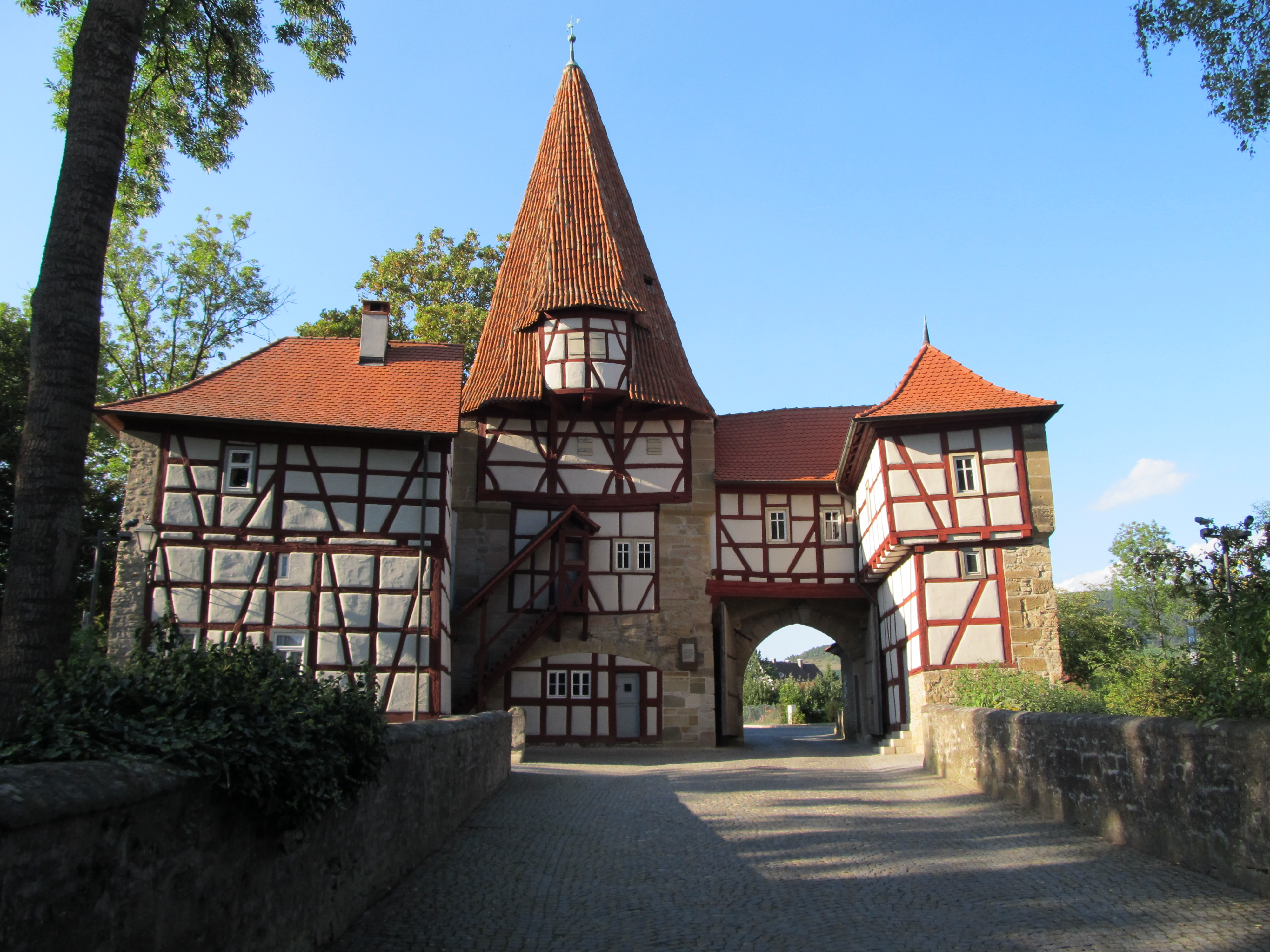
Vorwerk des Rödelseer Tores in Iphofen

Im Steigerwaldvorland umgaben sich die wenigen Städte alle mit eigenen Stadtbefestigungen. Es ist allerdings dem niedrigen Urbanisierungsgrad geschuldet, dass nur vier solcher Ummauerungen bestehen. Dabei unterscheiden sich nur die Anlagen von Gerolzhofen und Iphofen in bemerkenswerter Weise von den Ummauerungen der kleineren Orte ohne Stadtrecht. Gerolzhofen besitzt sogar zwei Befestigungen. Die Innere Stadtbefestigung aus dem 14. Jahrhundert bestand aus zwei Toren, Türmen, Mauern und einem Graben, die äußere besaß vier Toranlagen. Erhalten haben sich noch einige Mauerabschnitte und mehrere Türme.
In Iphofen ist die Befestigung dagegen noch weitgehend unverändert vorhanden. Als Folge der Grenzlage wurde die Doppelmauer mit Gräben und Toren von den Würzburger Bischöfen immer wieder gefördert. Eindrucksvoll ist beispielsweise das Ensemble am Rödelseer Tor, das als Vorwerk vom höheren Mittagsturm überragt wird. Als Wachturm diente einst der Eulenturm in der äußersten Südostecke der Befestigung. Die Torbauten der Gräbenvorstadt sind weit weniger repräsentativ.
Historische Befestigungen kleinerer Orte sind vermehrt im südlichen Steigerwaldvorland zu finden, wobei auch Prichsenstadt und Mainbernheim nahezu vollständige Ummauerungen mit Türmen, Toren, Ringmauer und Gräben besitzen. In Abtswind geht die Befestigung auf das beginnende 17. Jahrhundert zurück. Ähnlich wie in Markt Einersheim wurden die Torbauten nicht vollständig aus Stein erbaut, sondern besitzen ein Fachwerkobergeschoss. Historisch nachweisbar sind solche Tore auch in vielen anderen Orten, wobei sie, wie in Obervolkach, oftmals im 19. Jahrhundert dem wachsenden Verkehr geopfert wurden.

#### Weitere Profanbauten
Neben der Kirche bildete jahrhundertelang das Rathaus das Zentrum der Siedlung. Hier residierte der von der Obrigkeit eingesetzte Schultheiß. Dabei gelang es den kleineren Orten im Steigerwaldvorland seltener, als in den benachbarten Maintalorten, repräsentative Rathäuser zu errichten. Dies ist auch der Grund warum sich hier weniger solcher Baulichkeiten erhalten haben. Als bedeutender Bau der Spätgotik kann das Fachwerkrathaus von Grettstadt gelten. In Iphofen steht ein Barockrathaus vom Architekten Joseph Greissing. Die kleinteilige Ortsstruktur unterstreicht das Rathaus in Feuerbach, das 1751 erbaut wurde. Erst im 20. Jahrhundert beendete die Gemeindegebietsreform den Rathausbau in der Fläche. Noch 1811 erhielt Greuth sein Verwaltungsgebäude.
Heutige Gemeindeverwaltungen sind teilweise auch in anderen Baulichkeiten untergebracht. So sitzt die Verwaltungsgemeinschaft Gerolzhofen im Alten Oberamtshaus aus der Renaissance, der Gemeinderat von Theres tagt im alten Gerichtsgebäude des Klosters. In der Vormoderne errichteten die Herrschaften weitere Vorzeigebauten, die als Abgabeorte für den bäuerlichen Zehnt oder als Handelshäuser für die Klöster genutzt wurden. In Iphofen haben sich eine Vielzahl dieser Baulichkeiten erhalten. So erbaute man nach 1726 den fürstbischöflichen Zehntkeller an der Bahnhofstraße im Gräbenviertel.
Daneben haben sich in den Orten des Steigerwaldvorlandes noch viele weitere Profanbauten vergangener Zeiten erhalten. Dabei ist auffällig, dass sich wesentlich mehr historische Bausubstanz in den kleinen Städten erhalten hat, als in den Dörfern der Umgebung. Hierunter fallen Gasthäuser, wie der Gasthof zur Traube in Oberschwarzach ebenso, wie Privathäuser und Höfe. Besonders hoch ist die Dichte in Prichsenstadt, das sowohl ländliche als auch städtische Bauformen vereint. Der Renaissancebau mit dem Stufengiebel in der Luitpoldstraße 12 verweist auf die urbane Struktur der Stadt. Der Hof in der Luitpoldstraße 20 besitzt dagegen mehr rurale Elemente.
In der Fläche entstanden ebenfalls Bauwerke. Außerhalb der dörflichen Sicherheit errichtete man Mühlen an den kleinen Bächen des Steigerwaldvorlandes, von denen viele noch ihre historischen Erscheinungsbilder bewahren konnten. Insbesondere entlang des Breitbachs stehen noch mehrere solcher Mühlen, wie die Domherrnmühle oder die Weidenmühle. Außerdem entstanden Gutshöfe als Lager- und Verwaltungsorte wie der von Balthasar Neumann erbaute Hof in Öttershausen bei Gaibach oder der Herleshof nur wenige Kilometer weiter nördlich. Diese Bauten sind heute häufig umgenutzt und teilweise dem Verfall preisgegeben.

#### Bildstöcke und Kleindenkmäler

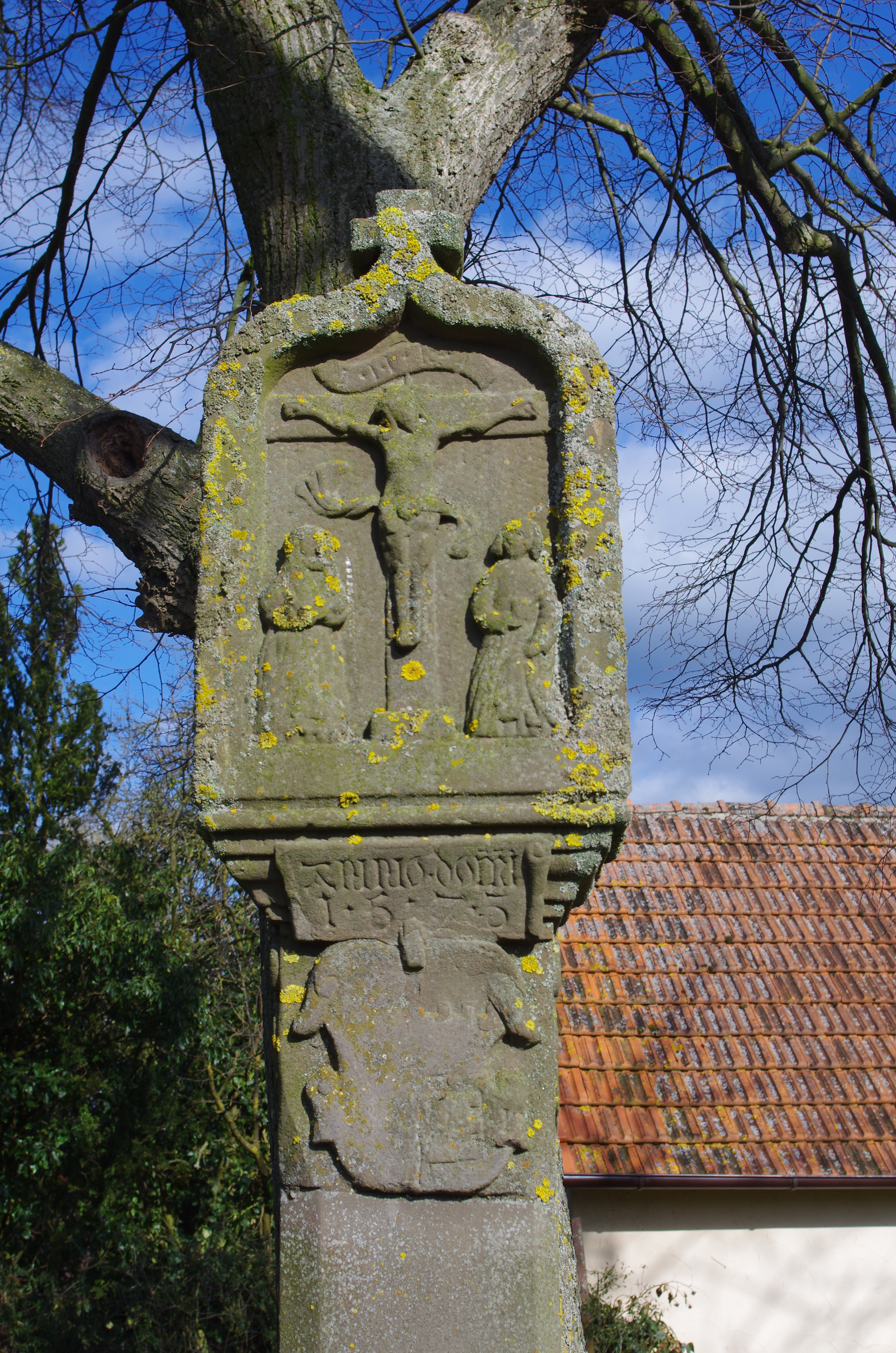
Typischer Monolith-Bildstock in Kolitzheim-Oberspiesheim

Seit dem Ende des Mittelalters entstanden überall in Franken die sogenannten Bildstöcke, Steinsäulen mit christlichen Motiven, sodass heute von der Bildstocklandschaft Franken gesprochen wird. Ähnlich wie in der Eifel und in Österreich, die beide ebenfalls zu den Zentren dieses Denkmaltypus zählen, gehen die meisten Bildstöcke (oder Martern) zwar auf die Initiative von Privatpersonen zurück. Die Dorfherren begrüßten die Errichtung allerdings und förderten sie. Dabei unterscheiden sich katholische Orte stark von den evangelischen Pendants, weil in Luthers Lehre die Bildverehrung keine Rolle spielt. In lutherischen Gegenden entstanden dagegen prächtige Friedhofsportale und sogenannte Freikanzeln als konfessionelle Kleindenkmäler.
Die Würzburger Fürstbischöfe mit ihren Amtsstädten Gerolzhofen und Iphofen in der Region waren die größten Förderer der Bildstöcke. So entstanden die ältesten Stöcke, wie der Anna-Selbdritt-Bildstock vor der Iphöfer Altstadt im Umfeld der Städte. Das Steigerwaldvorland war eines der Gebiete, in denen sogenannte Monolithbildstöcke Aufstellung fanden. Sie zeigten vor allem die Kreuzigung Christi und konnten aufgrund ihrer kompakten Form relativ schnell hergestellt werden. Die Martern an den Wegen grenzten die katholischen Gebiete beim Durchwandern von den protestantischen offenkundig ab. Die heutige Gemeinde Kolitzheim wurde zu einem Zentrum für die Monolithe.
In den folgenden Jahrhunderten differenzierten sich die Darstellungsformen weiter aus. Die Motive variierten nun stärker, wobei insbesondere die Versperszene, die Pietà und die Darstellung einzelner Heiliger immer mehr die Bildtafeln dominierten. Währenddessen verlor die blockhafte Form des Bildstocks an Bedeutung, Säule und Aufsatz wurden zierlicher. Im Barock kamen daneben Altarbildstöcke und Freifiguren auf, unter denen die Darstellung des sogenannten Kreuzschleppers von besonderer Bedeutung für das Steigerwaldvorland ist. Besonders viele Exemplare der unterschiedlichen Epochen bestehen in und um Großlangheim.
Lutherische Friedhöfe mit Freikanzeln entstanden bereits im 16. Jahrhundert, unmittelbar nach der Etablierung der neuen Lehre. Luther propagierte nicht länger die Einheit von Lebenden und Toten, sodass die Friedhöfe an die Ortsränder verlegt werden konnten. Die neuen Friedhöfe erhielten prächtige Renaissance-Portale, wie sie sich heute noch in Eichfeld, Zeilitzheim und Prichsenstadt erhalten haben. Im Inneren errichtete man in vielen Fällen eine Freikanzel, weil Leichenpredigten innerhalb des evangelischen Ritus eine große Rolle spielten.

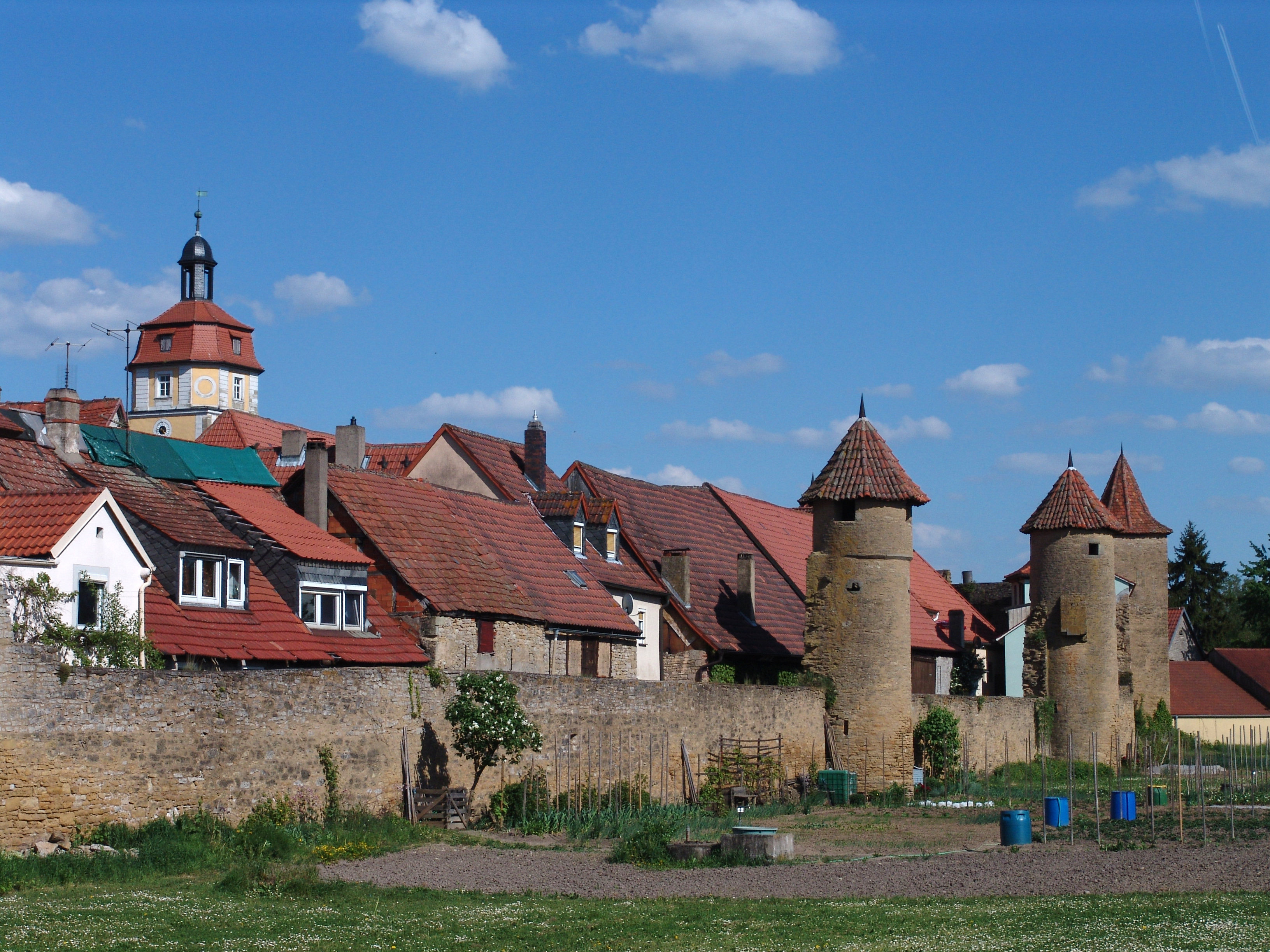
Mauerpartie im Süden der Mainbernheimer Altstadt
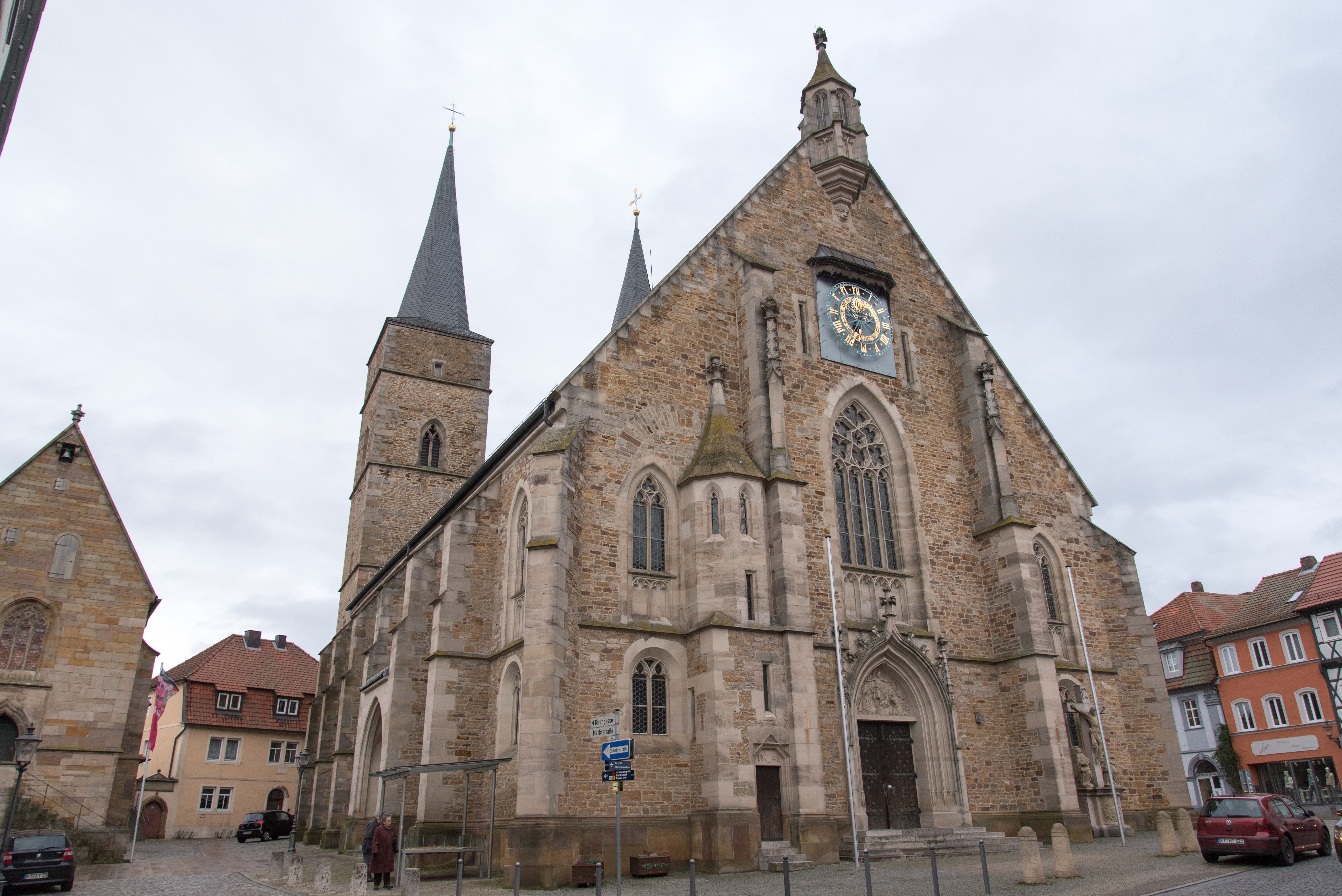
Westfassade der Gerolzhöfer Stadtpfarrkirche
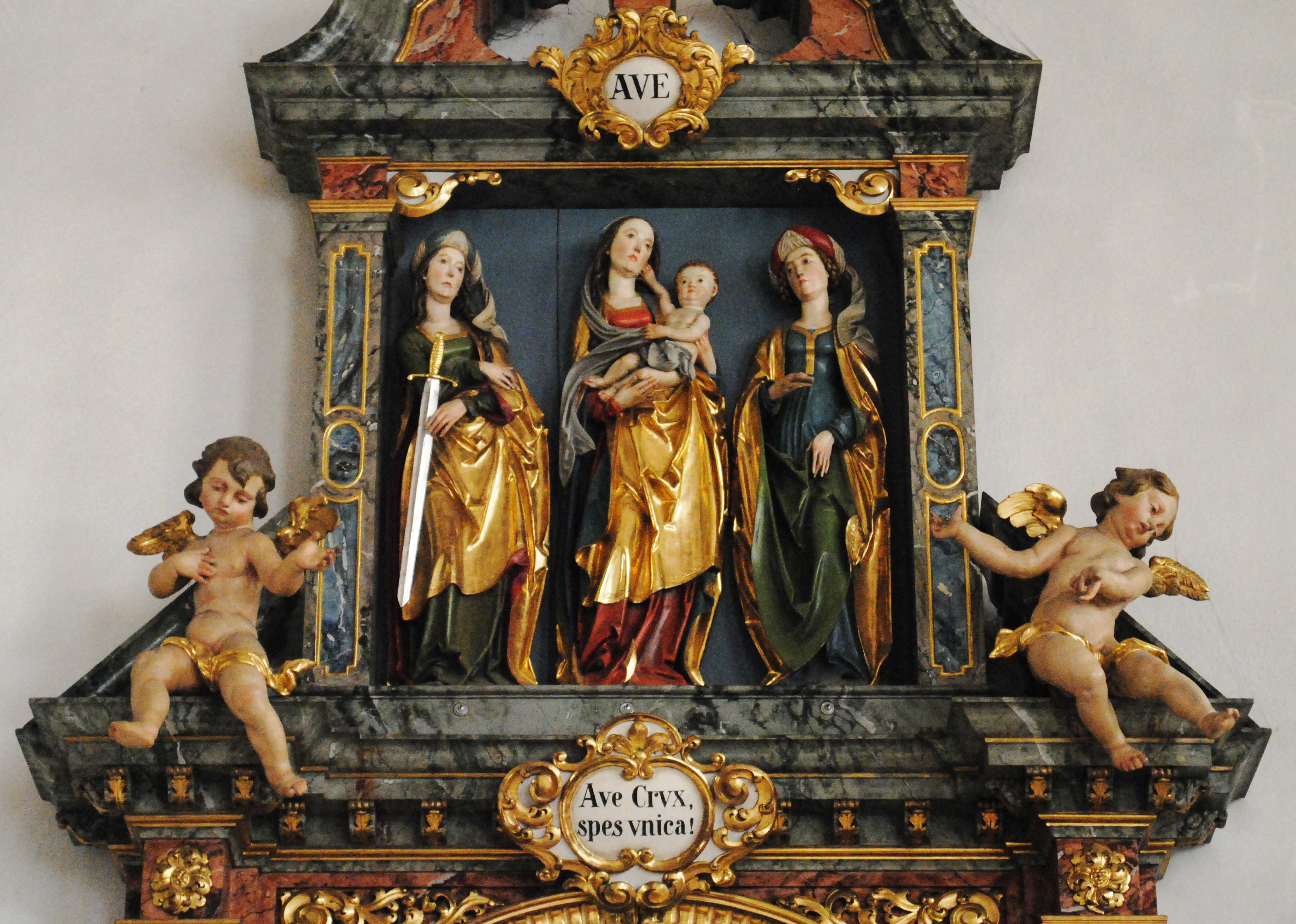
Heiligenfiguren der Riemenschneiderzeit in St. Jakobus-Großlangheim
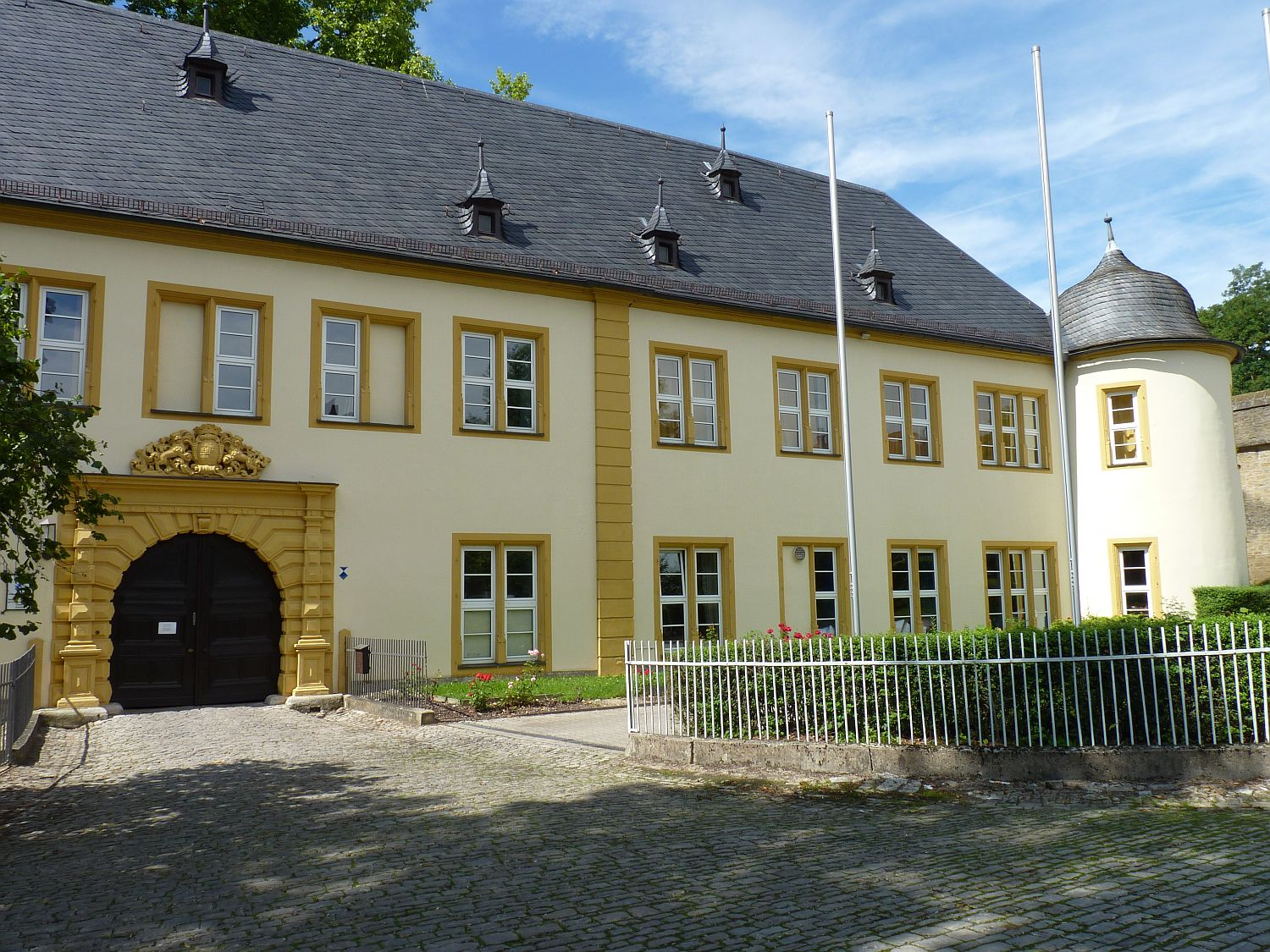
Front und Rundturm von Schloss Gaibach
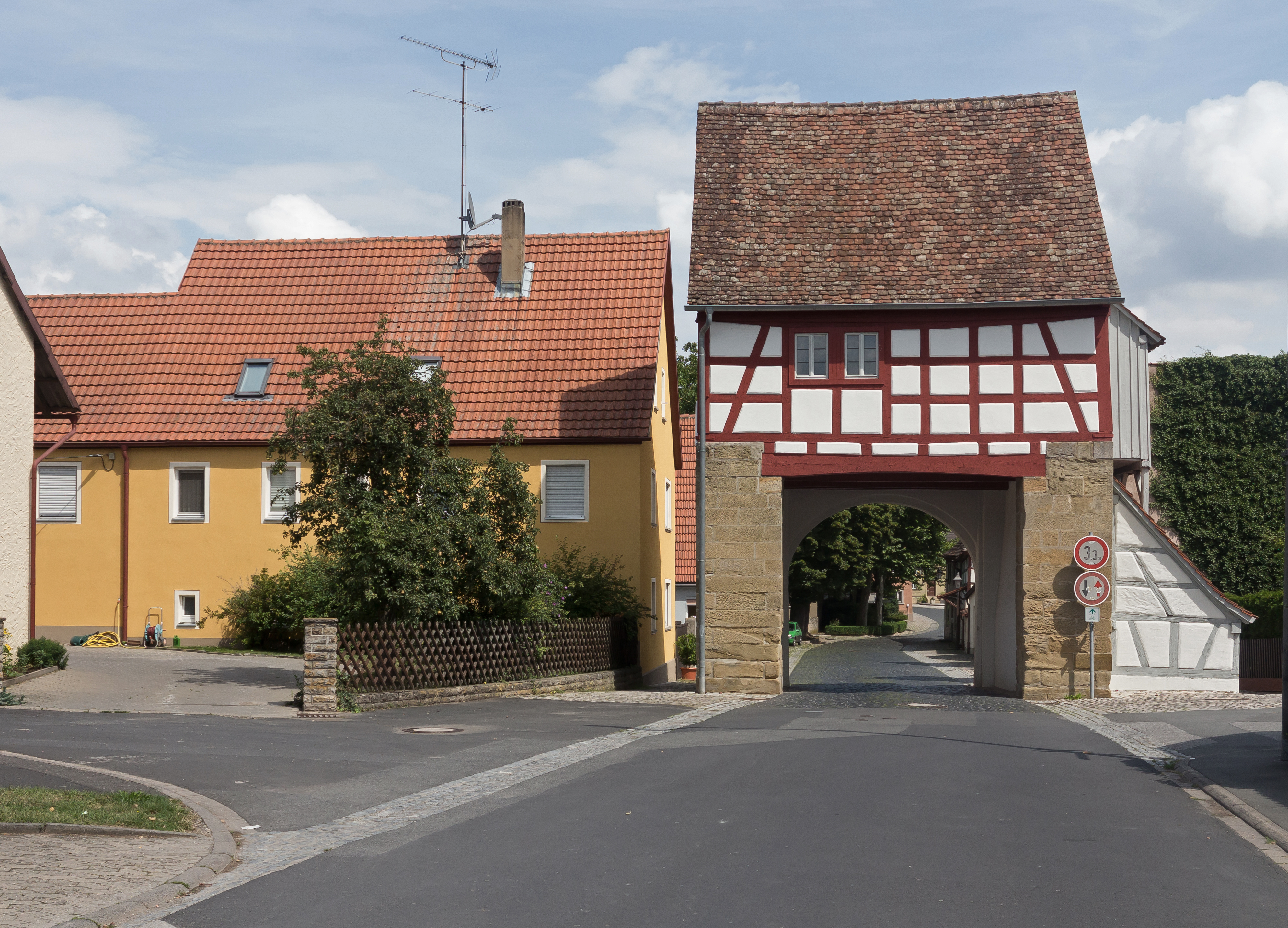
Würzburger Tor in Markt Einersheim
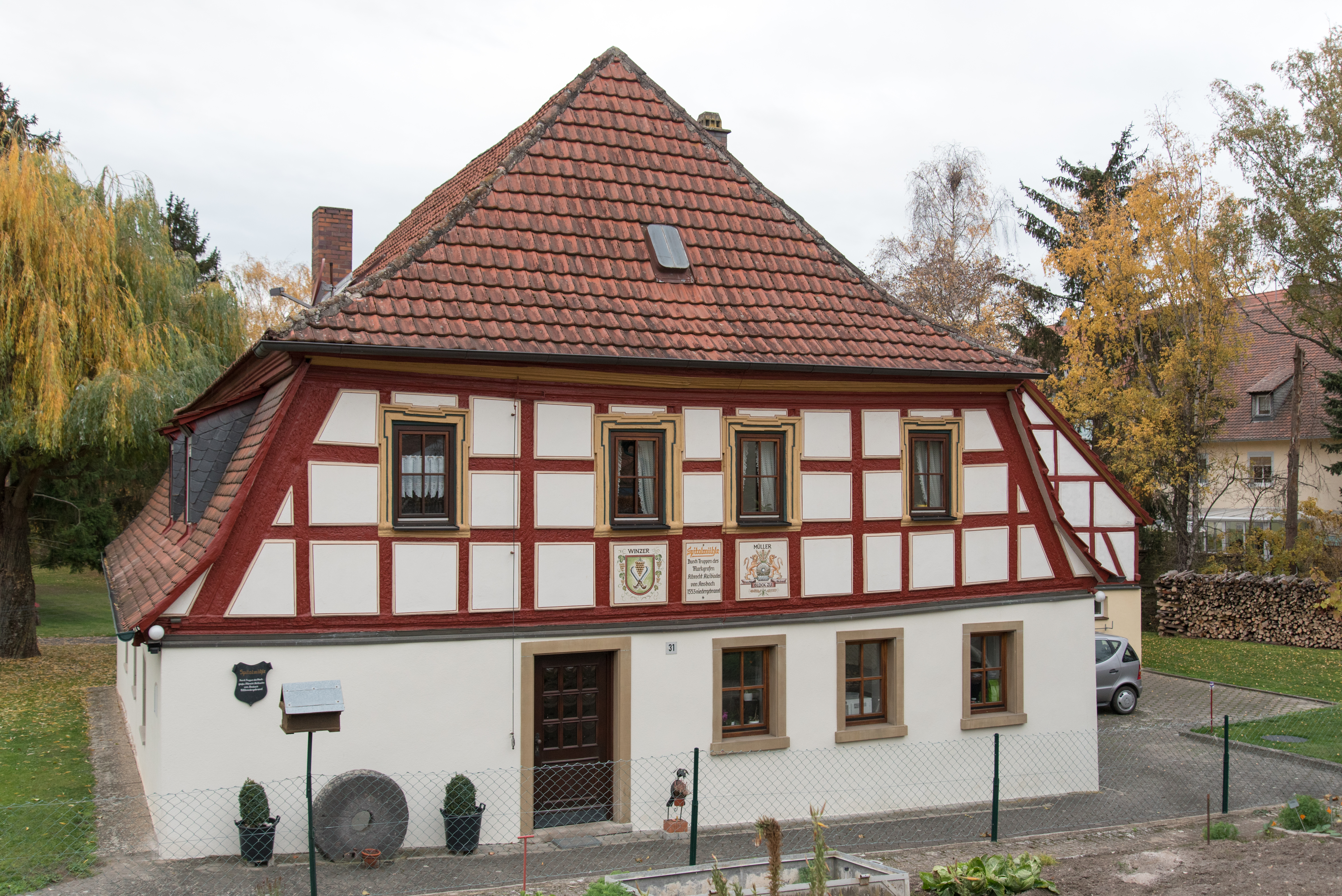
Ehemalige Spitalmühle in Iphofen
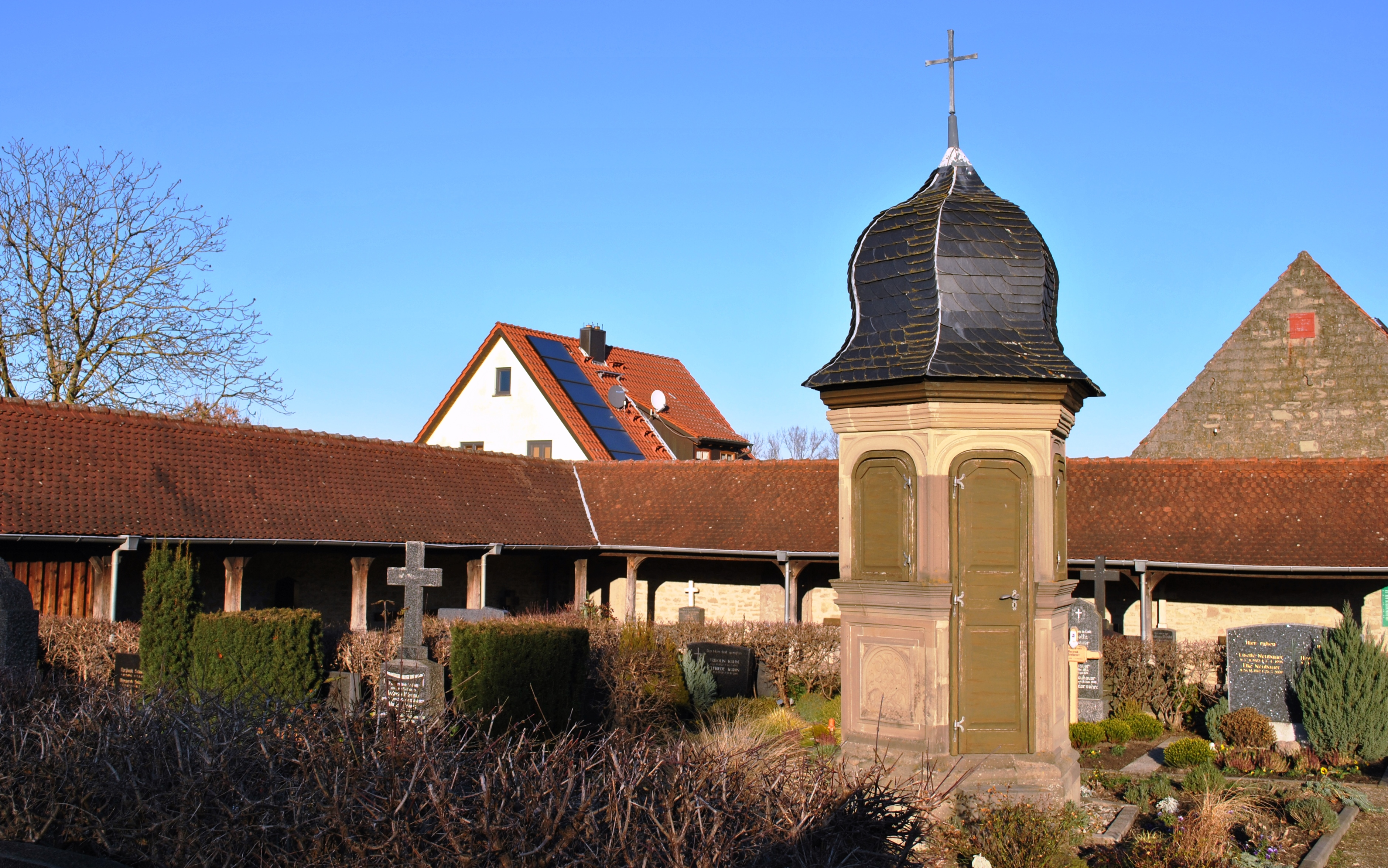
Friedhof mit Freikanzel in Wiesenbronn

### Landjudentum

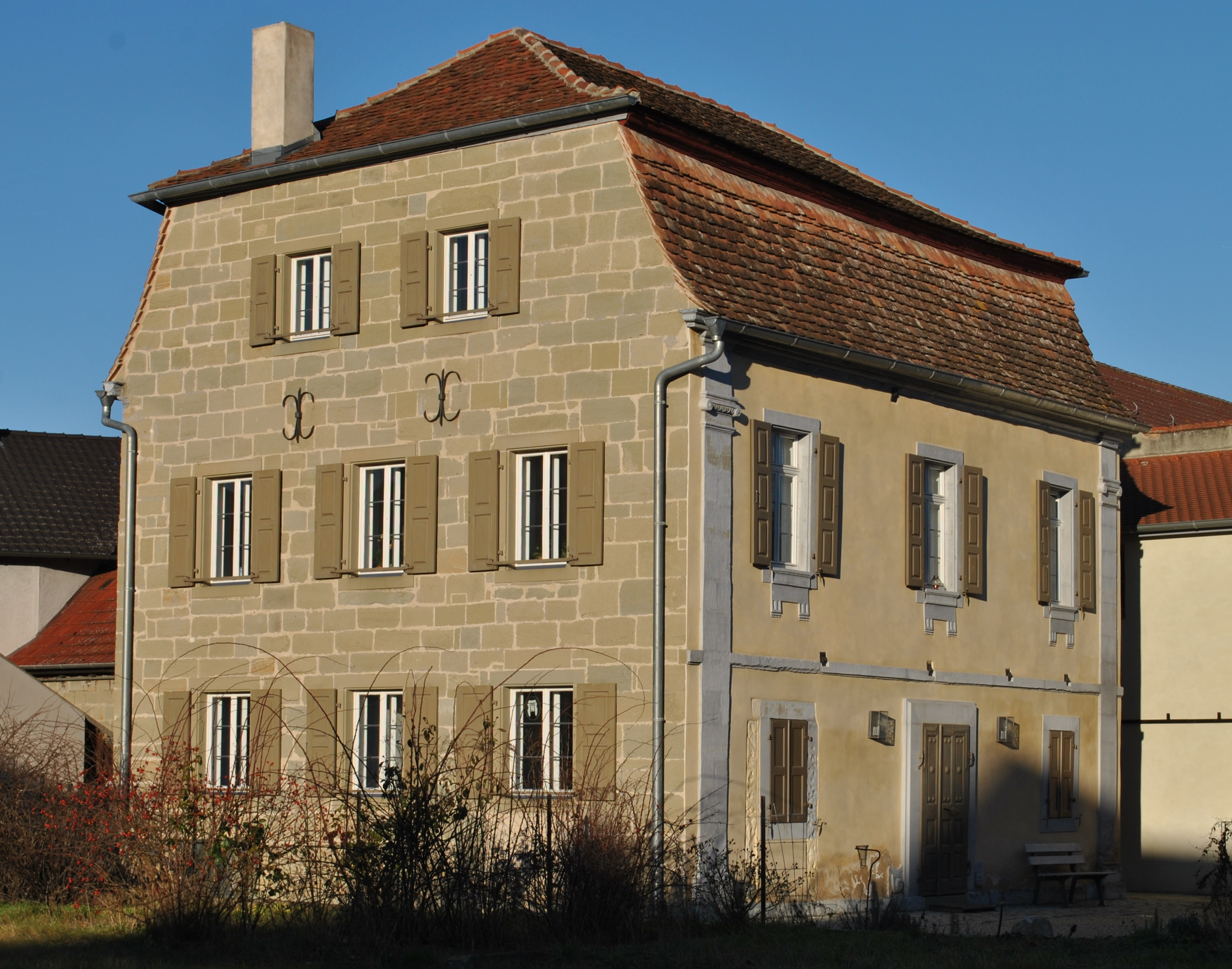
Ehemalige Synagoge in Wiesenbronn

Die jüdische Siedlung auf dem Land prägt Unterfranken seit dem 15. Jahrhundert. Dabei bedingte die Siedlungsstruktur des Steigerwaldvorlandes, dass hier besonders viele und besonders kleine jüdische Gemeinden entstanden. Im Jahr 1817 sind über zwanzig israelitische Kultusgemeinden nachweisbar, wobei in Altenschönbach, Gochsheim, Westheim und Wonfurt die mitgliederstärksten bestanden. Die jüdische Kultur prägte viele Jahrhunderte lang die Region und ist heute noch durch ihre steinernen Zeugnisse sichtbar.
Dabei war das Zusammenleben zwischen den Religionen niemals spannungsfrei. Die christliche Mehrheit erkor die jüdische Minderheit oft zu Sündenböcken für Naturkatastrophen oder Unglücke und ging auch gewaltsam gegen sie vor. Bereits 1298 kam es in Iphofen zum sogenannten Rintfleisch-Pogrom während dem 25 Menschen umgebracht wurden. Immer wieder siedelten sich die Menschen aber dennoch in den Siedlungen an. Erst zu Beginn des 19. Jahrhunderts erhielten die Juden erste bürgerliche Rechte, volle Gleichbehandlung vor dem Gesetz erlebten sie erst in der Weimarer Republik.

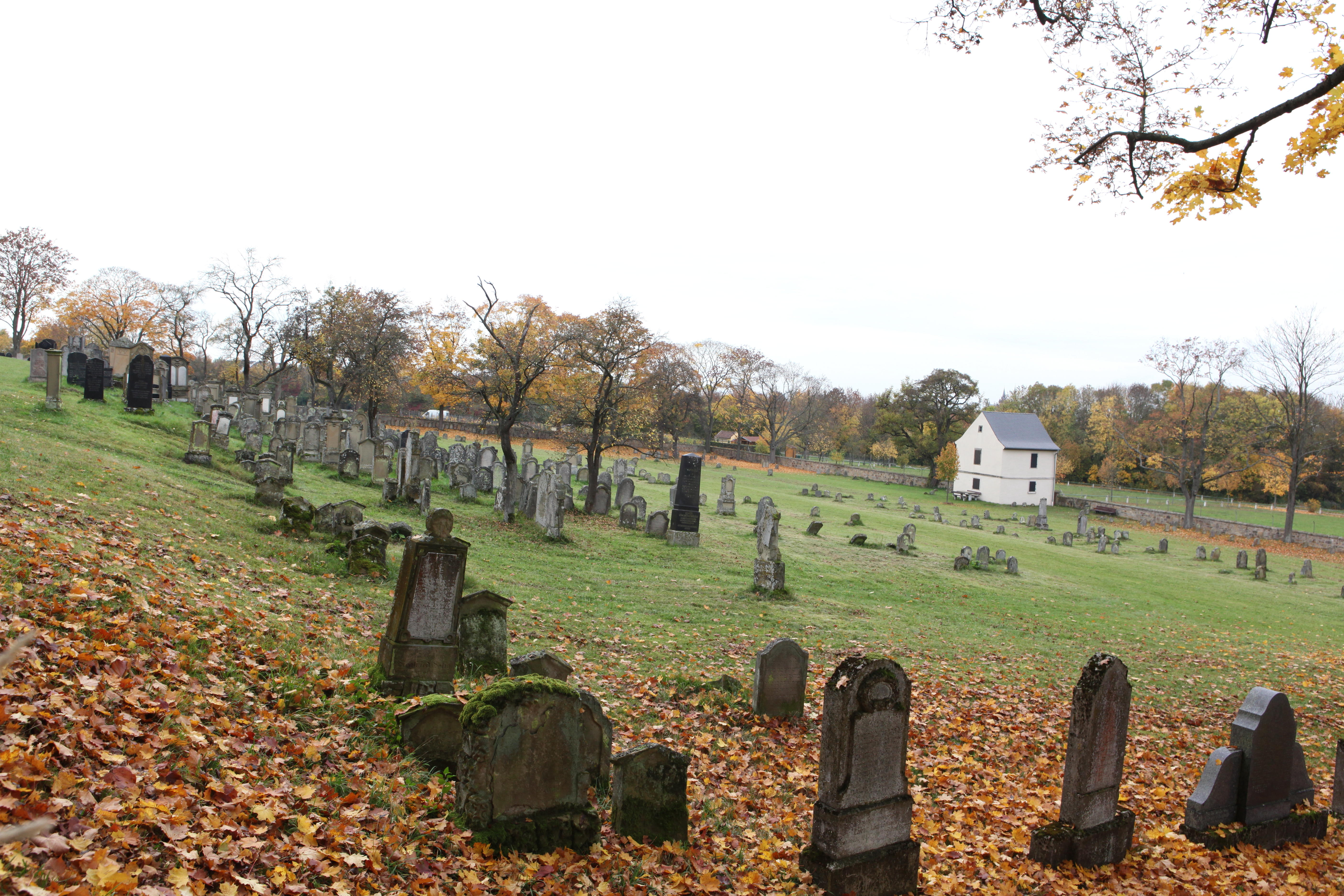
Jüdischer Friedhof Gerolzhofen mit Taharahaus

Im Jahr 1932 bestanden im Steigerwaldvorland noch 13 jüdische Gemeinden. Zwei Zentren hatten sich herausgebildet: Um Gerolzhofen und um Wiesenbronn. Die Menschen hatten die ländlichen Gebiete verlassen, um in die größeren Gemeinden in den Städten außerhalb der Region zu ziehen. So lebten auf dem Gebiet des heutigen Landkreises Schweinfurt 1932 bereits 38 % der jüdischen Einwohner in Schweinfurt selbst. Mit der „Machtergreifung“ der Nationalsozialisten wurden zunächst viele Emanzipationsschritte rückgängig gemacht. Ab 1941 begann man mit der systematischen Vernichtung der Juden im Holocaust. Wenige Menschen überlebten diese Verbrechen. Heute besteht kein offizielles jüdisches Leben mehr im Steigerwaldvorland.
Überreste der jahrhundertealten jüdischen Kultur sind allerdings noch an vielen Orten anzutreffen. Die Erinnerungskultur an die Ermordeten, ehemaligen Mitbürger wird heute durch das Verlegen von Stolpersteinen aufrechterhalten. Verlegungen werden heute in Frankenwinheim, Gerolzhofen, Kleinlangheim, Prichsenstadt und Rödelsee vorgenommen. Zu Erinnerungsorten entwickelten sich die drei jüdische Friedhöfe in der Nähe von Gerolzhofen, Hüttenheim und Rödelsee. Die drei Bestattungsplätze waren auch Anlaufpunkte für die Angehörigen von Verstorbenen aus anderen Gemeinden in ihrem Umland (Verbandsfriedhof).
In den Orten selbst bestehen heute noch vielerorts die ehemaligen Synagogen. Allerdings hat sich der Bestand, der durch die Reichspogromnacht 1938 einen ersten Niedergang erlebte, noch in der Nachkriegszeit weiter reduziert. So wurde für das Gotteshaus in Altenschönbach keine Nachnutzung gefunden. Der Bau ist dem Verfall preisgegeben. Ganz besonders sehenswert ist der ehemalige Sakralbau in Wiesenbronn, der von Privatleuten bewohnt wird und im Erdgeschoss ein kleines Museum über die jüdische Vergangenheit besitzt.

### Wüstungen
„Nahezu in der Nähe eines jeden Dorfes im Gebiet zwischen Main und Steigerwald sind die Spuren untergegangener mittelalterlicher Siedlungen noch zu finden.“ Diese Wüstungen entstanden zu allen Zeiten, allerdings kann eine spätmittelalterliche Wüstungsperiode mit besonders vielen aufgegebenen Orten konstatiert werden. Zwischen 1300 und 1500 kulminierten Kriegseinwirkungen, Klimaverschlechterung, Missernten und Hungersnöte in der Region. Zwar erlebten die Menschen auch im Dreißigjährigen Krieg viel Leid, aber der Siedlungsbestand blieb im 17. Jahrhundert weitgehend unverändert. Im nördlichen Steigerwaldvorland zwischen Knetzgau und Volkach können allein über 60 Ortswüstungen ausgemacht werden, die teilweise als Bodendenkmäler vermerkt werden.
Die Wüstungen können anhand markanter Merkmale im Gelände ausgemacht werden, wobei Quellen und Wasserläufe die Grundlage für die Ansiedlung bildeten. Oftmals haben sich an der Stelle der ehemaligen Dörfer noch Mühlen oder Kapellen erhalten. Viele untergegangene Dörfer sind durch Lesefunde oder Grabungen nachweisbar. Die höchste Wüstungsdichte ist zwischen Knetzgau und Wonfurt lokalisierbar. Darunter ist auch das ehemalige Zentrum des Knetz-Gaues, der Siedlungskomplex Milz. Das Dorf wurde um 1430 in den Hussitenkriegen zerstört, wobei Nachfolgebauten wie Höfe noch längere Zeit existierten.
Historisch ähnlich bedeutsam war das Dorf Kirchheim zwischen Iphofen und Markt Einersheim. Hier stand eine der Urkirchen des Bistums Würzburg, die schon 742 an die junge Diözese gelangte. Kirchheim, das als eine der größeren Siedlungen im Steigerwaldvorland gelten kann, wurde bereits vor 1293 verlassen. Im Jahr 1289 wurde dagegen Kleinschönbach erstmals urkundlich erwähnt. Der kleine Ort wurde 1466 niedergebrannt und die Bevölkerung floh ins befestigte Prichsenstadt. Die ehemaligen Bewohner lebten hier, bildeten aber eine unabhängige Gemeinde mit eigenem Schultheißen und anderer Zentzugehörigkeit.

### Museen und Sammlungen
Die Museumsdichte im Steigerwaldvorland ist weit niedriger als in angrenzenden Naturräumen, insbesondere dem Mittleren Maintal. Dies kann auch auf die geringere Urbanisierungsquote in der Region zurückgeführt werden. Es existiert kein staatliches Museum hier, die Struktur wird vor allem von Privatmuseen gebildet. Daneben sind Einrichtungen in kommunaler Trägerschaft zu finden. Mit der Ballotage in Wiesenbronn und dem Ceratiten in Prichsenstadt sind seit 2018 zwei der 100 Heimatschätze Bayerns in Ausstellungen der Region zu sehen.

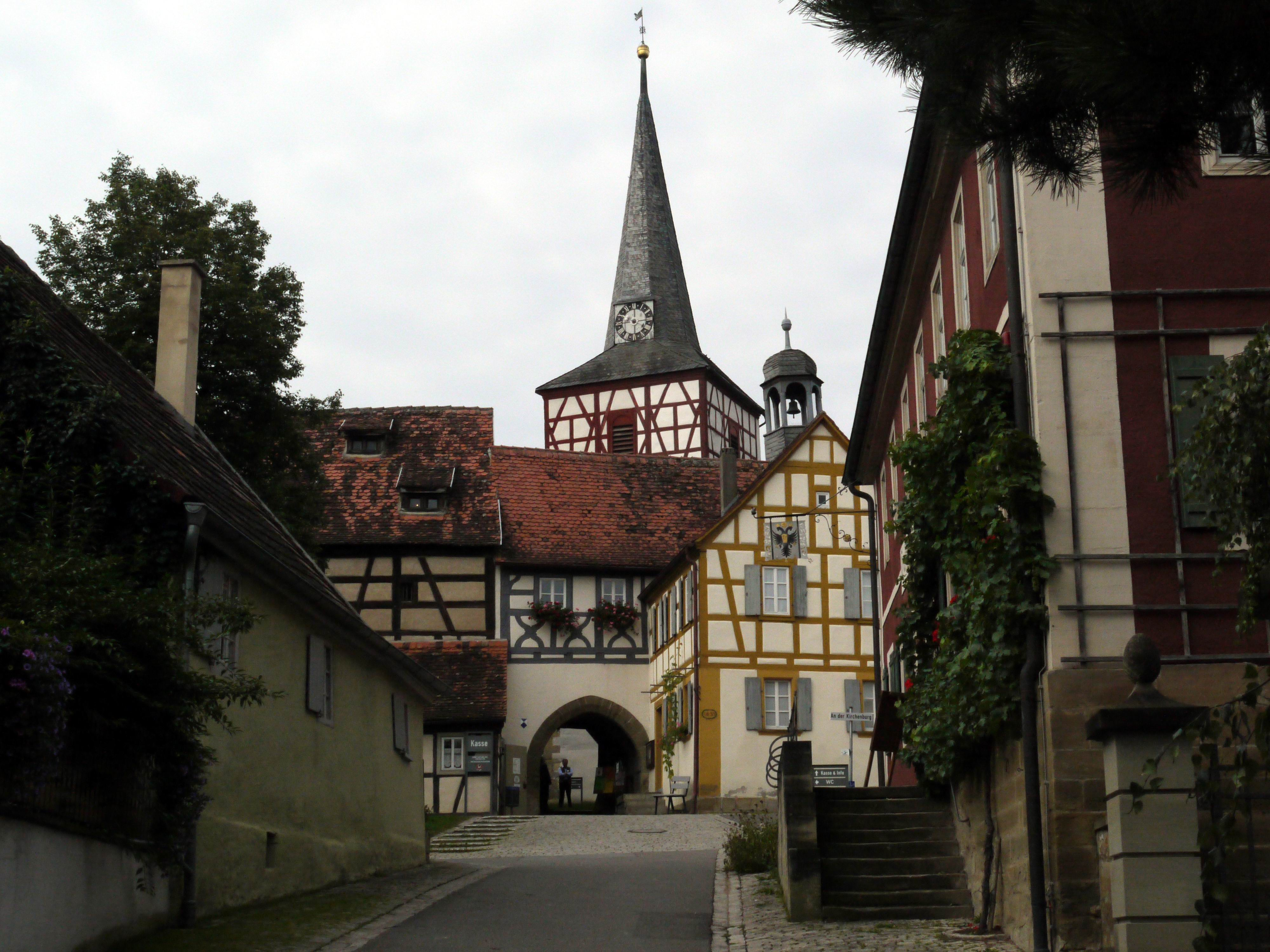
Kirchenburgmuseum Mönchsondheim

| - Abtswind, Kräuter-Tee-Gewürz-Museum Kaulfuss - Castell, Museumsscheune - Gerolzhofen, Museum Johanniskapelle - Gerolzhofen, Stadtmuseum - Gochsheim, Reichsdorfmuseum - Iphofen, Geschichtsscheune - Iphofen, Knauf-Museum Iphofen - Iphofen-Hellmitzheim, Flatterhaus Hellmitzheim - Iphofen-Mönchsondheim, Kirchenburgmuseum Mönchsondheim | - Kleinlangheim, Handerwerkermuseum Kirchenburg - Prichsenstadt, Fossiliensammlung - Rödelsee, Elfleinshäusla - Rödelsee-Fröhstockheim, Ausstellung zur deutschen Kolonialgeschichte - Wiesenbronn, Ehemalige Synagoge - Wiesenbronn, Die Eich/Das Flachsbrechhaus - Wiesenbronn, Kellerhaus - Willanzheim-Hüttenheim, Fahrradmuseum Hüttenheim - Willanzheim-Hüttenheim, Sammlung „Alter Tante-Emma-Laden“ |

## Wirtschaft und Infrastruktur

### Wirtschaft
Die Wirtschaft des Steigerwaldvorlandes kann einer klaren Zweiteilung unterzogen werden. Während im Süden Tourismus- und Weinhochburgen entstanden, siedelten sich im nördlichen Umland von Schweinfurt auch weltweit agierende, produzierende und verarbeitende Unternehmen an. Die Gipsindustrie konzentriert sich weitgehend auf zwei Standorte am unmittelbaren Anstieg des Steigerwaldes. Wie die Siedlungsstruktur vermuten lässt, ist auch die Wirtschaft äußerst dezentral.

#### Tourismus
| Gemeinde      | Übernachtungen |
| Iphofen       | 50.806         |
| Rödelsee      | 39.236         |
| Prichsenstadt | 21.955         |
| Gerolzhofen   | 13.677         |
| Wiesentheid   | 3.138          |

Der Kulturtourismus spielt heute im Steigerwaldvorland eine große Rolle. Das Steigerwaldvorland profitiert von der Kombination aus interessanter Kulturlandschaft und historischen Bauwerken und Ensembles. Die Region ist Anlaufpunkt für Ausflugstouristen und Tagesgästen, wobei der Übernachtungsfremdenverkehr eine geringere Rolle spielt, als im Mittleren Maintal. Die Landschaftsstruktur führte dazu, dass sich kein echtes (Tourismus-)Zentrum etablieren konnte und die Organisation dezentral wirkt.
Im südlichen Steigerwaldvorland, das von der Nähe zur Volkacher Mainschleife profitiert, etablierte man die „Dorfschätze“ als kommunale Initiative zur Förderung des Fremdenverkehrs (und weiterer Projekte). Die Orte reihen sich entlang der Bundesautobahn 3 auf. Teil der Initiative sind die Gemeindeteile von Abtswind, Castell, Großlangheim, Kleinlangheim, Prichsenstadt, Rüdenhausen, Wiesenbronn und Wiesentheid. Schwarzach am Main ist zwar ebenfalls in den „Dorfschätzen“ organisiert, liegt aber nicht im Steigerwaldvorland.
Der Weinbau als verbindende Klammer spielt bei den „Gastlichen Fünf“ eine Rolle. In der Initiative haben sich die fünf größten Tourismusdestinationen entlang des Maindreieckes organisiert. Neben Volkach, Kitzingen und Dettelbach, die allesamt innerhalb des Mittleren Maintals zu finden sind, sind auch Iphofen und Gerolzhofen Teil des Quintetts. Die fünf Städte (alle Orte haben historische Stadtkern-Ensembles) orchestrieren die Veranstaltungen in der Sommersaison und stimmen sie aufeinander ab.
Bedeutendste Fremdenverkehrsdestination ist Iphofen mit 29.533 Gästeankünften im Jahr 2019. Obwohl 1949 bereits ein Fremdenverkehrs- und Verschönerungsverein in der Stadt gegründet wurde, blieb die Organisation bis in die 1980er, auch dank mehrerer Auflösungen und Neugründungen des Vereins nur gering professionalisiert. Im Jahr 2000 wurde eine Tourist-Information mit professioneller Leitung in der historischen Altstadt eingerichtet. Die Tourist-Information organisiert mehrere Großveranstaltungen, darunter die Feinschmeckermesse.

#### Weinbau

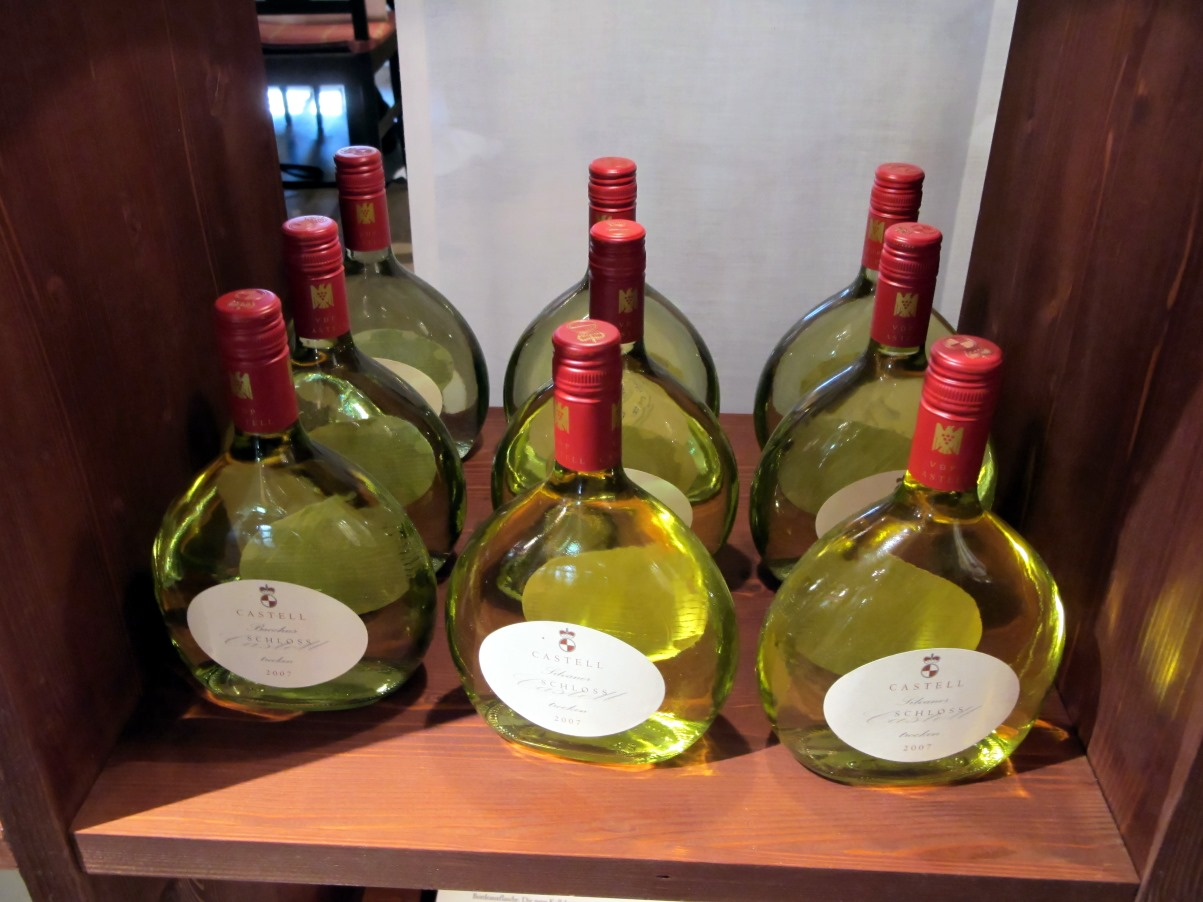
Bocksbeutel mit Silvanern des Fürstlich Castell’schen Domänenamtes

Der Anbau der Sonderkultur Wein spielt für das Steigerwaldvorland eine bedeutende, wirtschaftliche Rolle. Der Tourismus profitiert indirekt von der jahrhundertealten Rebkultur, organisieren die örtlichen Winzer doch bereits seit den 1970er Jahren Wein- und Winzerfeste für die Vermarktung der Jahresproduktion. Das Steigerwaldvorland ist Teil des Qualitätsweinbaugebietes Franken mit dem Bocksbeutel als regionaler Flasche. Früher lagen alle Weinberge innerhalb des Bereichs Steigerwald, mit der Differenzierung der Bereiche seit 2017 wachsen die Reben in den Bereichen Weinpanorama Steigerwald (zwischen Donnersdorf und Abtswind) und Schwanberger Land (Abtswind bis Seinsheim).
Insgesamt können über 20 Gemeinden und eine große Vielzahl an Ortsteilen ausgemacht werden, in denen Weinbau betrieben wird. Aufgrund der klimatischen und geologischen Bedingungen ist der Anbau in nahezu allen Teilen des Naturraums möglich. So sind ganz im Norden um Gädheim und Knetzgau ebenso Weingärten zu finden, wie im Süden um Seinsheim und Willanzheim. Haupterwerb der Einwohner ist der Wein allerdings nur in einem schmalen Streifen entlang des Steigerwaldtraufs, insbesondere zwischen Prichsenstadt und Iphofen.
Der Weinanbau wird in Franken bereits seit dem Frühmittelalter betrieben. Die Region bildete das größte zusammenhängende Weingebiet des Heiligen Römischen Reiches. Der Weinbau erlebte nach der Säkularisation zu Beginn des 19. Jahrhunderts einen umfassenden Niedergang. Vor allem klimatisch weniger begünstige Lagen gab man vollständig auf. Zusätzlich erschwerte das Aufkommen von Schädlingen wie der Reblaus den Anbau. Konsolidieren konnte sich die Weinbauregion Franken erst wieder in der zweiten Hälfte des 20. Jahrhunderts. Hierzu trug auch die Flurbereinigung bei.
Anders als im Mittleren Maintal spielen Genossenschaften im Steigerwaldvorland für die Weinvermarktung nur eine untergeordnete Rolle. Die kleinen Orte begannen früh mit einer von den Gemeinden getragenen Organisation ihrer Winzer, die sich zunächst in der Errichtung gemeindeeigener Vinotheken und Weinlehrpfade niederschlug. Bedeutendste Selbstorganisation der Winzer ist der Verband Deutscher Prädikatsweingüter (VDP). Hier haben sich drei Iphöfer Weingüter, ein Rödelseer und ein Casteller Weingut organisiert.

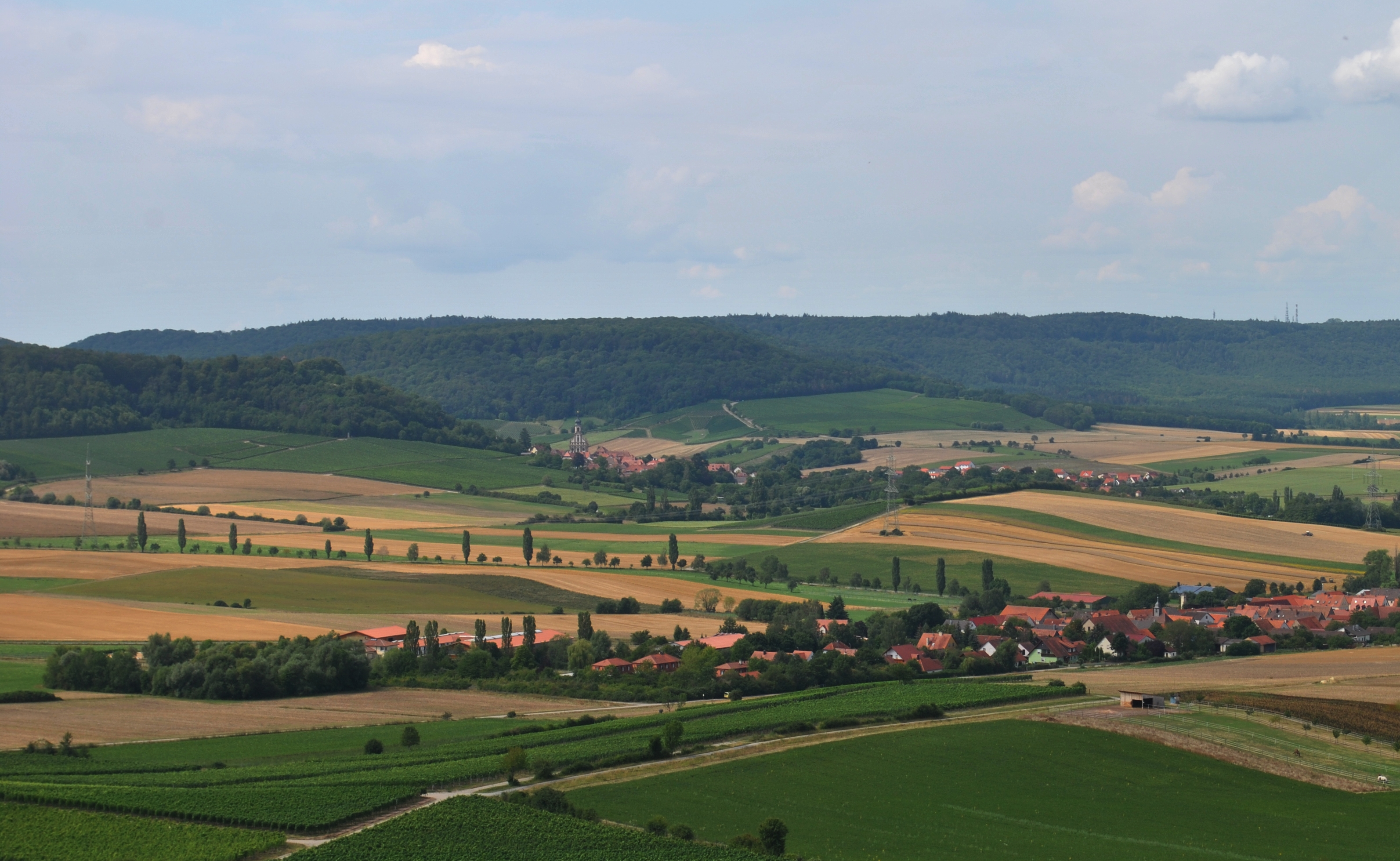
Weinlagen um Greuth und Castell vom Schwanberg aus

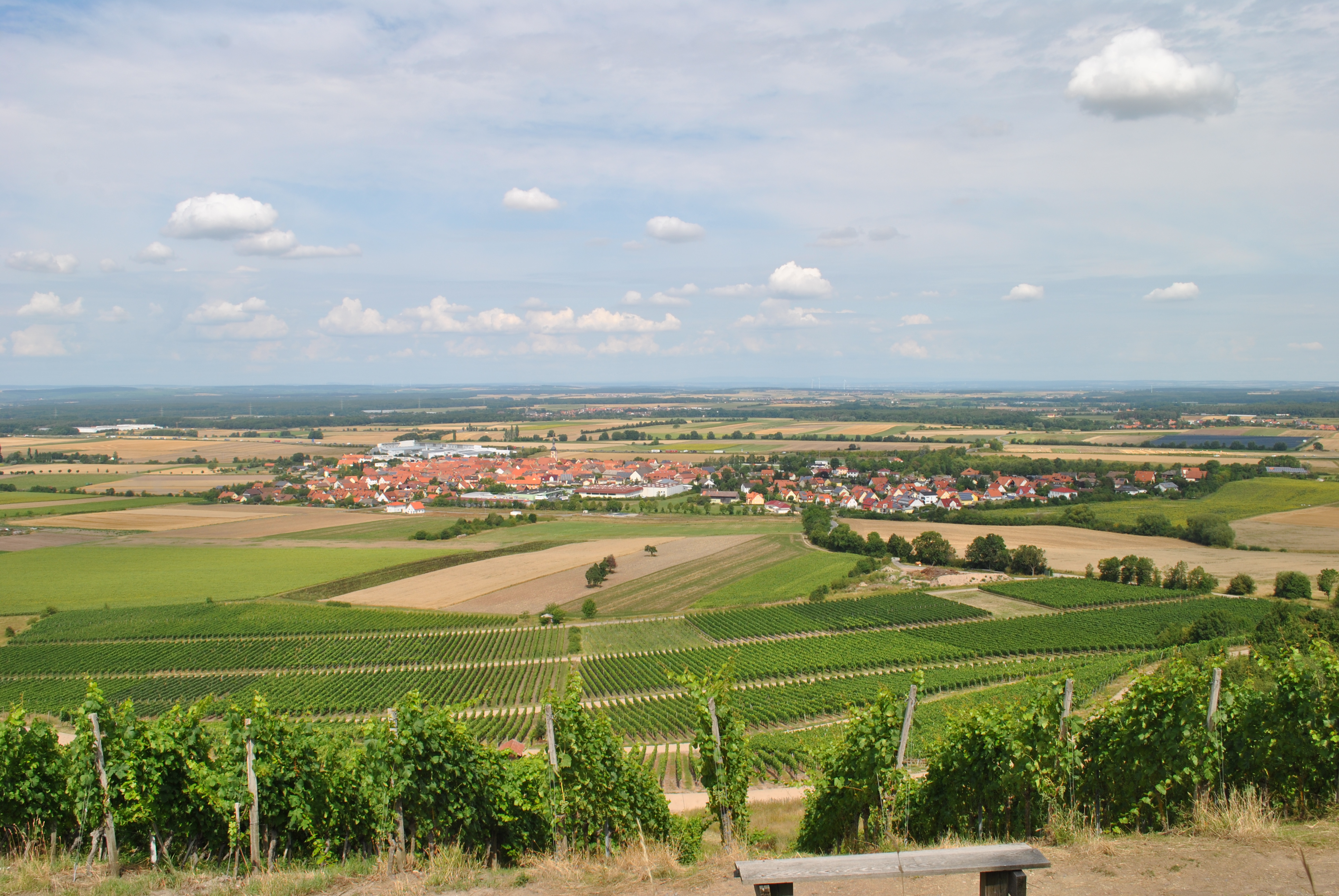
Abtswinder Weinlagen vor dem Ort

| Weinlage                   | Größe 1993 | Größe 2021 | Himmelsrichtung       | Hangneigung | Hauptrebsorten                    | Großlage                                    |
| -------------------------- | ---------- | ---------- | --------------------- | ----------- | --------------------------------- | ------------------------------------------- |
| Oberschwappacher Sommertal | 25 ha      | 21 ha      | Süden, Südwesten      | 20–35 %     | Müller-Thurgau, Bacchus           | Zeiler Kapellenberg                         |
| Donnersdorfer Falkenberg   | 25 ha      | unklar     | Südwesten             | 10–30 %     | Silvaner, Müller-Thurgau          | Donnersdorfer Zabelstein                    |
| Wiebelsberger Dachs        | 25 ha      | 30 ha      | Südwesten             | 15–35 %     | Bacchus, Silvaner, Müller-Thurgau | Oberschwarzacher Steige                     |
| Abtswinder Altenberg       | 30 ha      | unklar     | Südwesten, Nordwesten | 15–50 %     | Silvaner, Müller-Thurgau          | Abtswinder Schild                           |
| Casteller Bausch           | 15 ha      | 30 ha      | Norden, Nordwesten    | 10–35 %     | Silvaner, Müller-Thurgau          | großlagenfrei (früher Casteller Herrenberg) |
| Wiesenbronner Wachhügel    | 50 ha      | 50 ha      | Westnordwesten        | 10 %        | Silvaner, Müller-Thurgau          | Rödelseer Schloßberg                        |
| Rödelseer Küchenmeister    | 75 ha      | 75 ha      | Nordwesten            | 10–40 %     | Müller-Thurgau                    | Rödelseer Schloßberg                        |
| Iphöfer Kronsberg          | 160 ha     | 172 ha     | Süden                 | 30 %        | Müller-Thurgau                    | Iphöfer Burgweg                             |

#### Gips
Ähnlich wie der Weinbau wird auch der Gipsabbau in der Region durch die Bodenzusammensetzungen ermöglicht. Die Gewinnung der Gipssteine des Mittleren Keupers erfolgt überwiegend in Steinbrüchen von kleiner Ausdehnung. Untertägiger Abbau ist seltener. Zu Beginn des 21. Jahrhunderts waren noch zwölf Brüche in wirtschaftlicher Nutzung. Die Kleinteiligkeit des Abbaus (pro Steinbruch nur etwa 2–3 Hektar) garantiert die schnelle Renaturierung und Rekultivierung der Abbauflächen.

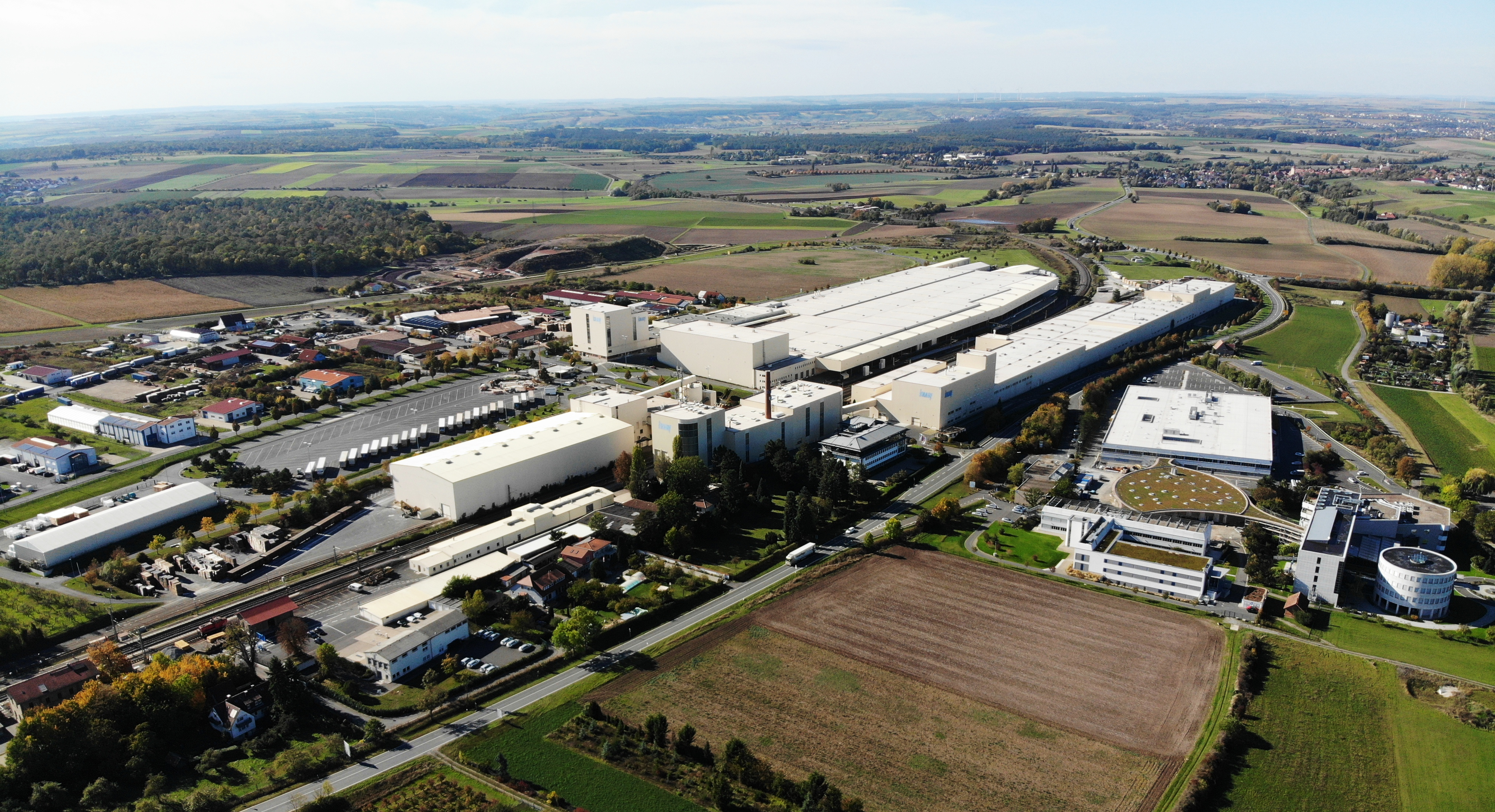
Sitz der Knauf Gruppe in Iphofen

Der Gipsabbau erfolgt durch Bohr- und Sprengarbeiten, wobei das gesamte Grundgipslager durch eine einzige Sohle gewonnen werden sollte. Der Abbau von Anhydritgestein macht die Anlage von Gruben notwendig, die teilweise eine Fläche von mehr als zwei Quadratkilometern einnehmen können. Die Stollen werden durch Pfeiler-Kammer-Bau gesichert, deren Pfeiler je nach Ausbildung der Lagerstätte stark variiert. Mit dem Anhydritbergwerk Hüttenheim findet sich das größte Bergwerk Bayerns im Steigerwaldvorland.
Das gipshaltige Wasser in der Region führte in der Vergangenheit häufig zu einer Erweiterung der Schilddrüse (Struma) bei der einheimischen Bevölkerung, die mainfränkische Bezeichnung „Kröpfer“ für die Bewohner von Gipsproduktionsstandorten sind Überrest dieses Phänomens. Zwei Hauptstandorte von gipsverarbeitenden Unternehmen können im Steigerwaldvorland ausgemacht werden: Um Sulzheim mit dem renaturierten Gipshügel als Abraumhalde und um Iphofen. In Iphofen hat auch einer der größten Rohsteinbetriebe der Welt, die Knauf Gruppe, ihren Sitz. Das Unternehmen unterhält in der Region Standorte in Iphofen, Markt Einersheim und Hüttenheim.
Der Gips wurde im 18. Jahrhundert unter dem Namen „Casteller Marmor“ für Bildhauerarbeiten genutzt. Gips, Leimwasser und Pflanzenfarben wurden zur Marmor-Imitation genutzt und beispielsweise in der Würzburger Residenz verarbeitet. Heute bestehen drei Hauptnutzungsmöglichkeiten für den Stein. Gips und Anhydrit machen als Rohsteine 5 % des Zements aus. In Sulzheim haben sich die Unternehmen vor allem der Herstellung von Spezialgips, beispielsweise zur Herstellung von medizinischen Produkten verschrieben. Ein weiterer Anwendungsbereich ist Baugips, vor allem für Gipskartonplatten.

#### Industrie und Dienstleistungen
Neben den großen gipsverarbeitenden Unternehmen haben in der Region mehrere überregionale Betriebe ihren Sitz oder unterhalten Dependancen. Der Transitcharakter des Gebietes wird deutlich, wenn man sich die große Ansiedlungsdichte von Logistikunternehmen vor Augen führt. So sitzt die Spedition Schäflein in Röthlein, das bereits in das Schweinfurter Umland gerechnet werden kann. In Donnersdorf besteht mit der Kaufland-Logistik eine Firma, die von der Nähe zur Bundesautobahn 70 profitiert. Verteilerzentren sind auch in Gochsheim (wegen der Nähe zu Schweinfurt) konzentriert.
Ein zweiter Schwerpunkt liegt auf der Lebensmittelbranche. Der Vermarktungsname „Deutschlands Kräutergärtlein“ für den südöstlichen Landkreis Schweinfurt verweist auf den Teehersteller Meßmer, der seinen Sitz in Grettstadt hat. Daneben bestehen mit Kräuter Mix und Horst Kaulfuss Kräuter-Tee-Gewürze zwei große Teeproduzenten in Abtswind. Ein bedeutender Vertreter der Solarbranche mit über 500 Beschäftigten an weltweit zehn Standorten ist Belectric mit Sitz in Kolitzheim.
Der Dienstleistungssektor ist an den wenigen zentralen Orten innerhalb des Naturraums konzentriert. Besondere Bedeutung für die Region hat das Genossenschaftsbankwesen. Das nördliche Steigerwaldvorland liegt im Bereich der VR-Bank Gerolzhofen, während der Süden Teil der Raiffeisenbank Volkacher Mainschleife-Wiesentheid ist. Iphofen und sein Umland gehören zur VR Bank Kitzingen. Als älteste Bank Bayerns gilt die Fürstlich Castell’sche Bank, die heute noch ihren juristischen Sitz in Castell hat. Das Haus wurde 1774 als Gräflich Castell-Remlingen’sche Landes-Credit-Cassa gegründet. Die Bank unterhält allerdings heute keine Filialen mehr in der Region.
Die Zentren des Einzelhandels entsprechen den Mittel- und Unterzentren der Raumgliederung. Fachmärkte und ein vielfältiges Warenangebot sind in Gerolzhofen zu finden. Iphofen besitzt zwar Filialen der großen Einzelhandelsketten, weist aber eine geringere Differenzierung auf. Die Nähe zur Bundesautobahn 3 ist außerdem für die Einkaufssituation in Wiesentheid bedeutsam. Die vielen kleinen Orte im Steigerwaldvorland sind Auspendlerorte, die jedoch eine Vielzahl kleinerer Handwerksbetriebe aufweisen.

### Verkehr
Das Steigerwaldvorland bildete jahrhundertelang die Verbindung zwischen den Städten des Maintals und dem Steigerwald. Die für das Mittelgebirge namensgebenden Steigen, also Übergänge, sowie die Furten, Fähren und Brücken über den Fluss waren für die Ausbildung des Wegenetzes verantwortlich. Die meisten Altstraßen verliefen von Westen nach Osten. Diesen Transitcharakter hat das Gebiet bewahrt, sodass auch die bedeutendsten modernen Verkehrswege sich an diesem Verlauf orientieren.

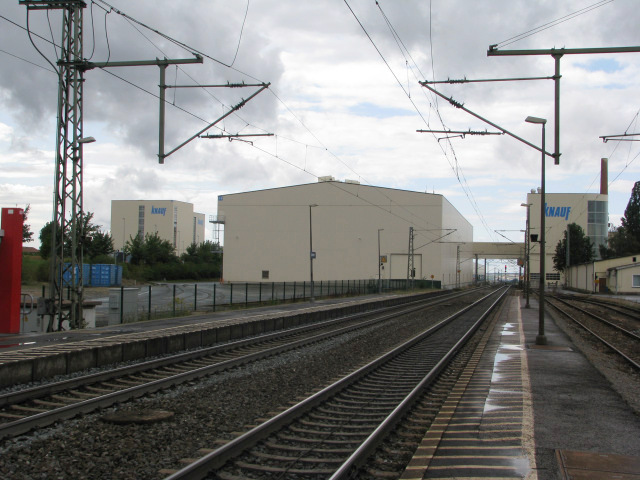
Bahnstrecke Fürth-Würzburg vor den Knauf-Werken in Iphofen

Der Straßenverkehr wird von den beiden Bundesautobahnen A 3 (E 45) und A 70 (E 48) dominiert. Die A 3 verbindet Würzburg mit Nürnberg und verläuft durch das zentrale Steigerwaldvorland südlich von Wiesentheid. Die Anschlussstelle 75 (Wiesentheid) liegt dabei als einzige inmitten des Naturraums. Die A 70 zwischen Schweinfurt und Bamberg orientiert sich am Verlauf des Obermains. Die Anschlussstellen 9 (Schonungen), 10 (Haßfurt) und 11 (Knetzgau) liegen im Steigerwaldvorland.
Drei Bundesstraßen durchziehen die Landschaft. Die B 8 zwischen Kitzingen und Neustadt an der Aisch durchschneidet das Schwanbergvorland und die Hellmitzheimer Bucht. Die B 22 führt durch das Steigerwaldvorland von Neuses mit dem Fernziel Ebrach. Einzige Bundesstraße mit einer Nord-Süd-Trasse ist die B 286, die Gerolzhofen mit Schweinfurt verbindet. Wichtige Staatsstraßen im Steigerwaldvorland sind: St 2272 (Kitzingen-Wiesentheid), St 2274 (Volkach-Gerolzhofen) und St 2275 (Gerolzhofen-Donnersdorf).
Das Areal wird von zwei Bahnstrecken durchzogen, eine dritte Verbindung ist derzeit stillgelegt, soll aber wieder reaktiviert werden. Die Bahnstrecke Bamberg–Rottendorf wurde bereits im November 1852 auch an das Haßfurter Maintal angeschlossen. Haltepunkte im Steigerwaldvorland sind Gädheim und Schonungen, wobei die beiden Punkte Ober- und Untertheres nicht mehr angefahren werden. Auf der Bahnstrecke Fürth–Würzburg fährt seit 1865 ein Zug. Iphofen ist die einzige Haltestelle inmitten des Steigerwaldvorlandes. Die als „Untere Steigerwaldbahn“ bezeichnete Nebenstrecke Kitzingen-Schweinfurt, die unter anderem auch Haltepunkte in Großlangheim, Stadelschwarzach und Gerolzhofen besaß, ist derzeit (2021) teilweise entwidmet. Bereits 2023 sollen aber wieder Züge verkehren.